# أورنكزيب عالمكير
السُّلطَانُ الأَعظَم والخَاقَانُ المُكرَّم شَاهِنشَاهِ السَّلْطَنَةِ الْهِنْدِيَّةِ والمَغُولِيَّةِ أَبُو الْمُظَفَّر مُحيِي الدِّين مُحَمَّد أَوْرَنِكْزِيب بَهَادُر عَالَمكِير پَادِشَاه غَازِي بن مُحمَّد شَاهجِهَان بن مُحمَّد جِهَانكِير الگوركاني (بالفارسية: السُّلطَانُ الأَعظَم والخَاقَانُ المُكرَّم شَاهِنشَاهِ السَّلْطَنَةِ الْهِنْدِيَّةِ والمُغَلِيَّةِ أَبُو الْمُظَفَّر مُحيِي الدِّين مُحَمَّد اورنگ‌زیب بَهَادُر عَالَمگیر پَادِشَاه غَازِي بن مُحمَّد شَاهجِهَان بن مُحمَّد جِهَانكِير، وبالأردية: السلطَان الأَعظَم والخاقان المكرم شہنشاہ السلطنة الهندية والمغلية أبو المظفر محی الدین محمد اورنگزیب بهادر عالمگیر پادشاه غازي بن محمد شاہجہاں بن محمد جهانكير گورکاني) (ق. 1027هـ - 28 ذي القعدة 1118هـ المُوافق فيه 1618م - 3 آذار (مارس) 1707م) المعروف اختصارًا بِـ«أورنكزيب عالمكير» أو «أورنكزيب الأوَّل» أو «عالمكير أعظم»، هو سادس سلاطين مغول الهند، وقد حكم بلاد آبائه من سنة 1068هـ المُوافقة لِسنة 1658م إلى سنة 1119هـ المُوافقة لِسنة 1707م. لُقِّب بـ«أورنكزيب» وهي كلمة فارسيَّة منحوتة من «اَوْرَنْگ‌» ومعناها «عرش»، و«زیب» ومعناها «زينة»، فيكون معنى اللقب «زينة العرش»، وقيل «زينة المُلك». أمَّا «عالمكير» فمعناه: آخذ العالم وسيِّده، وقيل «جامع زمام الدُنيا». بلغت سلطنة المغول في الهند أقصى اتساعها في عهد هذا السُلطان، ووصلت أعلى درجات الكمال والقُوَّة والإزدهار، فامتدَّت من كابُل وكشمير شمالًا إلى أطراف شبه القارَّة الهنديَّة جنوبًا، ومن السند غربًا إلى البنغال شرقًا.
تولَّى أورنكزيب أعمالًا عسكريَّة وإداريَّة عديدة خلال سلطنة أبيه شاهجهان، واشتُهر بُحسن قيادته الجُيُوش، فناب عن أبيه في حُكم الدكن ثُمَّ في الگُجرات، ثُمَّ تولَّى المُلتان والسند، وحمل على الصفويين في إيران. تربَّع أورنكزيب على عرش سلطنة المغول بعد صراعٍ اشتعل بينه وبين إخوته في أواخر عهد شاهجهان، فانتصر عليهم وحجر على والده المريض في قلعة آغرة وأحاطه بِمظاهر التكريم إلى أن أدركه الموت، ثُمَّ انصرف لوأد الفتن الداخليَّة وضمّ ما كان خارجًا عن حُدُود الدولة المغوليَّة من بلادٍ هنديَّة، فأصاب نجاحًا كبيرًا، وصارت دولته إحدى أكبر الدُول في التاريخ الهندي، مُتفوِّقةً على دولة جد أبيه السُلطان جلال الدين أكبر. رعى أورنكزيب العُلُوم والفُنُون، وسعى إلى إحقاق العدل بين رعيَّته، وطالت أيَّامه، فحكم تسعة وأربعين سنة، ليُصبح أطول سلاطين مغول الهند حُكمًا. وصفه المُؤرِّخ مُحمَّد خليل المُرادي قائلًا: «... وَأَرَادَ الله بِأهلِ الهِندِ خَيرًا فَإنَّهُ رَفَعَ المَظَالِم وَالمُكُوس وَطَلَعَ مِنَ الأُفُق الهِندِي فَجره وَظَهَر مِنَ البُرجِ التّيمُورِيّ بَدرُه وفُلك مَجدُه دَائِر وَنَجم سَعده سَائِر...».
يُجمع المُؤرِّخون أنَّ أورنكزيب كان أكثر سلاطين مغول الهند تديُّنًا وتمسُّكًا بالإسلام وعقيدة أهل السُنَّة والجماعة، قال عنه الأديب نجيب العقيقي: «وَكَانَ أَوْرَنِجزِيب مًسلِمَا وَرِعَا يَحفَظُ القُرآن ويُقيمُ الصَّلَاة ويَصُوم رَمَضَان ويُجاهد الوَثَنِيين»، فسعى إلى صبغ دولته بالصبغة الإسلاميَّة وتطبيق الحُدُود الشرعيَّة، لاغيًّا جميع المُمارسات التي تتعارض مع الإسلام والتي كانت قد تسرَّبت إلى البلاط المغولي مُنذُ عُهُود أجداده، وسعى إلى تمكين المُسلمين وإحياء حميتهم، ممَّا أثار الهندوس ودفع الكثير منهم ومن المُؤرِّخين الغربيين لاحقًا إلى توجيه أسهم النقد اللاذع إلى هذا السُلطان، واعتبار ميراثه مُعقدًا في أفضل الأحوال. اشتُهر أورنكزيب بتُقاه وورعه وحُسن عشرته، ومن مآثره أنَّهُ نسخ القُرآن مرَّتين خلال حياته، وموَّل تأليف كتابٍ كبيرٍ في الفقه الحنفي أعدَّه كبار عُلماء الديار الهنديَّة، هو «الفتاوى الهنديَّة» المُسمَّاة أيضًا «الْفَتَاوَى الْعَالَمْكِيرِيَّةِ».

## نشأته

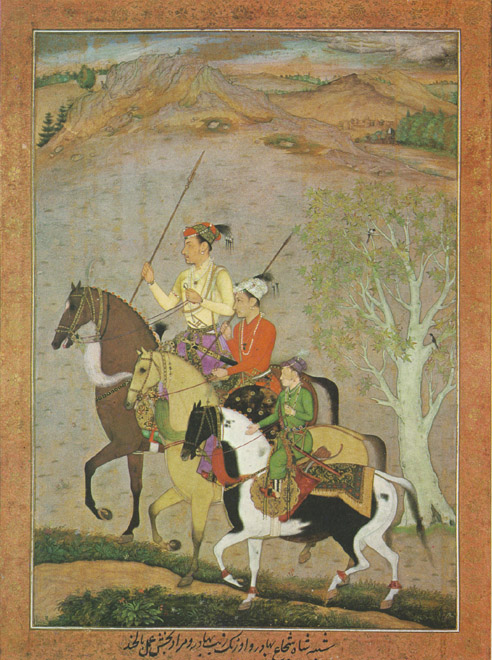
مُنمنمة رُسمت قُرابة سنة 1637م تُصوِّر الإخوة (من اليسار لليمين): شاهشُجاع وهو الأكبر، ثُمَّ أورنكزيب وهو الأوسط، ثُمَّ مُراد بخش وهو الأصغر، خلال فُتوَّتهم.

وُلد أورنكزيب في بلدة «دَوحُد» شمال برودة في الگُجرات يوم 15 ذي القعدة 1028هـ المُوافق 23 تشرين الأوَّل (أكتوبر) 1619م،أ[›] وفقًا للدكتور عبد المنعم النمر، وقالت مصادر أُخرى أنَّ هذا السُلطان وُلد قُرابة سنة 1618م، في حين حدَّدت الموسوعة البريطانيَّة تاريخ ولادته بالثالث من تشرين الثاني (نوڤمبر) 1618م. والده هو السُلطان شهاب الدين شاهجهان، خامس سلاطين مغول الهند، أمَّا والدته فهي أرجمند بانو بيگم الشهيرة بـ«مُمتاز محل». وُلد أورنكزيب خلال عهد جدِّه نور الدين جهانكير، وتربَّى تربيةً دينيَّة على يد كبار العُلماء حتَّى أصبح مُتبحرًا في العُلُوم الشرعيَّة، مُتعبدًا على نسق المُتصوِّفة رُغم اشتغاله بأُمُور المُلك، لم يشرب الخمر قط، ولم يسمع الغناء مع مهارته في الإيقاع والنغم مُنذُ صغره، ولم يستعمل الذهب والفضَّة، وأمر أن يُستعاض عنهما بغيرهما، وعاش زاهدًا مُتقشفًا.

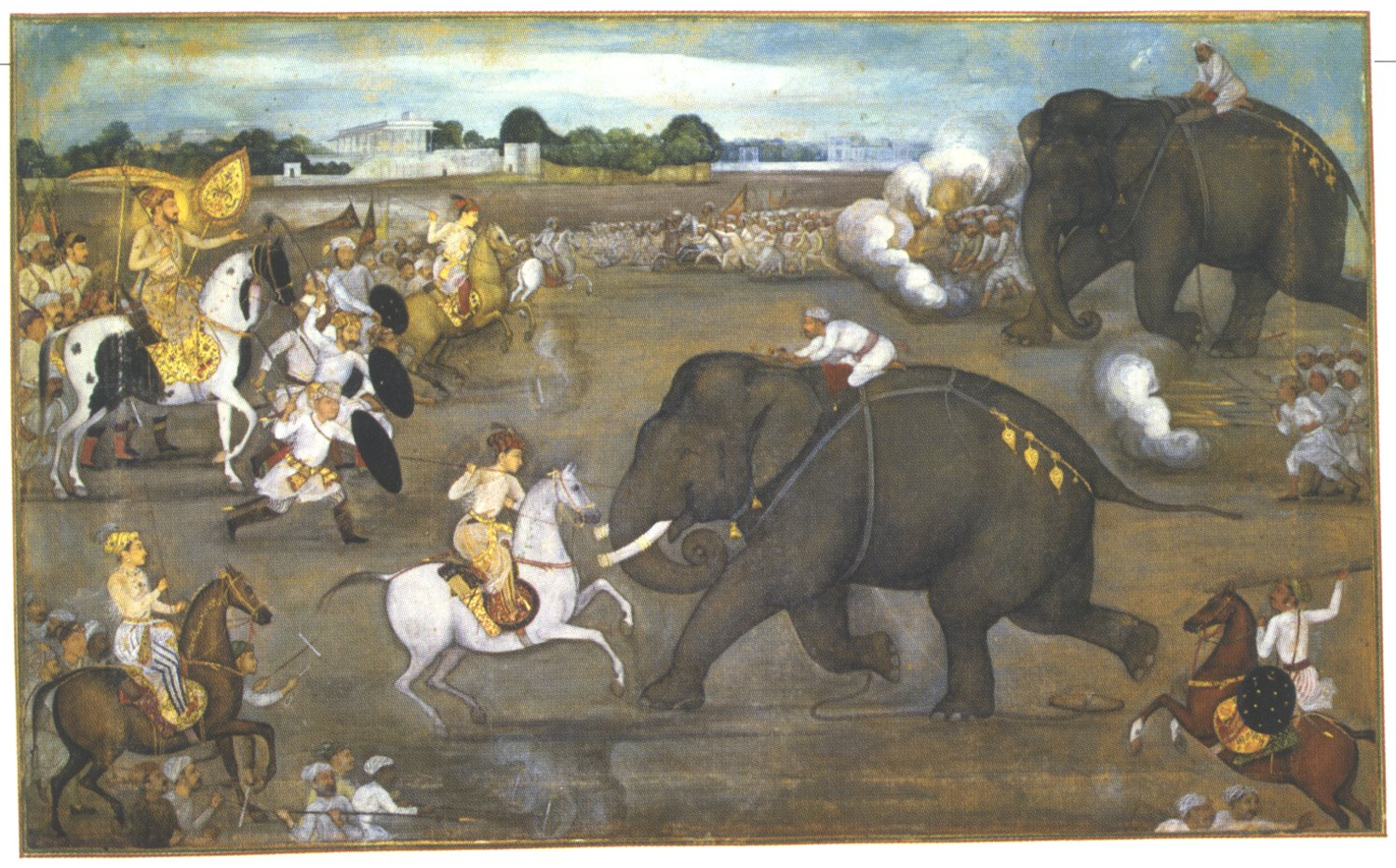
الشاهزاده أورنكزيب ينقض على الفيل الهائج ليطعنه بحربته.

أُرسل أورنكزيب وأخيه داراشُكوه ليُقيما في بلاط جدِّهما جهانكير في مدينة لاهور خلال شهر حُزيران (يونيو) 1626م بُعيد فشل ثورة والدهما شاهجهان، وذلك لقاء العفو عنه، فعاشا في كنف جدِّهما وزوجته نورجهان، إلى أن تُوفي جهانكير سنة 1037هـ المُوافقة لسنة 1627م وتربَّع شاهجهان على تخت المُلك، فعاد أورنكزيب وداراشُكوه للإقامة في البلاط السُلطاني بالعاصمة آغرة.
تلقَّى أورنكزيب عُلُومه الدُنيويَّة على يد ثُلَّةٍ من المُربِّين والمُؤدِّبين والمُعلِّمين، فتعلَّم فُنُون القتال والإستراتيجيَّات العسكريَّة وأساليب الإدارة، إضافةً إلى الآداب التُركيَّة والفارسيَّة، وأتقن أربع لُغات هي: العربيَّة والفارسيَّة والجغتائيَّة والهندستانيَّة. وكان جريئًا مقدامًا وفق ما تنص عليه روايات، منها رواية جاء فيها أنَّ فيلًا حربيًّا ثار وهاج وانقضَّ على جُند المُعسكر المغولي وخيامهم وخُيُولهم، فركب أورنكزيب ذي الأربعة عشر ربيعًا وانقضَّ على الفيل ورماه بحربته فأصاب رأسه، لكنَّ الفيل ضربه بخُرطُومه فأسقطه أرضًا. أُعجب شاهجهان بشجاعة ولده، فخلع عليه اللقب المغولي «بهادُر» أي «الشُجاع»، وأغدق عليه الهدايا، وقيل إنَّهُ زانه ما أن بلغ الخامسة عشر بعد ثلاثة أيَّامٍ من حادثة الفيل، وأعطاه وزنه ذهبًا.

## حملاته وولاياته المُبكرة

### حرب بُندلخند

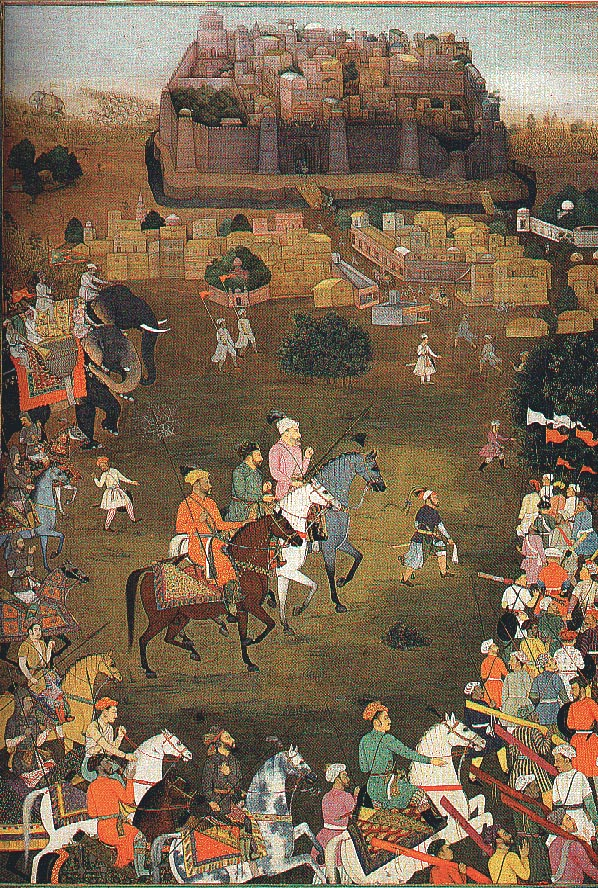
جيش المغول بقيادة أورنكزيب يستعيد «أورچهة» من ججهار سينگه خلال شهر تشرين الأوَّل (أكتوبر) 1635م.

كانت بلاد بُندلخند خاضعة لحُكم راجا هندوسي تابعٌ للمغول يُعرف بـ«ججهار سينگه» (بالهندية: जुझारसिंह बुन्देला)، راح بعد اعتلاء شاهجهان العرش يُوطِّد أقدامه في إقطاعاته ويزيد من قُوَّته بِشراء الأسلحة والذخائر، ويُحصِّن قلاعه، ويضطهد السُكَّان ويتعسَّف في جمع الضرائب، ثُمَّ ما لبث أن أعلن استقلاله عن الحُكُومة المغوليَّة المركزيَّة، فما كان من شاهجهان إلَّا أن أرسل إليه جيشًا كبيرًا لإخضاعه وإعادته للطاعة. وعندما أحاطت هذه القُوَّات بِالأمير العاصي، سارع بإلقاء السلاح والاستسلام وطلب الأمان، وكان ذلك في شهر ذي القعدة من سنة 1037هـ المُوافق فيه شهر حَزِيران (يونيو) 1628م، فصفح عنه شاهجهان وأبقاه في حُكم بُندلخند على أن يعود الأمر كما كان عليه، أي يحكم البلاد بِاسم المغول، على أنَّهُ انتزع منه بعض البلاد وألحقها بِالسلطنة مُباشرةً.
خدم ججهار سينگه الدولة المغوليَّة مُدَّة خمس سنواتٍ بِإخلاصٍ، وساعد السُلطان شاهجهان في الاستيلاء على دولت آباد وإخضاع الدولة النظامشاهيَّة. ولكن في سنة 1044هـ المُوافقة لِسنة 1634م، حاول الاستيلاء على خوندنة لِيُعوِّض ما خسره من أراضٍ أمام المغول كما أُسلف، فحذَّره شاهجهان من فعلته ومن مُعاودته العصيان، لكنَّهُ لم يستجب وحاصر «شوراغار» في سنة 1045هـ المُوافقة لِسنة 1635م، وقتل حاكمها الراجا، فطلب ابنه من السُلطان الأخذ بِثأر والده، فما كان من السُلطان إلَّا أن أمر ججهار سينگه بِإعادة خوندنة إلى ابن الراجا القتيل بِالإضافة إلى قسمٍ من أملاكه، ودفع الجزية للِمغول، عقابًا له على ما اقترفت يداه. رفض ججهار سينگه مطالب السُلطان، واستدعى قُوَّاته، التي كانت تخدم مع الجيش المغولي في الدكن، الأمر الذي أغضب شاهجهان ودفعهُ إلى تكليف ابنه أورنكزيب بِقمع ثورة هذا العاصي.
زحف أورنكزيب نحو ججهار سينگه الذي كان في بلدة «أورچهة»، فاجتاحها، ففرَّ الثائر الهندوسي من أمامه نحو «رهاموني» ثُمَّ إلى «شوراغار»، فطارده أورنكزيب وأجبره على الانسحاب إلى الدكن مع عائلته وكُنُوزه. وخاض هذا العاصي معركةً يائسةً مع الجيش المغولي، وفرَّ مع ابنه «بكرماجيت» إلى الغابات لِلاحتماء بها، لِكنَّهُما قُتلا على أيدي السُكَّان المحليين من قوم «الگوند». وسلَّم السُلطان بلدة أورچهة إلى «ديڤي سينگه»، شقيق ججهار سينگه، لِيحكُمها بِاسمه، وكان قد ساعد المغول في هذه الحملة، ويبدو أنَّ السُكَّان رفضوا زعامته وأعلنوا العصيان بِزعامة «شاميث راي»، واستمرَّ عصيانهم قائمًا حتَّى تولَّى أورنكزيب بعد سنوات.

### نيابته الأولى للدكن

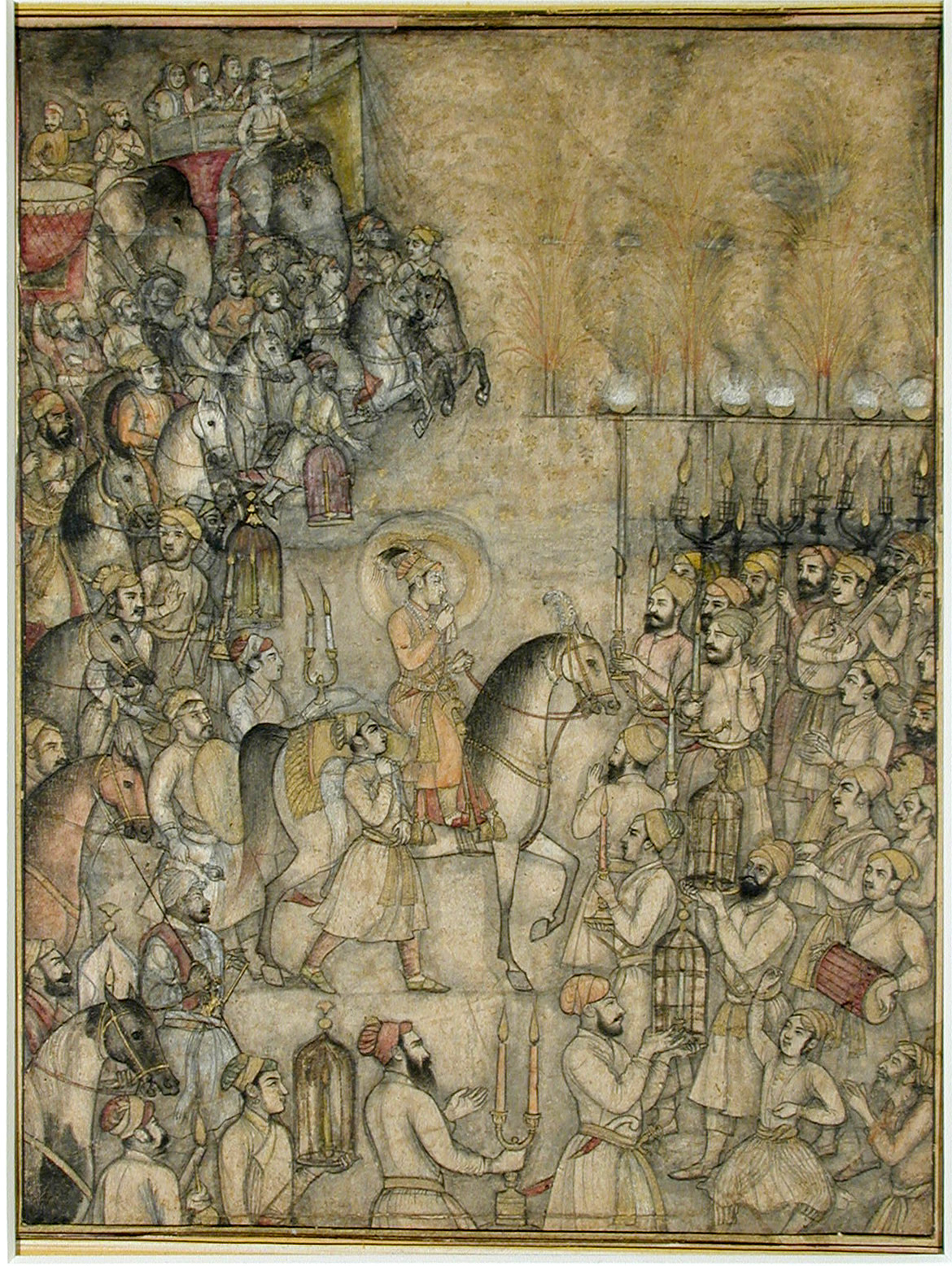
الاحتفال بالزفاف الأوَّل للشاهزاده أورنكزيب.

أخضع شاهجهان الدولة العادلشاهيَّة في الدكن سنة 1045هـ المُوافقة لِسنة 1636م، وأقام أورنكزيب نائبًا لهُ هُناك وعاد هو إلى آغرة في السنة التالية. تزوَّج أورنكزيب خلال السنة الأولى من نيابته بأميرةٍ صفويَّة هي «دلرس بنت بديع الزمان»، فصارت أقرب زوجاته وأحبهُنَّ إلى قلبه حتَّى وفاتها، ولقَّبها «رابعة العصر». وفي سنة 1637م كُلِّف أورنكزيب بضمّ مملكة «بگلانة» الراجپوتيَّة الصغيرة إلى دولة المغول، ففعل ذلك بيُسر. وفي سنة 1638م تزوَّج أورنكزيب بـ«رحمة النساء بنت تاج الدين» الشهيرة بـ«نواب بائي»، وفي السنة ذاتها أُرسل لإخضاع الپُرتُغاليين في حصن دمن بالگُجرات، فحاصرهم شُهُورًا، لكنَّ قُوَّاته واجهت مُقاومةً عنيفة اضطرَّته إلى الانسحاب. تزوَّج أورنكزيب خلال هذه الفترة أيضًا بامرأةٍ ثالثة هي «أورنك آبادي محل»، وهي إحدى جواريه، يُختلف في تحديد ما إذا كانت شركسيَّة أم كرجيَّة.

### ولايته الگُجرات
غادر أورنكزيب الدكن عائدًا إلى العاصمة آغرة خلال سنة 1644م، أي بعد ثمانية سنوات قضاها في حُكم تلك البلاد بِالنيابة عن أبيه. وكان سبب عودته ما بلغهُ من أنَّ أخاه الأكبر داراشُكوه قد تمكَّن من قلب شاهجهان، فأصبحت أُمُور الدولة لا تجري إلَّا وفق مشورته، مع ما يعنيه ذلك من خطرٍ على وضعه كوليِّ عهدٍ مُحتمل. فتوجَّه على الفور إلى العاصمة بِدعوى قلقه على صحَّة أُخته جهان‌آرا، وكانت قد أُصيبت بِحُرُوقٍ شديدة حتَّى أشرفت على الموت، ولم يجدها نفعًا ما بذله الأطبَّاء من جُهُودٍ كثيرةٍ لِإنقاذ حياتها، لولا ترياقٌ صنعهُ لها مولى يُدعى «عارف»، أزاح به آلامها عنها وردَّ الحياة إليها. وقد قابل السُلطان صنيعه هذا بِإغداق الأموال والإنعام عليه.
ثار غضب شاهجهان لمَّا رأى ابنه قد دخل عليه دون أن يستدعيه من الدكن، وقد ارتدى درعه وتأبَّط سلاحه، فأدرك أنَّهُ لا ينوي خيرًا، وعزله فورًا عن نيابة الدكن ومنعه من أن ينصب سُرادقًا أحمرًا كسائر آل بابُر حين خُرُوجه في غزوات، كما منعه من رفع الراية السُلطانيَّة. احتجب أورنكزيب عن أبيه لسبعة أشهر، فثقُل قلبه من الحُزن، وأشفقت عليه شقيقته جهان‌آرا، وسعت لدى والدها كي يُسامحه ويعفو عنه، فقبل السُلطان ورضي عن أورنكزيب مُجددًا، فندبهُ صوبدارًا ب[›] على الگُجرات خلال سنة 1645م، فقضى في تلك البلاد سنتين اضطلع فيها بِشُؤونها على خير وجه، فساد الهُدُوء والاستقرار في البلاد، رُغم القليل من النزاعات الدينيَّة التي نشبت بين الحين والآخر.

### ضمُّ بلخ وبدخشان

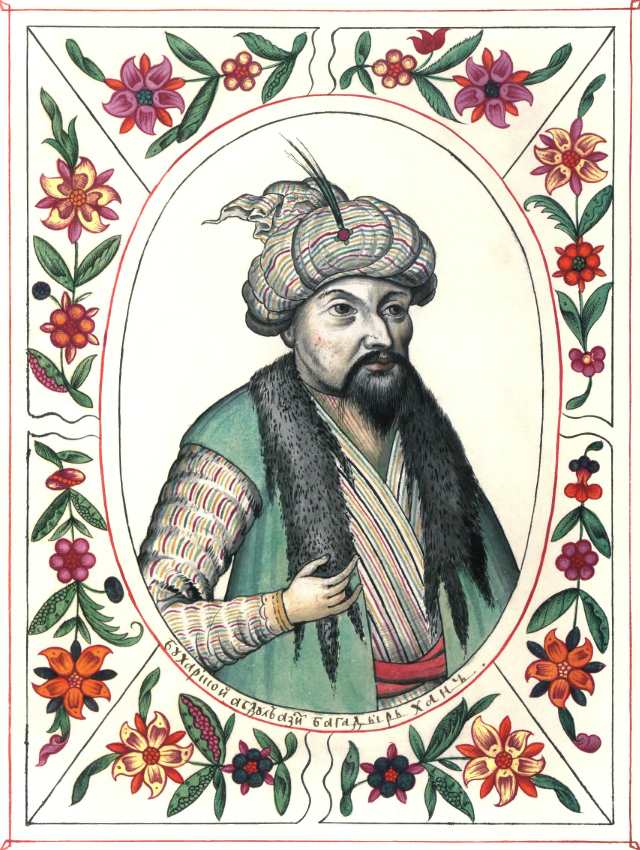
عبد العزيز خان بن نظر مُحمَّد خان، قائد جُيُوش الأوزبك أثناء حملة المغول على بلخ وبدخشان.

سعى شاهجهان إلى استرداد بلخ وبدخشان بعد أن فقدهما المغول خلال عهد مُؤسس السُلالة السُلطان ظهير الدين بابُر لصالح الأوزبك الشيبانيين، وشجَّعهُ على ذلك ما جرى من تنازُعٍ أُسريٍّ في خانيَّة بُخارى، إذ أنَّ الخان «نظر مُحمَّد بن إمام قُلي الأستراخاني» واجه ثورة ابنه عبد العزيز الطامع في العرش، الذي كان أُمراء أبيه يُشجِّعونه على خلعه والجُلُوس مكانه. فاستغلَّ شاهجهان هذه الفُرصة لِلتدخُّل في بلخ، وأرسل جيشًا جرَّارًا تألَّف من خمسين ألف فارس وعشرة آلاف راجل، بِقيادة ابنه الشاهزاده مُراد والقائد علي مروان، فدخلا بلخ من دون مُقاومة تُذكر في 17 جُمادى الأولى 1056هـ المُوافق فيه 2 تمُّوز (يوليو) 1646م، وفرَّ الخان نظر مُحمَّد إلى أصفهان تاركًا كُنُوزه وخزائنه تقع غنيمةً سهلةً في أيدي المغول. ولم يطل مُكْث المغول في المدينة طويلًا، إذ أنَّ الشاهزاده مُراد، الذي تعوَّد على حياة اللهو والبذخ، لم يستسغ البقاء في هذه البلاد ذات التلال الجرداء، فاستأذن أباه السُلطان بِالعودة إلى الهند، فرفض شاهجهان منحهُ الإذن، وعلى الرُغم من ذلك، فقد عصى أمره وغادر بلخ عائدًا إلى الهند في انسحابٍ عامٍّ ما أغضب شاهجهان، فحرم ابنه من وظيفته ورفض استقباله في بلاطه.
وجَّه شاهجهان أورنكزيب بعد ذلك إلى بلخ وبدخشان لِاستعادة السيطرة عليها، وذهب هو إلى كابُل ليُدير منها العمليَّات العسكريَّة. نجح أورنكزيب في دُخُول بلخ بعد أن أنزل ضرباتٍ قاصمةً بِالأوزبك رُغم كثرة عددهم قياسًا إلى قلَّة قُوَّاته، إلَّا أنَّهُ لم يمكث فيها طويلًا واضطرَّ إلى مُغادرتها بِفعل عدَّة عوامل، أبرزها:
- حشد الأوزبك لِجيشٍ عظيمٍ قوامه مائة ألف مُقاتل وعزمهم الهُجُوم على المدينة لِطرد المغول منها، وكان ما بقي من جُنُودٍ مع أورنكزيب يصل عددهم إلى قُرابة خمسةٍ وعشرين ألف نفر، ما أفقد التوازن العسكري بين الطرفين لِصالح الأوزبك.
- عدم تكيُّف القادة وأُمراء الجيش المغولي مع المُناخ القارِّي القاسي والجاف، وهم الذين اعتادوا حياة النعيم في الهند.
- استعمل الأوزبك، خلال اصطدامهم بِالمغول، الفن العسكري القوزاقي الذي لم يألفه المغول، ما أربكهم وأفشل خططهم العسكريَّة.

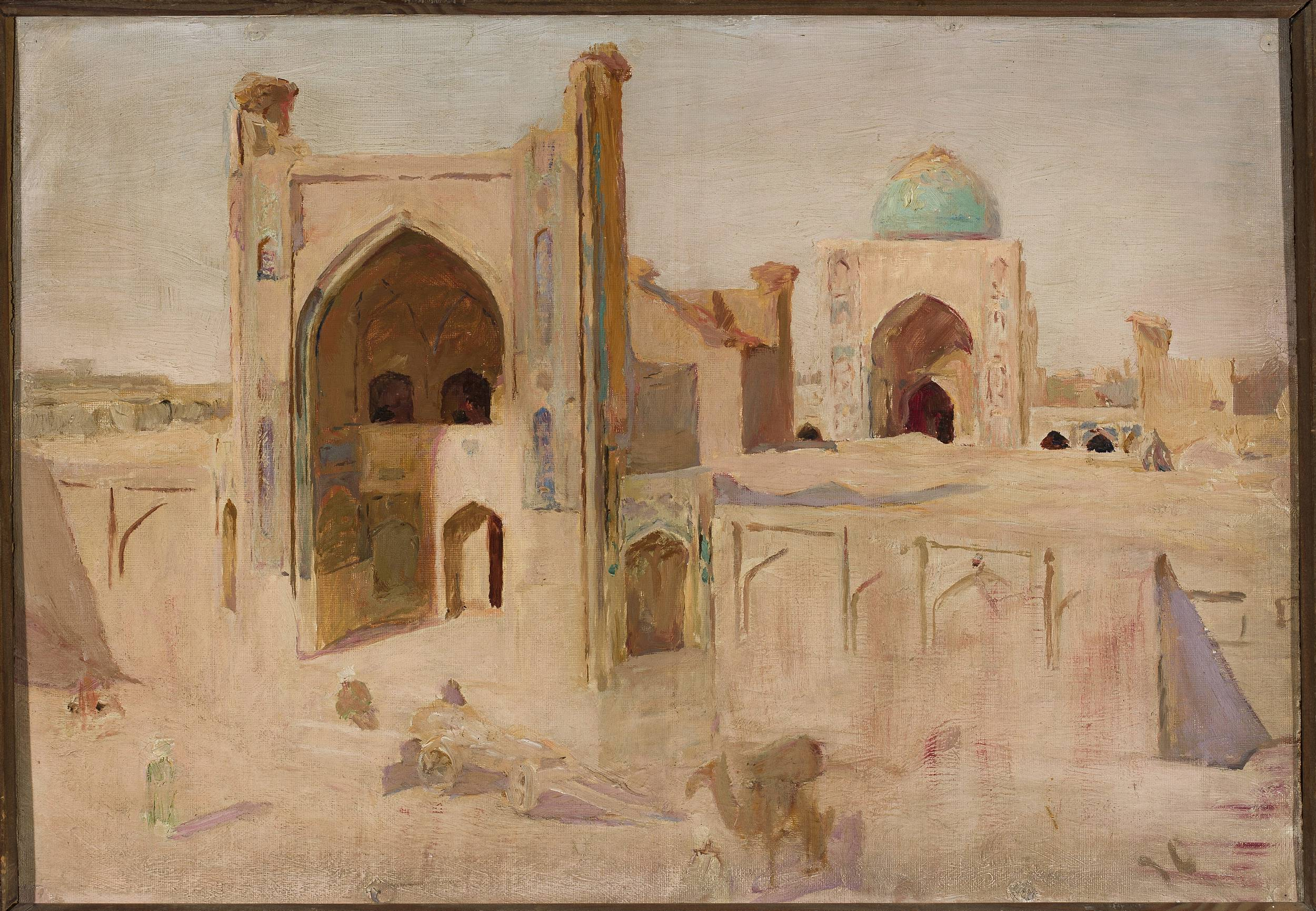
جانبٌ من مدينة بُخارى عاصمة الأوزبك.

وأجلس أورنكزيب على عرش بلخ أحد أحفاد الخان نظر مُحمَّد، لِيحكم البلاد باسم أبيه شاهجهان، وسارع بِالعودة إلى الهند. وفيما كان المغول خارجون من المدينة، هاجم الأوزبك مؤخرة جيشهم وأوقعوا بهم بعض الخسائر، فرأى أورنكزيب أن يُسدِّد لهم ضربةً عسكريَّة ويسحقهم، فتوقَّف في بلدة «أكشة» لِلاستعداد، إلَّا أنَّهُ تعرَّض لِضغط القُوَّات الأوزبكيَّة التي خرجت من بُخارى إلى بلخ لِاستعادتها، الأمر الذي أدَّى به إلى تغيير خططه العسكريَّة، فأمر جُنده بِالسير إلى بُخارى نفسها لِوقف زحف الأوزبكيين ومنعهم من التقدُّم نحو بلخ. وجرت بين المغول بِقيادة أورنكزيب والأوزبك بِقيادة عبد العزيز خان وابنه سُبحان قُلي خان عدَّة معارك، أظهر خلالها أورنكزيب قدرًا من الشجاعة، فحقَّق انتصاراتٍ على خُصُومه، ما دفع عبد العزيز خان إلى طلب الصُلح، لكنَّ المُفاوضات لم تُسفر عن نتيجةٍ إيجابيَّةٍ، فاستؤنف القتال. ورأى شاهجهان أن يُسلِّم بُخارى إلى نظر مُحمَّد خان شرط أن يعترف بِسلطنته ويحكم بِاسم المغول، وبعد مُفاوضاتٍ استمرَّت وقتًا طويلًا اتفق الطرفان على بُنُود الصُلح، وذلك في 23 شعبان 1057هـ المُوافق فيه 23 أيلول (سپتمبر) 1647م. وبعد أن سلَّمه المغول بُخارى وبلخ عادوا إلى الهند، غير أنَّ الجيش المغولي تعرَّض لِكارثةٍ أثناء عودته، فقد هاجمه أهالي الجبال وكبَّدوا أفراده خسائر فادحة في الأرواح، ثمَّ ما لبثت أن تساقطت الثُلُوج وفتك الزمهرير بِقسمٍ آخر من الجُند، فضاعت كُل الأموال والجُهُود التي أنفقتها الدولة المغوليَّة في هذه الحملة هباءً.

### فُقدان قندهار ومُحاولات استرجاعها

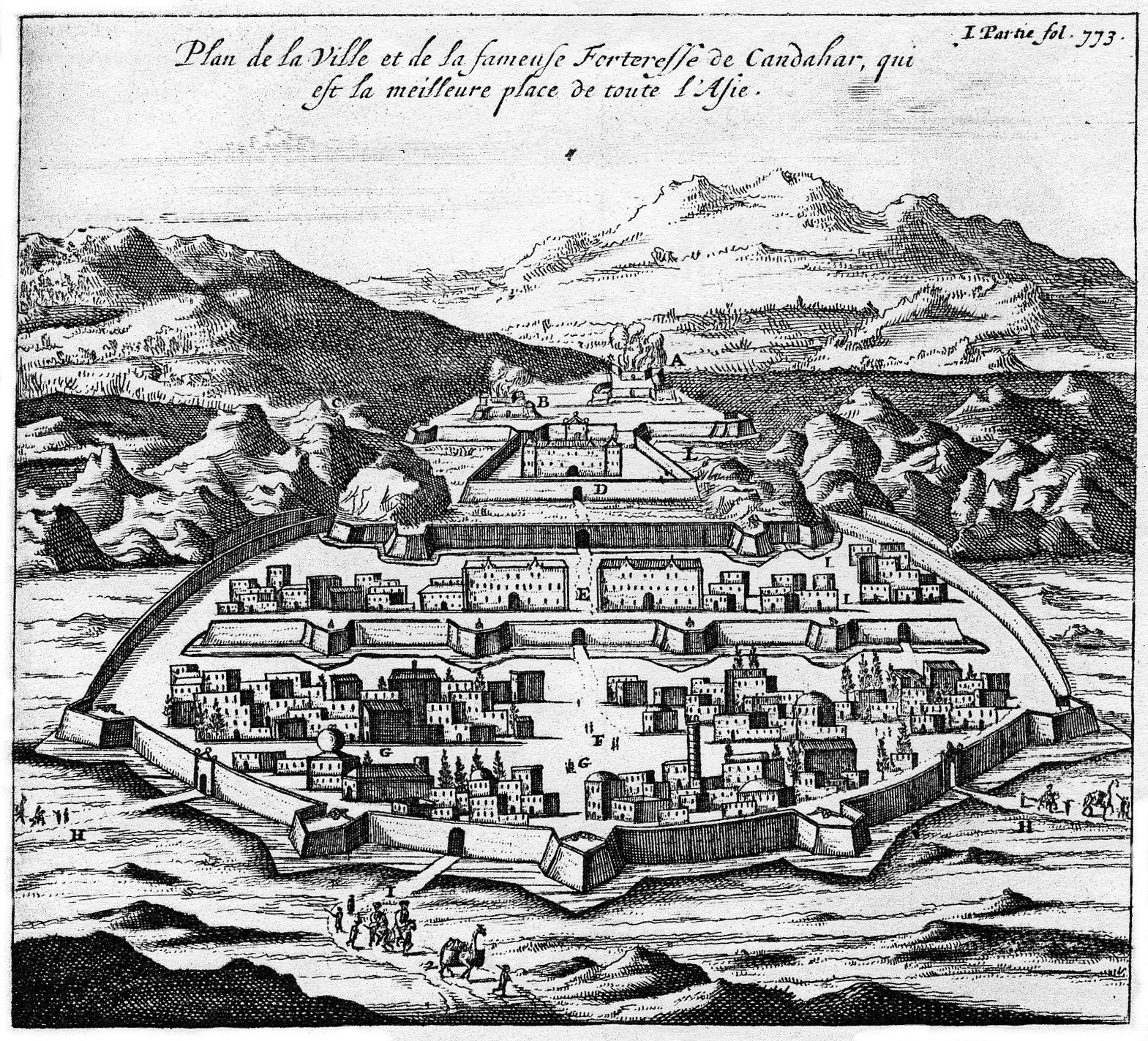
رسمٌ لِقندهار، مثار النزاع بين مغول الهند والصفويين.

كان شاهجهان قد استردَّ مدينة قندهار من الصفويين سنة 1638م، لكنَّ الشاه صفيُّ الدين سام بن مُحمَّد باقر لم يسكت على ضياع هذه المدينة المُهمَّة، التي تُشكِّلُ مدخلًا من مداخل الهند، من الصفويين وراح يتجهَّز لِاستعادتها من المغول، لكنَّهُ مات في 12 صفر 1052هـ المُوافق فيه 11 أيَّار (مايو) 1642م في مدينة كاشان، وخلفه ابنه عبَّاس الشهير بِالثاني. ولمَّا عادت الجُيُوش المغوليَّة من بدخشان وقد عانت الأمرَّين كما أُسلف، سارع الشاه عبَّاس إلى استغلال هذه الفُرصة وراح يُجهِّز الرجال والعتاد، ثُمَّ خرج من عاصمة مُلكه في شتاء سنة 1059هـ المُوافقة لِسنة 1649م ويمَّم وجهه صوب قندهار، وهو يعلم أنَّ ثُلُوج جبال الهندوكوش سوف تعوق أي مدد يُسارع به شاهجهان إلى تعزيز حاميتها إبَّان هذا الفصل. وصحَّ ما جرى في حساب الشاه الصفوي، ذلك أنَّ دولت خان، نائب شاهجهان في المدينة، حين بان لهُ تردُّد سُلطانه في تسيير الجُند إليه إبَّان موسم الثُلُوج، رُغم إلحاحه في السابق لِتعزيز قُوَّاته، فلم يجد لِمطلبه سميعًا، لم يصبر طويلًا على الحصار، فاستسلم لِلصفويين بعد سبعةٍ وخمسين يومًا، دون أن يعلم أنَّهم كانوا على وشك الرحيل عنه بسبب ما طرأ عليهم من نقصٍ في المؤونة، وأنَّ جُيُوش الهند كانت بِالفعل في طريقها إليه.

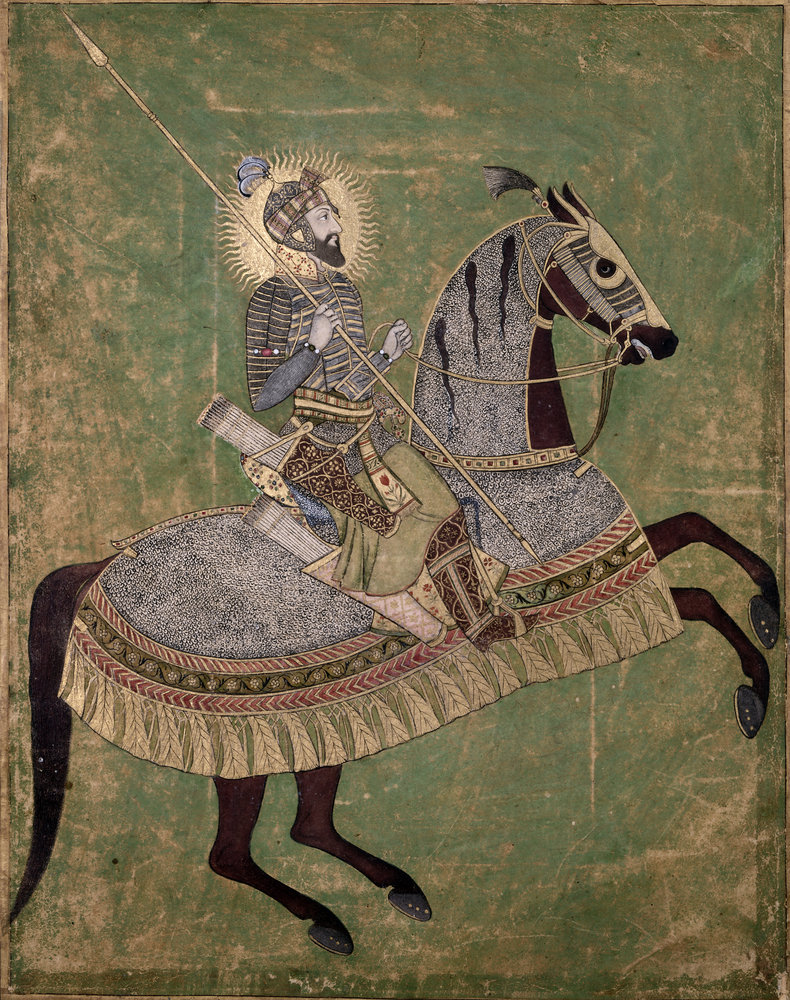
أورنكزيب في كامل عتاده العسكري على صهوة جواده.

رأى شاهجهان في سُقُوط قندهار بِيد الصفويين ضربة لِصورة وهيبة الدولة المغوليَّة، فأسرع على الفور وأرسل جيشًا بلغ تعداده ستين ألف فارس وعشرة آلاف راجل بِقيادة ابنه أورنكزيب، وذهب السُلطان إلى كابُل لِيكون قريبًا من مسرح العمليَّات العسكريَّة ويتدخَّل عند الحاجة. حاصر أورنكزيب المدينة واشتبك مع حاميتها في معاركٍ جانبيَّة. وبعد حصارٍ دام ثلاثة أشهُرٍ وعشرين يومًا، تلقَّى أورنكزيب أمرًا من السُلطان بِفك الحصار والعودة إلى آغرة بِسبب اقتراب فصل الشتاء. هزَّ حصار قندهار الفاشل سُمعة المغول كقُوَّةٍ كُبرى في الهند، فخشي السُلطان أن يُؤثِّر ذلك على حُكَّام الأطراف فينتفضوا على الحُكم المغولي، لِذلك أسرع بِإرسال حملةٍ ثانيةٍ إلى قندهار، بلغ تعدادها خمسين ألف فارس وعشرة آلاف راجل، وزوَّدها بِالمدافع الكبيرة والصغيرة وبعض الفيلة والجمال، وعهد بِقيادتها إلى أورنكزيب، وصحبه قادة كبار، أمثال سعد الله خان ورُستُم خان. حاصر الجيش المغولي المدينة في 23 جُمادى الأولى 1062هـ المُوافق فيه 2 أيَّار (مايو) 1652م واستمرَّ شهرين وثمانية أيَّام من دون أن يتمكَّن المغول خلالها من اقتحامها.
أثبتت المدفعيَّة الصفويَّة تفوُّقها وفعاليَّتها أمام مدفعيَّة المغول التقليديَّة، فكبَّدت القُوَّات المغوليَّة خسائر فادحة ما اضطرَّ السُلطان إلى اتخاذ قرارٍ بِرفع الحصار. ويبدو أنَّ أورنكزيب كان في وضعٍ أفضل ممَّا تخيَّله السُلطان أو أنَّهُ طلب مددًا لِتشديد الحصار على المدينة ورفض السُلطان طلبه، فاحتجَّ على قرار الانسحاب، إلَّا أنه أذعن في النهاية، ففكَّ الحصار عن المدينة وعاد إلى آغرة. والواقع أنَّ ذلك كان خطأً عسكريًّا بِفعل الخبرة التي اكتسبها أورنكزيب من خلال حملتيه، وكان قد وقف على أوضاع المدينة ومدى قُدرة حاميتها على الصُمُود.

### نيابته الأُخرى للدكن
كان أورنكزيب قد طلب من والده السُلطان أن يسمح لهُ بِقيادة الحملة الثالثة نحو قندهار لِاسترجاعها من الصفويين، لكنَّ شاهجهان رفض ذلك وأمر ولده بِالعودة إلى الدكن لِلوُقُوف على أُمُورها بعد أن طالت غيبته عن تلك البلاد، وكلَّف داراشُكوه بقيادة الحملة المذكورة.ت[›] نفَّذ أورنكزيب أمر والده وعاد إلى الدكن في سنة 1063هـ المُوافقة لِسنة 1653م بعد غيابٍ دام ثماني سنوات لِيرى حُكُومتها قد ساءت أحوالها حتَّى غدت عبئًا ثقيلًا على الدولة المغوليَّة، تستنفذ إدارتها كثيرًا من أموال بيت المال بِدار السلطنة آغرة، بعد أن كانت تمُدُّه في السابق بِخراجٍ وفير. فقد انصرف حُكَّامها إلى رعاية مصالحهم الخاصَّة، فأهملوا شأن الزراعة، عماد ثروة الإقليم، وطفقوا يُقلون كاهل الأهالي بِما فرضوه عليهم من مُكُوسٍ لِحسابهم حتَّى هجر الفلَّاحون أغلب أراضيهم وفرُّوا من قُراهم، فأُجدبت الحُقُول وخوت البساتين والحدائق على عُرُوشها. وأسرع أورنكزيب إلى مُعالجة هذه الأُمُور، وعاونه في ذلك إداريّ حازم يُدعى «مُرشد قُلي خان»، فنهض بِالزراعة من جديد بعدما جعل كافَّة الأراضي الخصبة تحت إدارته مُباشرةً، وأمَّن الفلَّاحين أعمالهم وأمدَّهم بِالبُذُور الجيِّدة والماشية وشجَّعهم على استصلاح الأراضي البور وزراعتها. واقتدى مُرشد قُلي خان بِالنُظم التي وضعها «تُدرمل»، الصدر الأعظم لِلسُلطان أكبر، فأمر بِمسح الأراضي كُلِّها وأعاد تقدير الخِراج المفروض عليها من جديد، فجعل لِلدولة نصف محصول الأراضي البعليَّة (المرويَّة بِمياه الأمطار) وثُلثَه من الأراضي المرويَّة بِمياه الآبار، فيما عدا البساتين والحدائق فيُجنى منها ربع المحصول. أمَّا الأراضي التي كانت تُسقى من الترع والقنوات فكان ربطها يتراوح بين الزيادة والنُقصان بِحسب طبيعة تُربتها. وبِهذا النظام، وما كفله من توفير الأمن لِلفلَّاحين، أقبل هؤلاء على أعمالهم في جدٍّ ونشاطٍ أدَّى إلى استقرار اقتصاديَّات الدكن من جديد ونُهُوض مواردها.
كذلك، كان من سوء إدارة حُكَّام الدكن، إبَّان غياب أورنكزيب عنها، أن عاد السُلطانان القُطبشاهي والعادلشاهي إلى سابق عهدهما في الخُرُوج عن طاعة شاهجهان، فامتنعوا عن دفع ما فُرض عليهما من جزية وراحوا يتخطَّفون أملاك الدولة المغوليَّة في تلك البلاد. واغتنم أورنكزيب فُرصة نُشُوب الخصام بين السُلطان عبد الله بن مُحمَّد القُطبشاهي ووزيره مُحمَّد سيِّد المعروف بـ«مير جمله» - وكان هذا الأخير قد بلغ حدًا كبيرًا من النُفُوذ بِحيثُ صار لهُ جيشٌ خاصٌّ به قوامه خمسة آلاف من الفُرسان وعِشرون ألفًا من المُشاة - فزحف بِقُوَّاته على أراضي هذه الدولة بِدعوى تخليص أُسرة الوزير من الحبس ورد أملاكها إليها. ولم يُغنِ السُلطان عبد الله ما بعث به إلى قادة القُوَّات المُهاجمة من أموالٍ كثيرةٍ وجواهر عساهم يرجعون بِذلك عنه، فاقتحم الشاهزاده مُحمَّد سُلطان بن أورنكزيب عاصمته گُلكُندة وأوقعه في أسره. وعفا شاهجهان آخر الأمر عن السُلطان عبد الله وردَّه إلى دولته لِيحكمها بِاسم المغول، بعد أن أقسم على الولاء له، وارتبط البيتان التيموري والقُطبشاهي بِرابطة النسب حين زُفَّت ابنة عبد الله إلى مُحمَّد سُلطان بن أورنكزيب. كما عفا شاهجهان عن الوزير مُحمَّد سيِّد وشمله بِرعايته، وجعلهُ صدرًا أعظمَ لِلدولة المغوليَّة خلفًا لِسعد الله خان. وسار أورنكزيب كذلك إلى بيجافور عاصمة الدولة العادلشاهيَّة بعد أن بلغه اضطراب أحوالها بُعيد وفاة سُلطانها مُحمَّد بن إبراهيم، فما زال بها ومعهُ اثنان من مشاهير قادة المغول، هُما مهابت خان ومُحمَّد سيِّد، حتَّى وقعت بِأيديهم حُصُون بيدر وكلبركة وگلياتي وبارندة. فما أن فرغوا من أمرها سنة 1068هـ المُوافقة لِسنة 1658م، فانطلقوا إلى بيجافور نفسها، حتَّى أمرهم شاهجهان بِوقف القتال، إذ رضي سُلطانها الجديد علي بن مُحمَّد بِالصُلح على جزيةٍ كبيرة مع إعلان خُضُوعه وولائه، وتنازُله عمَّا استولى عليه من حُصُونٍ مغوليَّة.

## الصراع الأُسري على السُلطة في أواخر عهد شاهجهان

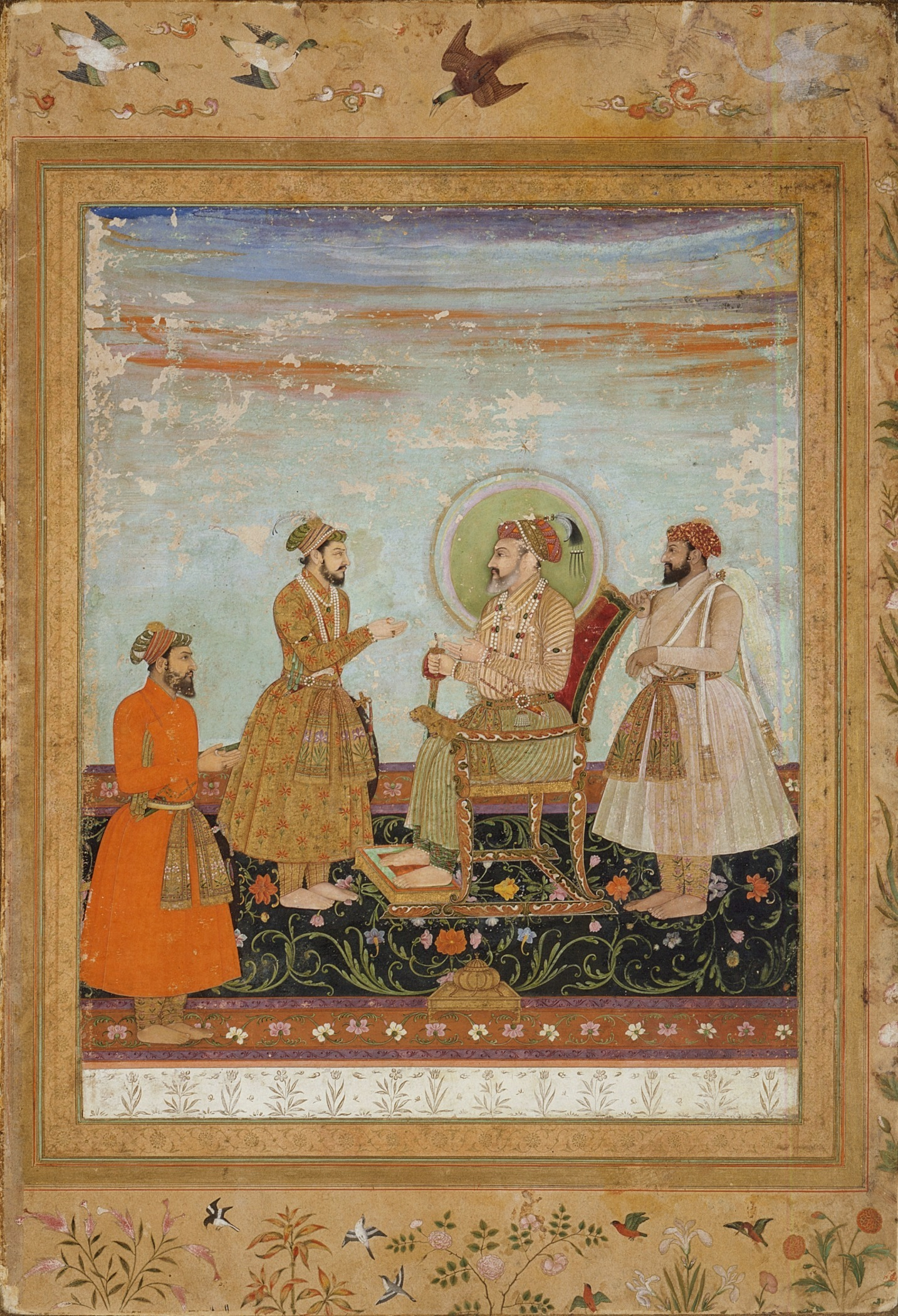
الشاهزاده داراشُكوه يقف في حضرة أبيه السُلطان شاهجهان.

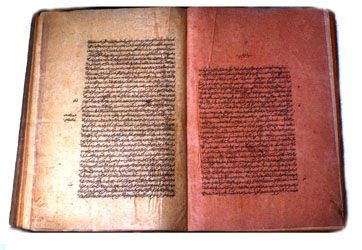
صحيفتان من كتاب «مجمع البحرين»، من تأليف داراشُكوه. تحدَّث فيه عن مزج الإسلام والهندوسيَّة.

أُصيب شاهجهان، في سنة 1068هـ المُوافقة لِسنة 1657م، بِمرضٍ أقعده عن مُباشرة أُمُور الحُكُم، وكان لهُ أربعة أبناء حينذاك: أورنكزيب وداراشُكوه ومُراد بخش وشاهشُجاع، وكان لِكُلٍّ منهم صوبة يحكمها بِالنيابة عن أبيه. كان داراشُكوه، الابن الأكبر لِشاهجهان، في الثالثة والأربعين من عُمره عندما مرض والده، وكان موجودًا في العاصمة، أثيرًا عند أبيه، فقرَّبه منه واستبقاه إلى جانبه لِيُباشر الحُكم باسمه. ولمَّا اشتدَّ المرض على السُلطان وأدرك أنَّ لا أمل بِشفائه، عيَّن داراشُكوه وليًّا لِلعهد وحمل الأُمراء والقادة على الاعتراف به، وقد بذل داراشُكوه كُلَّ جُهدٍ لِيمنع تسرُّب الأخبار من العاصمة إلى باقي الصوبات خشيةً من إثارة إخوته ريثما يُثبِّتُ أقدامه في الحُكُم، فأغلق الطُرُق المُؤدية إلى الدكن والگُجرات والبنغال وقطع البريد عنها.
ولم يكن لِداراشُكوه بِطبيعته كفاية حربيَّة أو حنكة سياسيَّة، إلَّا أنَّهُ كان واسع الاطلاع، شغوفًا بِدراسة الأديان بِخاصَّة، حتَّى نقل، بِمُساعدة بعض البراهمة الأُپانيشاد المُقدَّس من السنسكريتيَّة إلى الفارسيَّة. وأثار اختلاطه بِالهندوس واشتغاله الكثير بِعُلُومهم واقتباسه منها، وميله إلى خلق دينٍ جديدٍ يمزج فيه الإسلام بِالعقائد الهندوسيَّة، سخط العُلماء المُسلمين.
وكان شاهشُجاع في الحادية والأربعين من عُمره، وقد تولَّى صوبداريَّة البنغال، وانصرف إلى حياة اللهو والدعة، وأدمن شُرب الخمر ممَّا أضعف صحَّته، وكان يميل إلى التشيُّع، لِذلك كان مكروهًا في الأوساط السُنيَّة ما أثَّر سلبًا على وضعه السياسي. وكان مُراد بخش صوبدارًا على الگُجرات، وفي الثالثة والثلاثين من عُمره، ولم يكن إلَّا صورةً عن أخيه شاهشُجاع من جهة الانغماس في الملذَّات وانعدام الكفاءتين السياسيَّة والعسكريَّة. أمَّا أورنكزيب فكان يسوس شؤون الدكن في همَّةٍ ونشاط، وقد بلغ التاسعة والثلاثين من عُمره، وكان محبوبًا من عامَّة الناس على ما أظهره من كفايةٍ في الحرب والإدارة، وما عُرف عنهُ من الحزم والخُلُق القويم والتمسُّك التام بِأحكام الشريعة الإسلاميَّة، فكان أقدر إخوته دون مُنازع، والمُرشَّح الأمثل لِخلافة والده. والحقيقة أنَّ شاهجهان لم يعمد إلى تعيين ابنه الأخير وليًّا لِلعهد على الرُغم من مآثره الكثيرة بِسبب ما أثاره الشاهزاده داراشُكوه ومن معهُ من رجال البلاط، من ضغينةٍ في نفس السُلطان على أورنكزيب بِحيثُ أصبح من العسير أن يوليه الثقة من جديد.
لم تبقَ أنباء التطوُّرات السياسيَّة التي حدثت في العاصمة سريَّة لِفترةٍ طويلة، فسُرعان ما تسرَّبت إلى أسماع الإخوة الثلاثة، فظنَّ شاهشُجاع ومُراد بخش أنَّ والدهما قد تُوفي واتهما داراشُكوه بِقتله، وأراد شاهشُجاع أن يذهب إلى آغرة بِجيشه لِينتقم لِأبيه، ولكنَّ أورنكزيب نصحه بِالتريُّث وأكَّد له أنَّ أباهم حيٌّ يُرزق، واتفق الإخوة الثلاثة على إبعاد داراشُكوه والحيلولة بينه وبين المُلك بِحُجَّة أنَّ ذلك يُقوِّض عرش المغول. وتحالف أورنكزيب مع مُراد بخش على أن يقتسما أرض الهند فيما بينهما، فيكون لِمُراد الپُنجاب والسند وكشمير وأفغانستان، ويحصل أورنكزيب على ما تبقَّى من أراضي الدولة. وتقدَّم أورنكزيب من بُرهانفور في الدكن نحو الشمال على رأس جيشٍ كبيرٍ مُتوجهًا إلى آغرة، وانضمَّ إليه أخوه مُراد في مالوة، وعسكرت قُوَّاتهما في قرية «دهرمت» على مقرُبةٍ من مدينة أوجَّین، وأعلنا معًا أنهما إنَّما قد قدما لِتخليص البلاد من ربقة شقيقهما المُرتد. وتحرَّك شاهشُجاع في الوقت نفسه إلى دلهي على رأس جيشه، ووصل إلى بنارس في 19 ربيع الآخر 1068هـ المُوافق فيه 24 كانون الثاني (يناير) 1658م، فأرسل إليه أخوه داراشُكوه جيشًا ضخمًا بِقيادة ابنه «سُلیمان شِکوہ» اصطدم به وأجبره على الارتداد إلى البنغال، كما أرسل جيشًا آخر بِقيادة المهراجا «جسونت سينگه» وقاسم خان لِلتصدي لِجيش أخيه المُعسكر في «دهرمت»، وجرى اللقاء بينهما في شهر رجب المُوافق لِشهر نيسان (أبريل) وانتهى بِهزيمة المهراجا سالف الذِكر ومقتل الكثير من رجاله، وفرَّ هو ناجيًا بِنفسه.

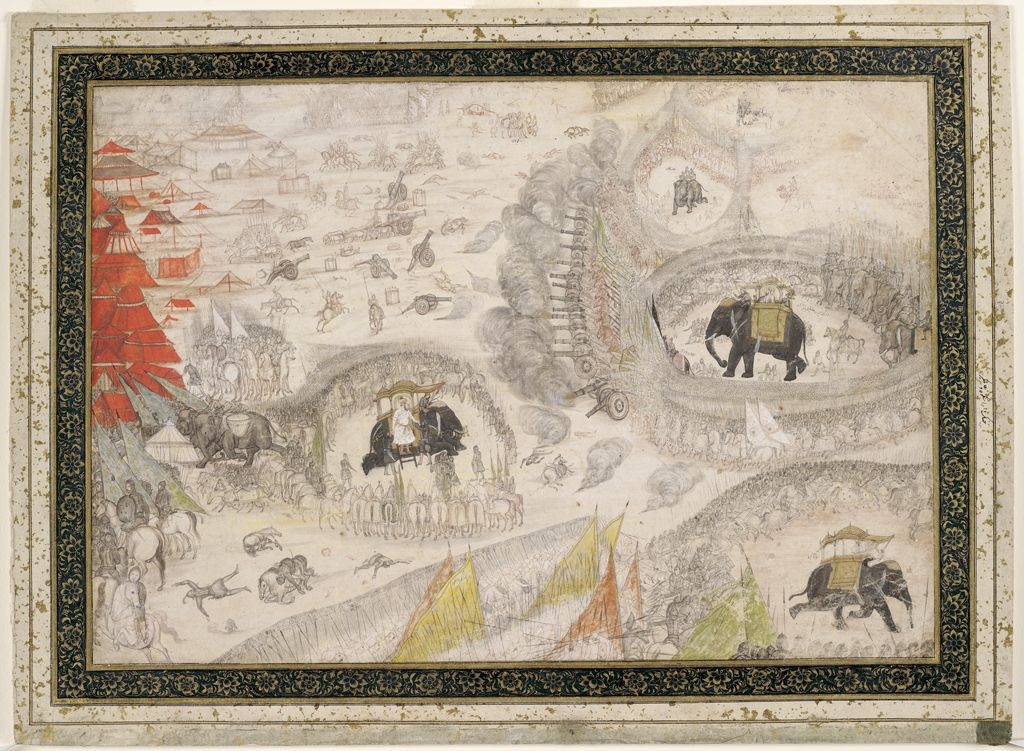
رسمٌ يُصوِّرُ واقعة سموگره بين قُوَّات داراشُكوه وشقيقاه أورنكزيب ومراد بخش والتي أفضت إلى انتصار الأخيرين وتوطيد أورنكزيب لِحُكمه.

أتاح هذا النصر فُرصةً طيِّبةً لِأورنكزيب فتقدَّم بِاتجاه «گواليار» وحطَّ رحاله في سهل «سموگره» إلى الشرق من آغرة، التي دبَّ فيها الرُعب والاضطراب حتَّى همَّ شاهجهان أن يفِرَّ منها إلى دلهي، إلَّا أنَّهُ فضَّل البقاء علَّهُ يستطيع أن يُنهي الخُصُومة بين أبنائه، فأرسل إليهم ينصحهم بِالكف عن ثورتهم ضدَّ أخيهم داراشُكوه وأن يلجؤوا إلى الهُدُود والخُضُوع. لكنَّ جميع جُهُود شاهجهان ووَساطئه باءت بِالفشل، وكان من أهم أسباب ذلك أنَّ الكثير من القادة المُسلمين في جيش داراشُكوه نفروا منه بعدما عيَّن قادةً هندوس في مراتب أعلى منهم، فتخلَّوْا عنه وانحازوا إلى صُفُوف مُهاجميهم، ممَّا قوَّى من عزيمة أورنكزيب. كما رفض داراشُكوه الصُلح وأصرَّ على الحرب مُغترًّا بِقُوَّته وبِالإمكانات التي يملكها، فخرج من آغرة على رأس جيشٍ يبلغ خمسين ألف مُقاتل، ولمَّا وصل إلى سهل «سموگره» اصطدم بِقُوَّات أخويه في شهر شعبان المُوافق لِشهر أيَّار (مايو)، وصمد أورنكزيب ومُراد بخش في وجه الهجمات العنيفة التي نفَّذتها قُوَّات داراشُكوه، فقد كانا يعلمان أنَّ أخاهما عقد العزم على الاقتصاص منهما فيما لو انهزما. ومالت كفَّة النصر في بادئ الأمر لِصالح داراشُكوه لولا أن أُصيب الفيل الذي كان يمتطيه بِكُرة مُلتهبة، فسقط على الأرض جريحًا، واضطرَّ داراشُكوه إلى تركه ورُكُوب فرس، لكنَّ جُنُوده لم يفطنوا إلى هذه الحركة، فلمَّا نظروا إلى هودج الفيل ووجدوه خاليًا أيقنوا أنَّ قائدهم قد أُصيب، فتخاذلوا ودارت الدائرة عليهم، وأسرعوا بِالفرار لا يلوون على شيء، ولحقهم داراشُكوه حتَّى وصل إلى آغرة، ولم يذهب إلى أبيه لِمُقابلته خجلًا ممَّا أصابه، بل أخذ أمواله ومجوهراته وزوجته وأولاده ثُمَّ تابع فراره إلى دلهي. ودخل أورنكزيب العاصمة في جو الانتصار، فاستقبلهُ كبار رجال الدولة والحاشية مُهنئين ومُقدمين خُضُوعهم له، وذلك في 29 شعبان المُوافق فيه 1 حُزيران (يونيو).
بعد ذلك كتب أورنكزيب إلى أبيه يعتذر إليه عن هذه الحرب ويُحاول تبرير موقفه، فتقبَّل شاهجهان ذلك وأرسل إلى ابنه سيفًا مُرصعًا بِالجواهر، وقد نُقش عليه اللقب الذي منحه إيَّاه، وهو لقب «عالمكير»، أي آخذ العالم وسيِّده، ودعاه لِلقُدُوم إليه. غير أنَّ رجال أورنكزيب حذَّروه ممَّا قد يكون أعدَّهُ لهُ أبوه من شراكٍ لِلإيقاع به، وأشاروا عليه بِأسر السُلطان على الفور حرصًا على سلامته وتأمينًا لِمركزه. ووقع بِأيدي أورنكزيب رسالةٌ كان أبوه قد بعث بها إلى داراشُكوه يمنعه من القُدُوم إليه، ويطلب منهُ لُزُوم دلهي، فتكشَّف لهُ بِذلك سوء نيَّة والده نحوه، وصحَّ لديه ما حذَّره رجاله منه، فأمر بِوضع شاهجهان بِالإقامة الجبريَّة في قلعة آغرة، وأحاطه بِمظاهر التعزيز والتكريم حتَّى لا يفقد شيئًا من أُبَّهة المُلك باستثناء السُلطة التي كان فقدها فعلًا بِحُلُول ذلك الوقت. وتابع أورنكزيب ومُراد مُلاحقة داراشُكوه حتَّى ظفرا به وقُتل، وكذلك ابنه «سُلیمان شِکوہ». بعد ذلك لمس أورنكزيب الخيانة من أخيه مُراد الذي رغب بِالاستئثار بِالسُلطة، فزجَّ به في السجن، والتفت إلى أخيه شاهشُجاع الذي حاول أن يُشكِّل جيشًا ويُهاجم آغرة، فهزمه في معركةٍ وأجبره إلى الفرار حتَّى جبال آسام حيثُ انقطعت أخباره، وهكذا استتبَّ المُلك لِأورنكزيب.

## اعتلاء أورنكزيب عرش المغول وتنظيماته

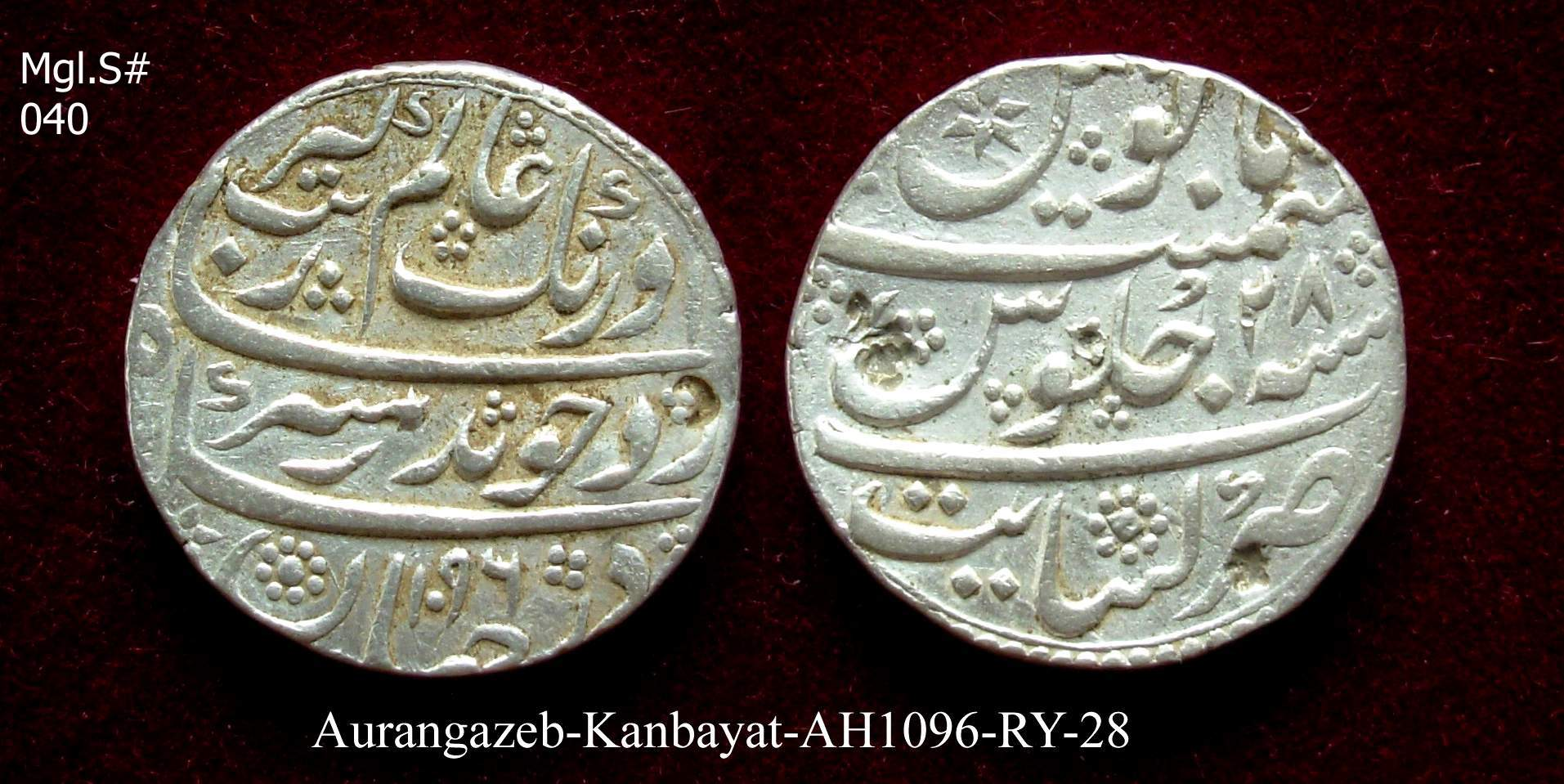
روپيَّة فضيَّة ضُربت سنة 1069هـ، أي بُعيد شُهُورٍ من جُلُوس أورنكزيب على عرش مغول الهند.

وُلِّي أورنكزيب عرش مغول الهند في 22 شوَّال 1068هـ المُوافق 22 تمُّوز (يوليو) 1658م، وخُطب له على المنابر، وضُربت السكَّة باسمه، ولقَّب نفسه بـ«الغازي پادشاه أبو المُظفَّر مُحيي الدين مُحمَّد أورنكزيب بهادُر عالمكير»، ولكنَّهُ لم يحتفل بتوليته العرش إلَّا بعد مضيّ سنة تقريبًا، وانصرف إلى مُعالجة مُشكلات دولته مُباشرةً.

### الإصلاح المالي
كانت الهند تمُرّ، حين اعتلى أورنكزيب العرش، بضائقةٍ اقتصاديَّةٍ شديدة بفعل حُرُوب الوراثة الطاحنة، والقحط والخراب بسبب انحباس الأمطار الموسميَّة، لذا رأى أن يرفع عن كاهل السُكَّان بعض المُكُوس والضرائب للتخفيف عنهم، أبرزها مُكُوس الطريق والمُرور، ومُكُوس الأرضيَّة المفروضة على أصحاب المتاجر والحوانيت، ومُكُوس الأضرحة، ورُسُوم الدواب، كما خفَّض بعض الضرائب كالضريبة المفروضة على القمح والمحاصيل الزراعيَّة لتخفيض أسعار الأقوات، تيسيرًا على الرعيَّة.

### صبغ الدولة بالصبغة الإسلاميَّة

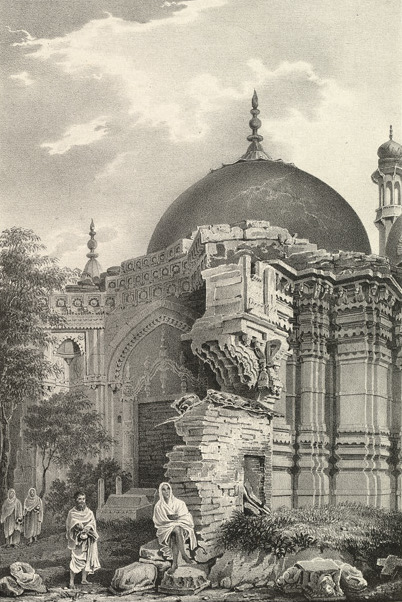
«مسجد گِیَنوَاپِي» الذي بناه أورنكزيب على أطلال «هيكل كاشي وشونات» الهندوسي. يظهر في الرسم بقايا حائط الهيكل المذكور وقد صارت جُزءًا من المسجد.

كان أورنكزيب شديد التمسُّك بالإسلام وتعاليمه ويرغب في تطبيق مبادئه من دون أن يسلك المنهج التوفيقي، ومن دون أن ينظر إلى الظُرُوف الخاصَّة التي دفعت أجداده بابُر وهُمايون وأكبر وجهانكير إلى مُسايسة غير المُسلمين في الديار الهنديَّة إلى درجةٍ تُخالف بعض جوانب الشريعة الإسلاميَّة. انتهج أورنكزيب سياسة دينيَّة جديدة في الحُكم، فعمل، بعد جُلُوسه على تخت المُلك مُباشرةً، على التخلُّص من التيَّارات غير الإسلاميَّة التي كانت قد اتخذت طريقها إلى القصر السُلطاني وتسرَّبت إلى نُفُوس المُسلمين، فأبطل الاحتفال بالنَّيروز، وألغى العمل بالتقويم الهجري الشمسي واتَّبع القمري. وأعاد فرضة الجزية على الهندوس وأهل الذمَّة عُمومًا، إذ عدَّ ما جرى عليه أكبر حين ألغى هذه الضريبة مُقابل فرض الخدمة العسكريَّة على جميع أفراد رعيَّته بغض النظر عن دينهم؛ مُخالفًا لتعاليم الإسلام، ومع هذا فقد كانت هذه الضريبة ضئيلة القيمة محدودة التطبيق، فقد أعفى منها مُوظفي الدولة، وكُل النساء والأطفال، والعاجزين عن الكسب، والمُعوَّقين، والبراهمة، ومن يقل دخلهم السنوي عن اثنين وخمسين روپيَّة، وأمر بأن يكون جُباة الجزية من المُسلمين حصرًا.
وحظَّر أورنكزيب دُخُول الشيعة وغيرهم من أصحاب المذاهب الإسلاميَّة غير السُنيَّة إلى الديار الهنديَّة، وكان من أثر هذا الإجراء ومُناصبته قبائل الأفغان العداء فيما بعد، وما سبق إليه جدُّه حين نادى بأنَّ الهند لأهلها، أن انقطع عن جُيُوش الدولة مصدر مُهم طالما أمدَّها بمُحاربين أشدَّاء من أبناء بلاد ما وراء النهر وخُراسان، وساسة مُحنَّكين من فارس، وكان المُحاربون على وجه الخُصُوص كفيلين بشدِّ إزر بني جلدتهم، الذين تأثَّرت عزيمتهم على مرِّ الزمن بحرِّ الهند، في دفع خطر المراثيين والسيخ عن الدولة.

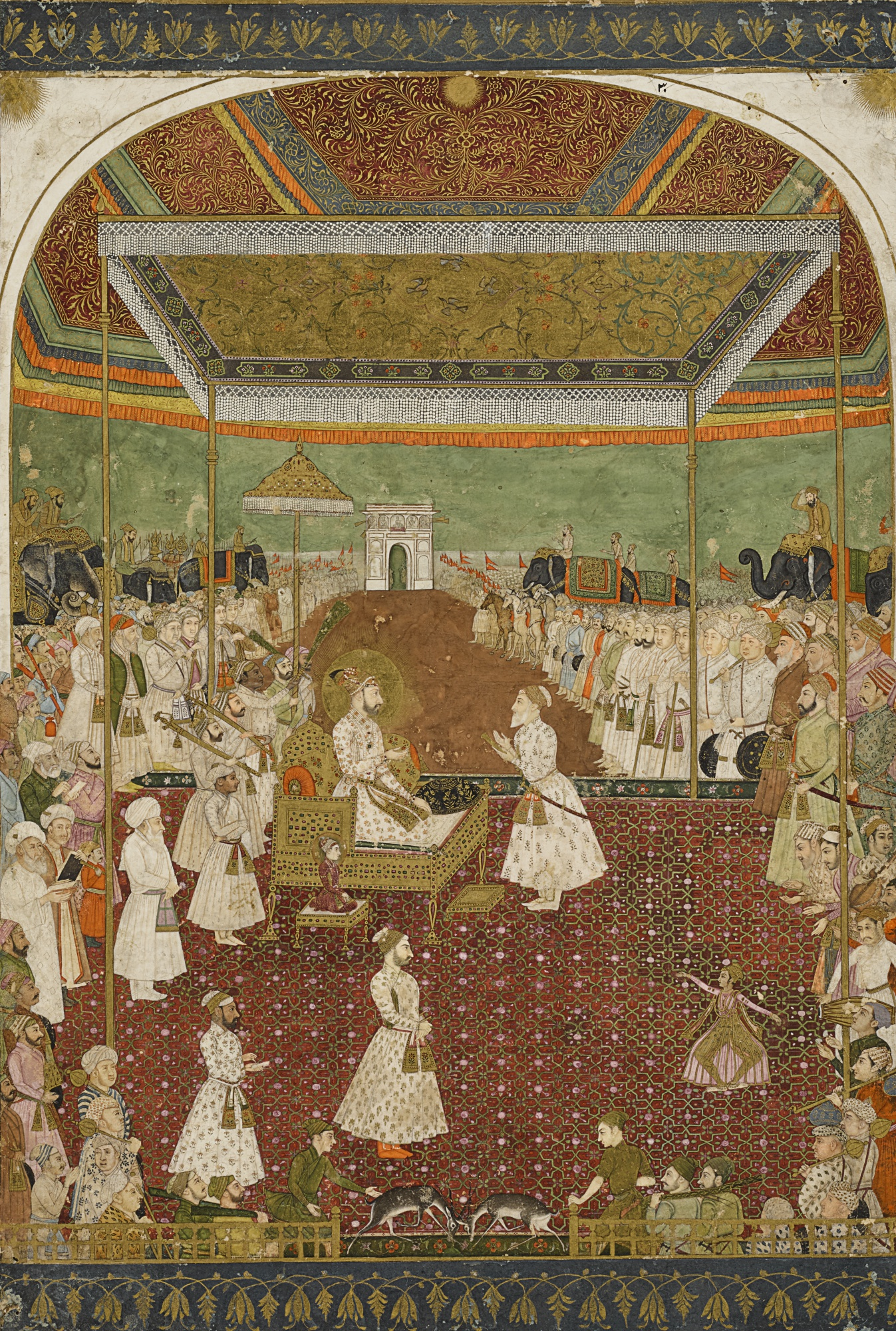
الاحتفال بتنصيب أورنكزيب بعد مضيّ سنة من صفاء المُلك له. يظهر بجانبه ابنه الشاهزاده مُحمَّد أعظم.

بلغ من حرص أورنكزيب على أن يصبغ دولته بالصبغة الإسلاميَّة الخالصة أن تشدَّد في تحريم الخمر والميسر، وأبطل البدع، وأمر بترميم المساجد وأمدَّها بطائفةٍ مُختارةٍ من الأئمَّة والوُعَّاظ والمُدرِّسين، وخصَّص لهم رواتب ثابتة، وحضَّ الناس على الإقبال على حلقات العلم، وشجَّعهم على الدراسة، وأمر المُحتسبين بحملهم على اتِّباع أوامر الشريعة والابتعاد عن نواهيها، وأبعد الهندوس عن مناصب الدولة الكُبرى، وقلَّل من عددهم في الدواوين حرصًا على صالح العمل، والواقع أنَّهُ استبقى نصفهم، ودعا في الوقت نفسه كبارهم لاعتناق الإسلام. وأمر الصوبداريين بأن يهدموا مدارس الكُفَّار وهياكلهم، وأن يمنعوا كُل مظهر من مظاهر عبادة الأصنام، فهُدم عددٌ منها، مثل «هيكل كاشي وشونات» في بنارس، وشُيِّد «مسجد گِیَنوَاپِي» على أنقاضه، وحُملت الأصنام إلى آغرة ورُدمت مع التُراب تحت درجات المسجد الجامع ليدوس عليها المُسلمون حين دُخُولهم إليه وخُرُوجهم منه.
والواقع أنَّ هُناك من المُبرِّرات ما حملت أورنكزيب على أن يضع جانبًا أُسلوب أبيه وأجداده في التعامل مع أهل الذمَّة في الهند، فيُعيد جباية الجزية ويُبعد الراجپوت عن مناصب الحُكم والإدارة، وينقضّ على الشيعة وعلى الهندوس على السواء بعُنف، ذلك أنَّ الدولة المغوليَّة، التي بلغت ذُروة قُوَّتها آنذاك، ابتدأت بالتراجع والهُبُوط، وكان أورنكزيب يشعر بهذا، وفي مثل هذه الظُرُوف يفرض التشدُّد نفسه. ولم تكن قُوَّة السُلطان على ذلك المُستوى الذي كانت عليه أيَّام أسلافه، في حين أضحت القوى المُعادية أشد صلابة وأقوى تسليحًا، وتعتمد على فكرٍ حضاريٍّ وفلسفيٍّ أكثر تطوُّرًا عن ذي قبل. كان هذا حال المراثيين والسيخ والراجپوت، بصفةٍ خاصَّة أيَّام أورنكزيب الذي بدأ يشعر ببوادر الفتنة والعصيان تظهر بينهم، وكان لإجراءات السُلطان أثرٌ إضافي في حمل هؤلاء على إشهار راية العصيان. وكانت الدعوة الشيعيَّة قد بدأت تنتشر في الهند وخاصَّةً في بلاد الدكن، وبدأت حركات انفصاليَّة شيعيَّة في تلك الجهات، رأى فيها أورنكزيب خطرًا شديدًا على دولته.

### الاحتفال بتولِّي العرش
احتفل أورنكزيب بتوليته العرش بعد مضيّ سنة تقريبًا من إمساكه زمام أُمور البلاد والعباد، كما أُسلف، ففي 15 رمضان 1069هـ المُوافق 5 حُزيران (يونيو) 1659م، أُقيمت الاحتفالات والأعياد التي استمرَّت شهرين كاملين، وبُذلت الجُهُود لإدخال السُرُور على قُلُوب طبقات الشعب جميعًا، وأقبل السُفراء من مُختلف البلاد الإسلاميَّة لتقديم التهنئة، فقوبلوا بكُلِّ ترحاب وخُلعت عليهم الخلع، وقُدِّمت لهم الهدايا والعطايا، وأرسلت جُمهُورية هولندة ومملكة فرنسا مُمثليهما للمُشاركة في هذه الاحتفالات وتقديم فُرُوض التهنئة، فلقيا من أورنكزيب مثل ما لقي سُفراء الدُول الإسلاميَّة.
كذلك أرسل نجاشي الحبشة «فَسِيلَدَس علم سقد» سفارةً إلى أورنكزيب لتهنئته بالجُلُوس على عرش آبائه، حملت معها كثيرًا من الهدايا الفاخرة، أبرزها: العبيد والعاج والخُيُول الحبشيَّة الأصيلة وحُمُر الزرد ومجموعةً من الطبنجات الفضيَّة الصغيرة المُزخرفة.

## فُتُوحاته والفتن الداخليَّة

### ثورة الزُطّ الأولى
تمثَّلت المُعارضة الأولى لإجراءات أورنكزيب الدينيَّة بثورةٍ قامت بها قبائل الزُطّ في متھُرا بزعامة «گُكُلة» زميندارث[›] بلدة «تِلْپَت». فقد أثار صوبدار متھُرا «عبد النبي» الناس بتدميره هياكل الهندوس واستنزافه السُكَّان بالضرائب. ابتدأت الاضطرابات عندما أقدم عبد النبي هذا على تدمير معبد «كشاڤ راي» سنة 1071هـ المُوافقة لسنة 1661م، وشيَّد مسجدًا للمُسلمين على أنقاضه، فثار الزُطّ بزعامة «گُكُلة»، فقتلوا عبد النبي ونهبوا بلدة سعدآباد وما حولها، واصطموا بجيش السلطنة، غير أنَّهم هُزموا. كانت الخسارة قاسية لطرفيّ النزاع، فقد خسر المغول قُرابة أربعة آلاف قتيل، في حين تكبَّد الزُطّ خمسة آلاف رجل، إضافةً إلى جرح الكثير من الجانبين، وقُبض على «گُكُلة» وعمِّه «أوداي سينگه» وسيقا إلى آغرة حيثُ قُتلا، فخمدت ثورة الزُطّ حتَّى حين.

### فتح كُش بهار وآسام وقتال الپُرتُغاليين

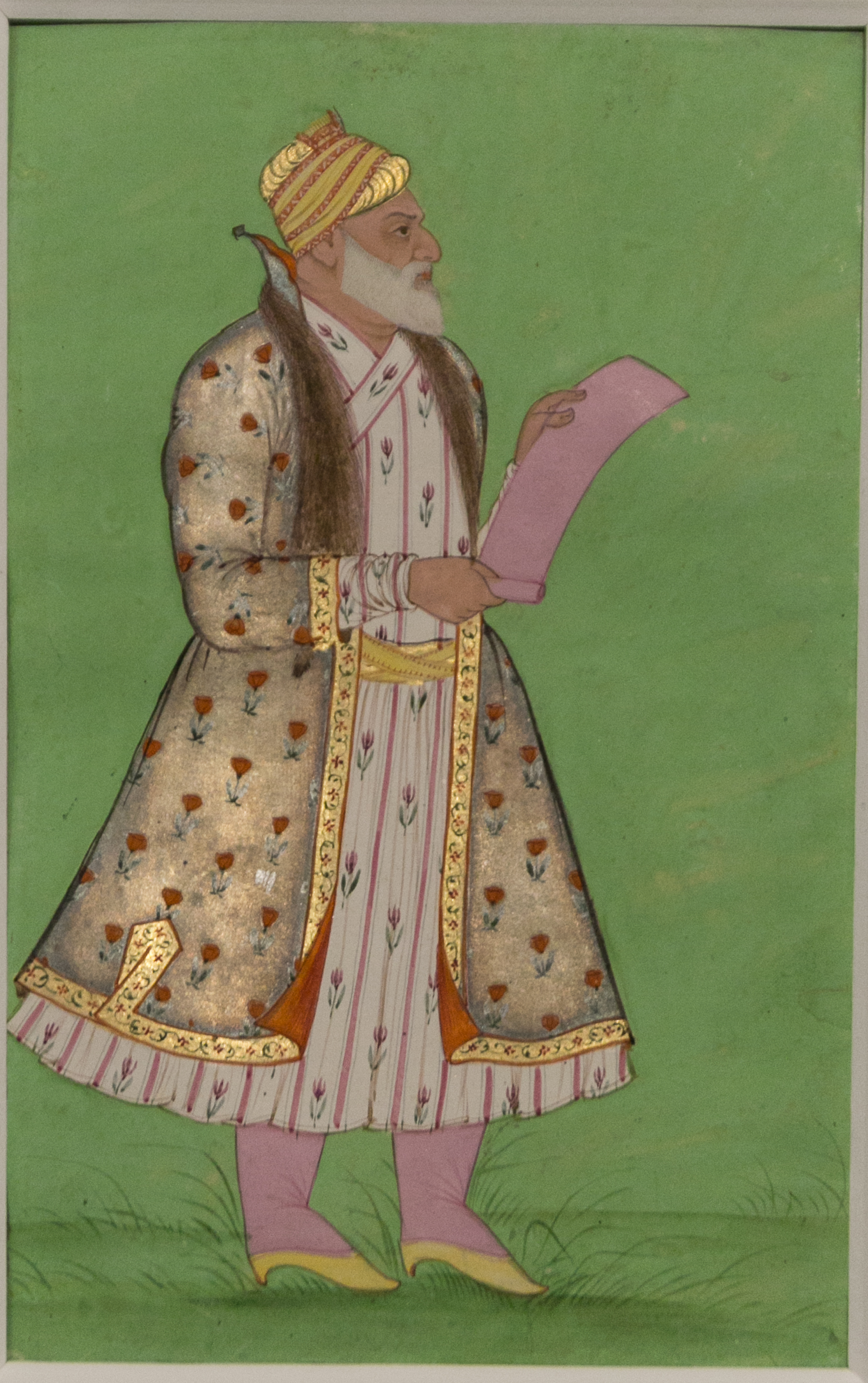
مير جمله، فاتح كُش بهار وآسام.

استغلَّ راجوات كُش بهار وآسام الحُرُوب التي نشبت في أواخر عهد شاهجهان في سبيل تولِّي العرش، فتقدَّموا من الغرب والشرق نحو أراضي الدولة المغوليَّة، وأعملوا فيها النهب والتخريب. ولهذا سارع أورنكزيب بُعيد تولِّيه المُلك إلى تعيين الصدر الأعظم والقائد الشهير «مير جمله» صوبدارًا على البنغال - وكان ما زال يُلاحق الشاهزاده شاهشُجاع - وفوَّض إليه تأديب الراجوات الخارجين عن الطاعة. غادر مير جمله مدينة دكَّا خلال شهر تشرين الثاني (نوڤمبر) 1661م وتوجَّه على رأس جيشٍ كبير وأُسطُولٍ من السُفُن النهريَّة إلى كُش بهار وفتحها بعد مُقاومةٍ ضئيلة. وفي شهر تمُّوز (يوليو) 1662م، سار نحو آسام، فعانى جُنده الأمرِّين وهم يجتازون الأحراج نتيجة الأوبئة وشدَّة ضغط العصابات، لكنَّهم مضوا قدمًا واقتحموا أراضي الأعداء وطاردوهم على طول نهر بَرَهَمْپُترَة واستولوا على كثيرٍ من قلاعهم، ثُمَّ ضربوا الحصار على قصبة هذا الإقليم «گَرهَگَون»، واشتبكوا مع الأُسطُول الآسامي في معركةٍ حاسمةٍ انتهت بتحطيمه، فاضطُرَّ الراجا «سُوتَملَا» أن يطلب الأمان، فأجابه مير جمله إلى طلبه بشرط أن يتنازل عن جُزء من أملاكه ويدفع غرامةً حربيَّة. أمَّا السُكَّان فعاملهم برفقٍ ومودَّة.
عانى مير جمله من حُمَّى شديدة أصابته خلال هذه الحملة، لكنَّ هذا لم يفتر عزيمته، فأرسل جيشًا وأخضع آرَّاكان، ورأى نفسه قريبًا من الصين فأراد أن يمد فُتُوحه إليها، لكنَّ كبر سنُّه لم يُسعفه، فاضطرَّ أن يعود إلى دكَّا ليستريح ويتعافى، لكنَّ الأجل كان له بالمرصاد، فتُوفي في الطريق خلال شهر رمضان 1073هـ المُوافق لشهر نيسان (أبريل) 1663م، وخلفه أبو طالب شايسته خان على صوبداريَّة البنغال.

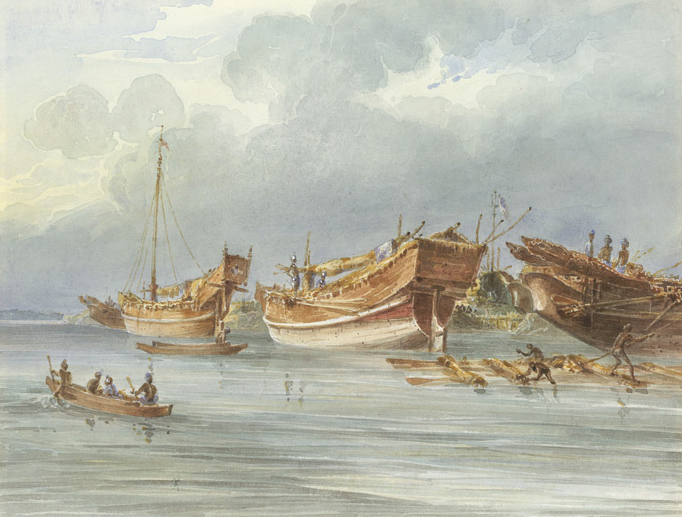
سُفُنٌ شُطغراميَّة مُدمَّرة.

كان شايسته خان خالًا لأورنكزيب، وما أن تولَّى حتَّى عهد إليه السُلطان أن يحمل على الپُرتُغاليين في شُطُّغْرام ويُؤدِّبهم لاشتغالهم بالقرصنة واعتدائهم على الأهالي الآمنين. وكان دأب هؤلاء أن يخطفوا الرجال غير المُسلَّحين ويبيعونهم رقيقًا، وقد وصفهم الرحَّالة والكاتب الفرنسي «برنييه» - الذي كان مُقيمًا في البلاط المغولي حينذاك - فقال: «كَانوا مَسِيحيين بِالإسمِ فَقَط، كَما كَانوا يَحيَون أَشنَع وَأَكرَه حَيَاة يَحيَاهَا إِنسَان». وكان راجوات آرَّاكان يتعاونون تعاونًا وثيقًا مع الپُرتُغاليين لمُناهضة الدولة المغوليَّة، فرحَّبوا بقراصنة هؤلاء المُستعمرين وغيرهم من المُغامرين، حتَّى باتوا يُسيطرون على خليج البنغال، فضلًا عن مساحاتٍ واسعةٍ مُمتدَّة من دلتا الگنج إلى دكَّا، ثُمَّ انطلقوا يقطعون الطُرُق على التُجَّار ويتخطَّفون الأهالي كما أُسلف، ويبيعونهم لتُجَّار الهولنديين والإنگليز والفرنسيين في الثُغُور الدكنيَّة الشرقيَّة وفي جزيرة سرنديب.
برز شايسته خان لقتال الپُرتُغاليين بأُسطُولٍ كبير عدَّته قُرابة ثلاثمائة سفينة، فخاض ضدَّهم غمار معارك مُتَّصلة خلال سنتيّ 1075 - 1076هـ = 1665 - 1666م، فأنزل بهم هزائم شنعاء وكسر شوكتهم، واستولى على أكثر من مائة قارب من قواربهم، وحرَّر كثيرًا من السُكَّان من أيديهم، واستعاد للدولة مساحاتٍ واسعةٍ من الأراضي التي كانت في حوزتهم، وفتح شُطغرام وغيَّر اسمها إلى «إسلام آباد»، وجعلها مقر فُوجداريَّة ج[›] جديدة. وتحالف شايسته خان في حُرُوبه هذه مع الهولنديين والإنگليز الذين كانوا يتوقون للقضاء على مُنافسيهم من الپُرتُغاليين دون أن يدري أنَّهُ بقضاءه عليهم إنَّما يُمهِّد الطريق للإنگليز الذين بدأوا وقتذاك بدايةً مُتواضعة هُناك فأقاموا مخازنهم في منطقةٍ كانت نُواةً لمدينة كُلكتَّة.

### مُحاولة عزل أورنكزيب وبُذُور الصراع مع السيخ

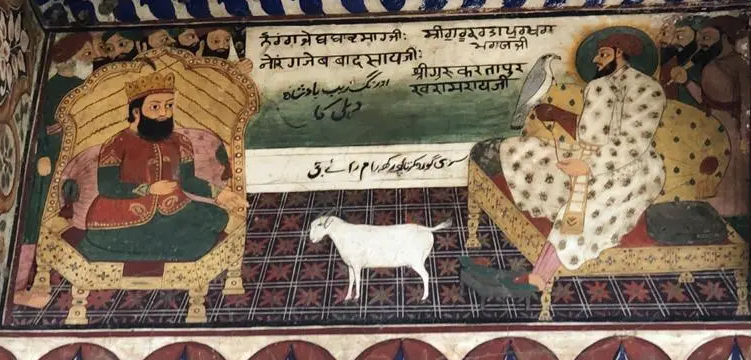
«رَمرَاي» يجلس في حضرة السُلطان أورنكزيب.

أُصيب أورنكزيب سنة 1075هـ المُوافقة لسنة 1664م، بمرضٍ شديد، كاد يُزعزع الوضع الداخلي. فقد انتهز أتباع السُلطان المعزول شاهجهان هذه الفُرصة وراحوا يُحيكون الدسائس والمُؤامرات لعزل السُلطان المريض وإعادة والده المعزول إلى الحُكم، غير أنَّ الخلاف ما لبث أن دبَّ بينهم بسبب عدم استطاعة شاهجهان مُمارسة الحُكم، فأيَّد بعضهم تولية ابنه الثاني قُطب الدين مُحمَّد، في حين ساند بعضهم الآخر ابنه الثالث مُحمَّد أكبر. وعندما تناهى إلى أسماع أورنكزيب ما يُخطِّط له خُصُومه، تحامل على نفسه، واستأنف نشاطه السياسي، فاستقبل عددًا من كبار قادته، جاؤوا ليُجدِّدوا له الولاء والطاعة، كما استعاد الخاتم الأعظم، وهو خاتم المُلك، من أُخته «روشن آرا بیگم» حتَّى لا يُستعمل بغير إذنه، وكان قد عهد إليها بحفظه. وبذلك استطاع أن يتجنَّب خطر هذه المُؤامرة، ولم يكد يشعر بالتحسُّن حتَّى ذهب إلى كشمير للنقاهة.
استدعى أورنكزيب، ما أن تعافى، زعيم السيخ «گورو هَرْرَاي» ليمثل أمامه في بلاطه، فخاف الأخير شرَّ العاقبة كونه كان مُنحازًا إلى جانب داراشُكوه أثناء صراع أبناء شاهجهان على العرش، فلم يذهب بنفسه وأرسل ابنه «رَمرَاي» بدلًا عنه، فاستقطبه السُلطان المغولي وحرَّضه على والده، فجرَّده هذا من حُقُوق خلافته له وعيَّن ابنه الثاني «هَرْکِرِشَن» مكانه. وحاول «رَمرَاي» أن يُصبح زعيمًا للسيخ بمُساعدة أورنكزيب، فاستدعى هذا «هَرْکِرِشَن» إلى بلاطه لاحتجازه، لكنَّهُ تُوفي في الطريق خلال السنة ذاتها (1075هـ = 1664م)، فاختار السيخ «تيغ بهادُر» زعيمًا عليهم، وهو التاسع في هذه السلسلة.

### وفاة شاهجهان

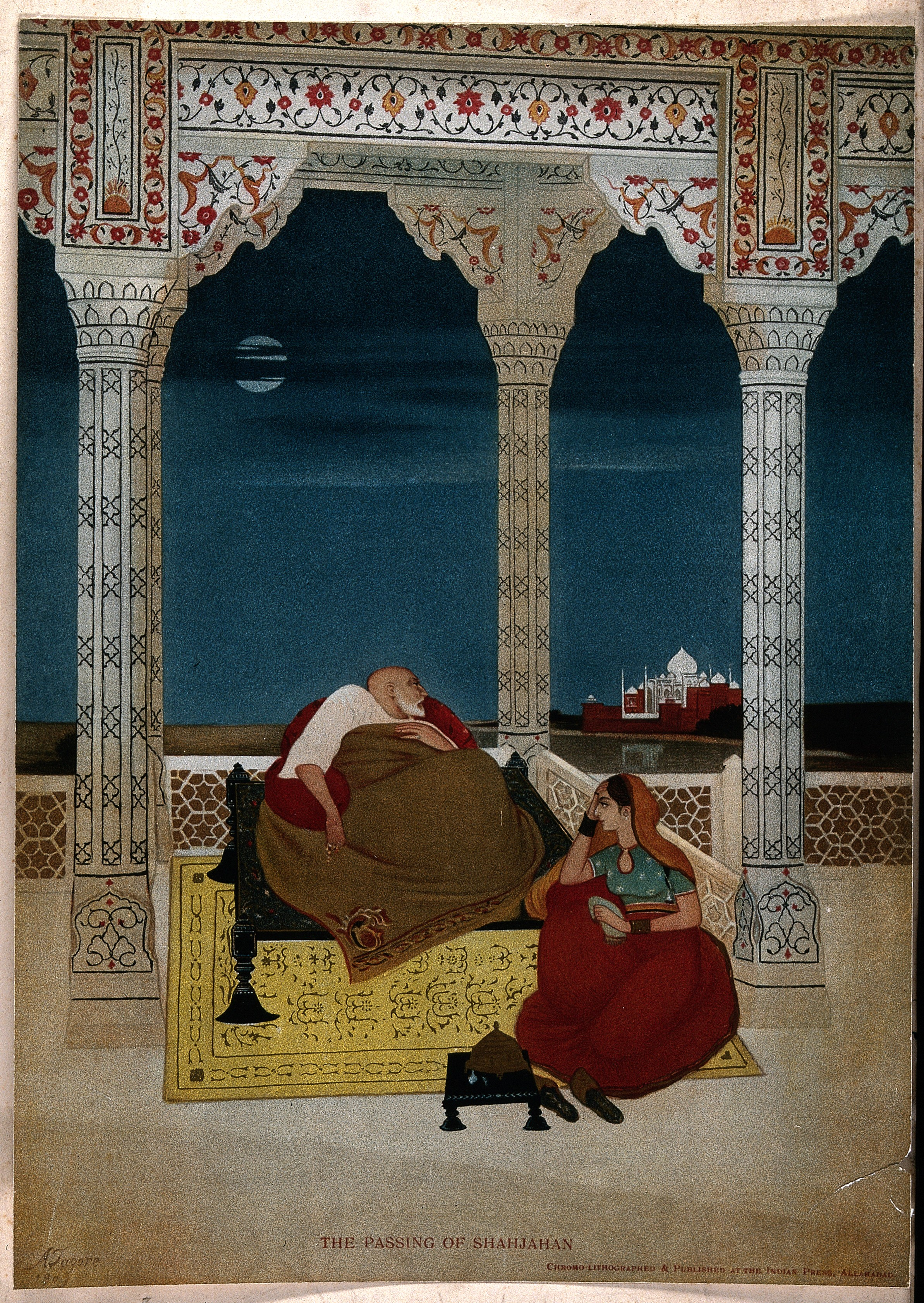
شاهجهان على فراش الموت وإلى جانبه ابنته جهان‌آرا.

مكث شاهجهان في قلعة آغرة مُعزَّزًا مُكرَّمًا طيلة السنوات الثمانية الأخيرة من حياته، ولم يُسمح لهُ بِمُغادرة محبسه هذا. ومكثت بِجانبه ابنته البارَّة جهان‌آرا، التي وقَفت حياتها على خدمته والعناية به. وعلى الرُغم من مُحاولة أورنكزيب التخفيف عن والده المريض إلَّا أنَّ الأخير أمضى ما تبقَّى من عُمره وقلبهُ مُفعمٌ بِالمآسي التي خلَّفها قتال أبنائه فيما بينهم، لا سيَّما وأنَّهُ رأى نفسه عاجزًا عن إيقافهم بِسبب مرضه الشديد.
وفي شهر كانون الثاني (يناير) 1666م، اشتدَّ المرض على شاهجهان بحيثُ لم يعد قادرًا على مُفارقة فراشه. واستمرَّ المرض يشتد ويقوى حتَّى كان يوم 17 رجب 1076هـ المُوافق فيه 22 كانون الثاني (يناير) 1666م، حينما حدثت لهُ صحوة الموت، وكان الشيخ المُتصوِّف السيِّد مُحمَّد القنُّوجي حاضرًا بِجانب شاهجهان، فأثنى عليه السُلطان وشكره على مُلازمته إيَّاه وسأله ما إذا كان يستطيع أن يخدمه بشيءٍ أخير، فطلب منهُ الشيخ أن يغفر لِابنه أورنكزيب ويُسامحه، فاستجاب لهُ شاهجهان وأشهده وابنته بأنَّهُ سامح ابنه. ثُمَّ رتَّل السُلطان المُحتضر بعض آيات القُرآن، وأنطقته ابنته الشهادتين، ولم يلبث أن فارق الحياة عن أربعةٍ وسبعين سنة. تولَّى الشيخ مُحمَّد القنُّوجي والقاضي قُربان الأغري نقل جُثمان شاهجهان من فراشه إلى إحدى قاعات القلعة حيثُ غسَّلاه وكفَّناه، ثُمَّ وضعاه في تابوتٍ من خشب الصندل. ويُروى أنَّ جهان‌آرا رغبت بإقامة جنازةٍ عظيمةٍ لِوالدها، وذلك بأن يُحمل تابوته على أكتاف أشراف البلاد ويشق العاصمة آغرة لِيراه الناس أجمعين. وبأن يسير كبار القوم والساسة خلف التابوت وينثُرون السكك الذهبيَّة لِلفُقراء والمساكين لِتكون صدقةً على روح شاهجهان. لكنَّ أورنكزيب رأى في هذا تبذيرًا كبيرًا وإضاعةً في غير مكانها لِلأموال، فأمر بِنقل جُثمان والده إلى ضريح تاج محل ودفنه إلى جانب والدته أرجمند بانو بيگم «مُمتاز محل»، فنُفِّذ الأمر، ووُوري السُلطان الثرى إلى جانب زوجته التي هام بها هيامًا كبيرًا. ونُقش على ضريح شاهجهان بِخط النستعليق العبارة الفارسيَّة التالية: «مرقد مطهر اعلیحضرت فردوس آشیانی صاحبقران ثانی شاه جهان طاب ثراه سنه ۱۰۷۶ ق»، وتعريبه: «[هذا] المرقد المُطهَّر لِجلالة الملك ساكن الفردوس صاحبقران ثاني شاه جهان طاب ثراه سنة 1076 قمريَّة».

### فتنة المراثيين

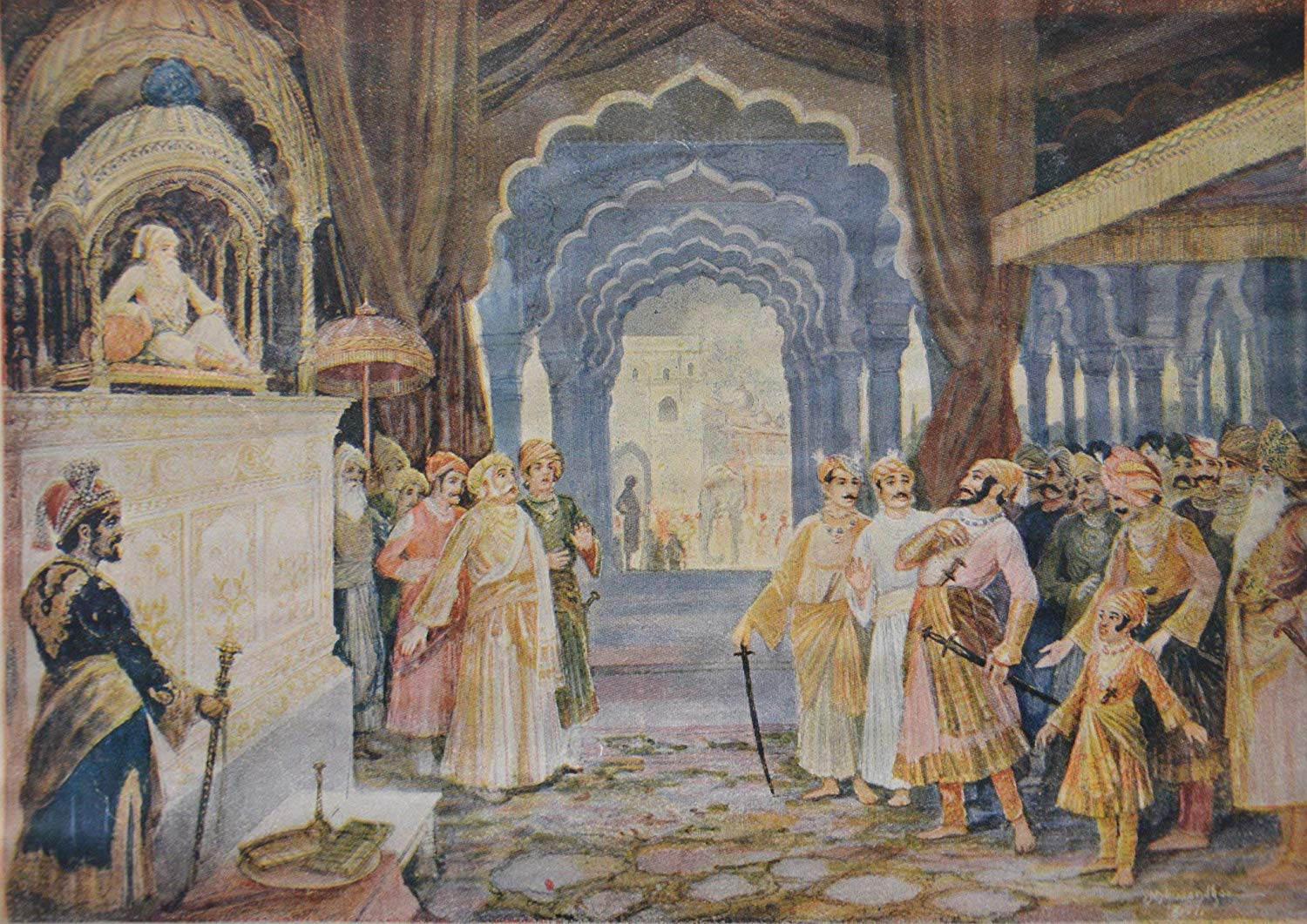
الأمير سيواجي في حضرة السُلطان أورنكزيب مُبديًا امتعاضه من وقوفه بين قادةٍ مُسلمين أقل منه رُتبة، الأمر الذي أفضى إلى اعتقاله.

زُرعت بذرة هذه الفتنة بيد زعيمٍ مراثي كبير هو «سيواجي» ابن «شاهجي»، والأخير كان من قادة الدولة العادلشاهيَّة وقاتل المغول خلال عهد السُلطان شاهجهان، وأنشأ ابنه سيواجي تنشئةً عسكريَّة، فأخذ يتدرَّج في مناصب الجيش حتَّى تبوَّأ مكانًا رفيعًا، وأتاح له تواجده في البلاط العادلشاهي ببيجافور التمرُّس بالسياسة والوُقُوف على أوضاع الدولة وعلاقاتها بأُمراء الدكن، وبثَّ حكيم المراثيين «رامداس» في نفسه حُب الهندوس وحرَّضه على تكريس حياته للدفاع عنهم وعن مُقدَّساتهم ضدَّ المُسلمين، فراح يُهاجم قوافلهم ومُسافريهم. وفي سنة 1056هـ المُوافقة لسنة 1646م استغلَّ ضعف الدولة العادلشاهيَّة وشيخوختها، فاستولى على عددٍ من حُصُونها حول پونة ثُمَّ نفذ إلى إقليم كُنكان. ومُنذُ سنة 1058هـ المُوافقة لسنة 1648م أخذ يجذب إليه عددًا كبيرًا من مُتطوِّعة الهندوس بعد أن أضحت المُحاولة المراثيَّة، في روحها وأهدافها، مُحاولةً أقرب ما تكون إلى الوطنيَّة والقوميَّة، فكوَّن منهم جيشًا قويًّا وراح يستنزف ما يقع تحت يديه من بلاد، ويُواجه الحُكَّام المُسلمين بعُنفٍ بالغ مدفوع بكرهه لهم وللإسلام عُمومًا.
استشرى خطر المراثيين حين هاجم سيواجي مدينة سورت على رأس أربعمائة من رجاله سنة 1074هـ المُوافقة لسنة 1664م، ونهب وسلب ما صادفه من سُفُن الحُجَّاج المُسلمين وتُجَّارهم، لكنَّهُ لم يجرؤ على مُهاجمة مخازن الهولنديين والإنگليز الذين لم يأبهوا لتهديده، وذلك بفعل تفاوت القُوَّة بين الطرفين، لذلك ترك المنطقة وعاد إلى مقرِّه حاملًا أسلابه. رأى أورنكزيب أن يُعالج مُشكلة سيواجي عبر إغرائه بمنصبٍ كبير، فأرسل إليه يعرض أن يجعله منصبدارًا للمغول في الدكن، يحكمها باسم السُلطان، فوافق. ثُمَّ استدعاه إلى بلاطه في آغرة سنة 1666م، وأمره بإحضار ولده سمبھاجي أيضًا، وسبب ذلك أنَّ السُلطان كان قد عزم على إرسال الأمير الهندوسي إلى قندهار ليُبعده عن المراثيين من جهة، وليستفيد من خبراته القتاليَّة العالية في صد غارات القبائل الأفغانيَّة من جهةٍ أُخرى، لكنَّ سيواجي استشاط غضبًا لمَّا جُعل يقف وسط قادةٍ مُسلمين أقل منه رُتبة كان قد قاتلهم وهزمهم قبلًا، فأسرع بالخُروج دون استئذان السُلطان، فما كان من الأخير إلَّا أن أمر بالقبض على سيواجي ووضعه وولده في إقامةٍ جبريَّة تحت إشراف «رام سينگه» ابن الرانا «جاي سينگه».
استشار السُلطان قادته ووُزراءه بشأن سيواجي، فأشار بعضهم بقتله لخطورته، فيما أشار آخرون بالعفو عنه والإسراع بإرساله إلى قندهار، لكنَّ أيًّا من هذا لم يُطبَّق، إذ تمكَّن سيواجي من الفرار والعودة إلى الدكن، فسارع الراجا جسونت سينگه إلى التشفُّع لدى أورنكزيب كي يُسامح القائد المراثي، فقبل شفاعته، وعيَّن سيواجي منصبدارًا للسلطنة في الدكن، وكلَّفه بفتح ما يقع تحت يديه من بلادٍ باسم السُلطان، على أن يتعاون مع الشاهزاده مُعظَّم، نائب السلطنة في أورنك آباد. وهكذا خمدت فتنة المراثيين حتَّى حين.

### ثورة الستناميين
نشبت ثورة الستناميين بعد سنواتٍ قليلة من وفاة شاهجهان، تحديدًا سنة 1083هـ المُوافقة لسنة 1672م، في ناحية «نَرْنول» على بُعد ستِّين ميلًا من دلهي، وفي موات. والستناميُّون طائفة من فُقراء الهندوس ينتسبون إلى اسم الله الأعظم «ستنام» (بالپُنجابية: ਸਤਿ ਨਾਮੁ)، وتميَّزوا بمظهرهم الفريد، إذ كانوا يحلقون كامل شُعُورهم بما فيها حواجبهم، واتخذوا لأنفسهم هياكل في أنحاء مُختلفة من شمال الهند، وحرصوا على أنفتهم وكبريائهم حرصًا شديدًا، ولم تنشب ثورتهم إلَّا نتيجة صدامٍ بين جُنُودٍ مغول وطائفةٍ من هؤلاء، ولمَّا هبَّ سائر الجُند لنصرة إخوانهم وقعت مقتلة بين الطرفين انتصر فيها الستناميُّون، ولمَّا حاول حاكم «نَرْنول» إخماد ثورتهم تغلَّبوا عليه وأجبروه على الفرار. فاستفحل أمرهم وقوي نُفُوذهم، وخرجوا من نَرْنول وموات يُخرِّبون ما يُصادفونه من مساجد، وينشرون الرُعب والدمار ويسلبون وينهبون أهالي القُرى حتَّى بلغوا مشارف دلهي.
شاع في الناس أنَّ الستناميين إنَّما انتصروا بقوى السحر، وكانوا هم أنفسهم يؤمنون أنَّ رصاص بنادق المغول لا يُؤثِّر بهم وأنَّ بإمكانهم التكاثر في أيِّ منطقةٍ يطئونها، ففتَّ ذلك في عضُد الجُند المغول وبُثَّ الرُعب في قُلُوبهم وتخاذلوا عن لقائهم والتصدِّي لهم، والمعروف أنَّ المُجتمع الهندي المُتعدِّد الانتماءات الدينيَّة والمذهبيَّة، كان مُشبعًا بهذه الاعتقادات الوهميَّة. رأى أورنكزيب أنَّ الحديد لن يفل إلَّا بالحديد، أي أنَّ عليه مُحاربة الستناميين بسلاحهم، فكتب تعويذةً مُزيَّفة وأعطاها لقائدين من قادة جُيُوشه هُما «راجابشن سينگه» و«حامد خان»، وكلَّفهما بالقضاء على الثورة، فارتفعت بذلك الروح المعنويَّة للجُند، فاصطدموا بالستناميين فأبادوهم وقضوا على ثورتهم بعد أن كادت تمتد إلى آغرة ورجپوتانة.

### ثورة السيخ

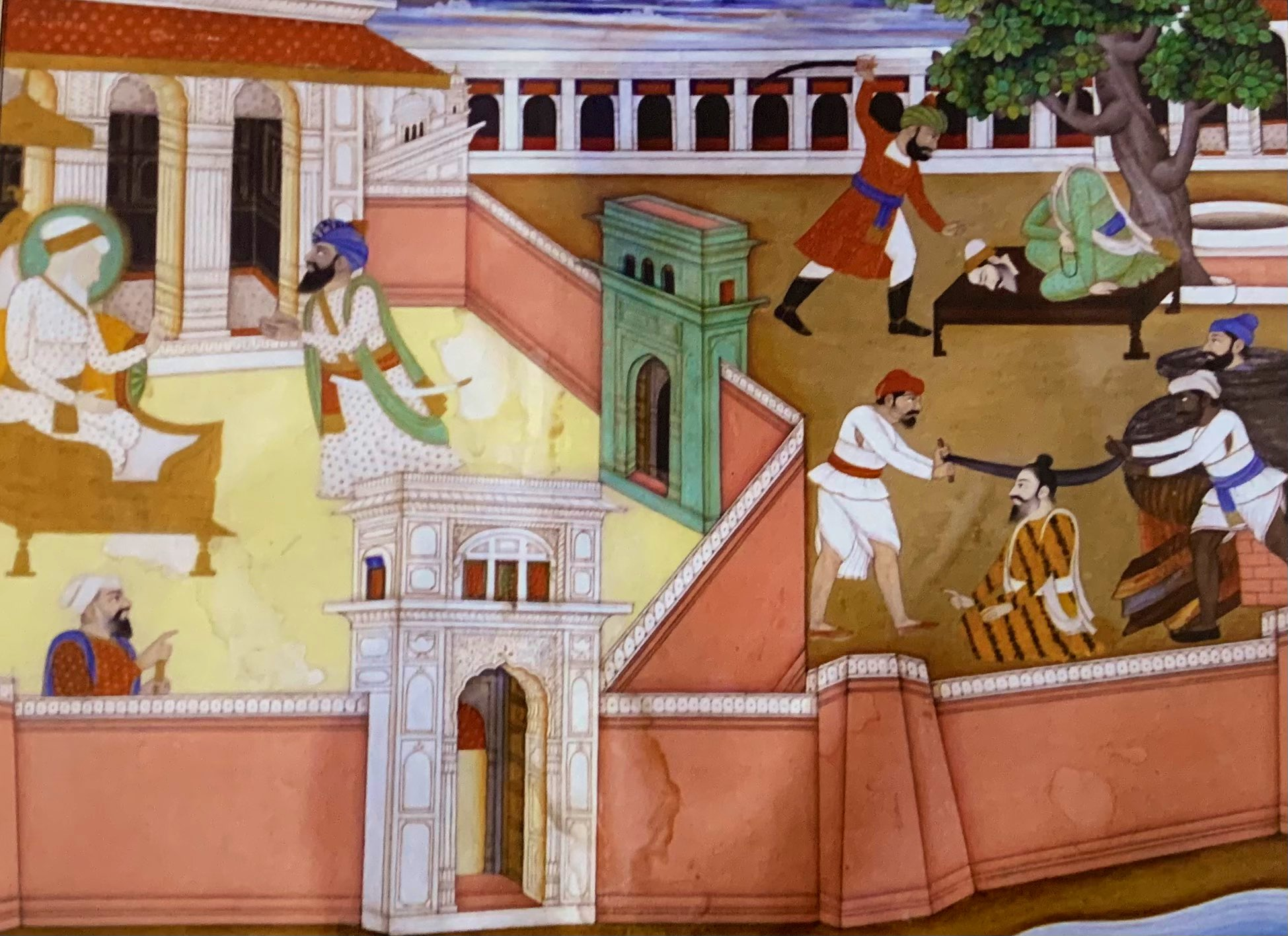
مُنمنمة تُصوِّر إعدام تيغ بهادُر وأصحابه الثلاثة، وإبلاغ السُلطان أورنكزيب (الجالس يسارًا) بهذا.

ثار السيخ بزعامة گورو «تيغ بهادُر» بالتزامن مع ثورة الستناميين قُرابة سنة 1672م، بسبب موقف السُلطان غير الودِّي معهم، وبعد أن تفاقم عداؤهم للدولة تفاقُمًا كبيرًا مُنذ أن فتك السُلطان جهانكير بزعيمهم گورو أرجان حين ظاهر ابنه خسرو في خُرُوجه عليه. عارض «تيغ بهادُر» سياسة أورنكزيب الدينيَّة ودعا أتباعه إلى عقد اجتماعٍ عام لاتخاذ الخُطوة المُقبلة ضدَّه، وسافر في السنة المذكورة إلى مالوة وتنقَّل بينها وبين أعمالها يحشد ويُقابل المُمتعضين من سياسة أورنكزيب. استدعى أورنكزيب زعيم السيخ إلى بلاطه، وعندما وصل إلى دلهي قبض عليه وسجنه وفق إحدى الروايات، وفي روايةٍ أُخرى أنَّ تيغ بهادُر كان مُتوجهًا إلى كشمير ليُقابل جماعةً من البراهمة الپندتيَّة طلبوه إليهم بعدما قال أحدهم أنَّهُ تلقَّى رؤية من الإلٰه شيڤا تُوجِّهه وإخوانه إلى مُقابلة زعيم السيخ والأخذ برأيه في مسألة مُقاومة السُلطان. فسافر تيغ بهادُر لمُقابلة هؤلاء البراهمة، لكنَّهُ وقع في أسر المغول حينما وصل مدينة «روفر» وسُجن في بلدة «سرهند»، ثُمَّ نُقل بعد أربعة أشهر إلى دلهي.
مثُل تيغ بهادُر بين يديّ السُلطان أورنكزيب الذي طلب منه أن يأتي بمُعجزةٍ تُثبت أنَّهُ وليٌّ من أولياء الله كما يدّعي وقومه، فرفض، فطلب منه اعتناق الإسلام كون هذا هو الأمر الوحيد الذي سيحقن دمه بعد أن أشهر العصيان بوجه الدولة، فرفض أيضًا. فأمر أورنكزيب بتعذيب زعيم السيخ عذابًا غليظًا، فعُذِّب خمسة أيَّام ومعه ثلاثة من أتباعه، ثُمَّ قُتل هؤلاء الثلاثة وتبعهم تيغ بهادُر، فقُطعت رأسه في ميدانٍ عام على مقرُبةٍ من الحصن الأحمر، وكان ذلك سنة 1086هـ المُوافقة لسنة 1675م. وكان تيغ بهادُر قد عيَّن، قبل مُغادرته إلى دلهي، ابنه «گوبند» البالغ من العُمر خمسة عشر ربيعًا، خلفًا له، فصار الگورو العاشر في سلسلة زُعماء السيخ. وكان من أبرز أعماله تأسيسه القُوَّة العسكريَّة لقومه، وإضافة كلمة «سينگه» إلى أسمائهم، كما نظَّم لباسهم ومظهرهم، وراح يُشعل الحماس في نُفُوسهم ليثأروا لقتلاهم، ويُواصل تدريبه العسكري لهم ويُعمِّدهم بنقيع السُيُوف والخناجر، فكان قتل تيغ بهادُر مُجرَّد تهدئة مؤقَّتة للصراع بين السيخ والسلطنة.

### مُشكلات الحُدُود الشماليَّة الغربيَّة

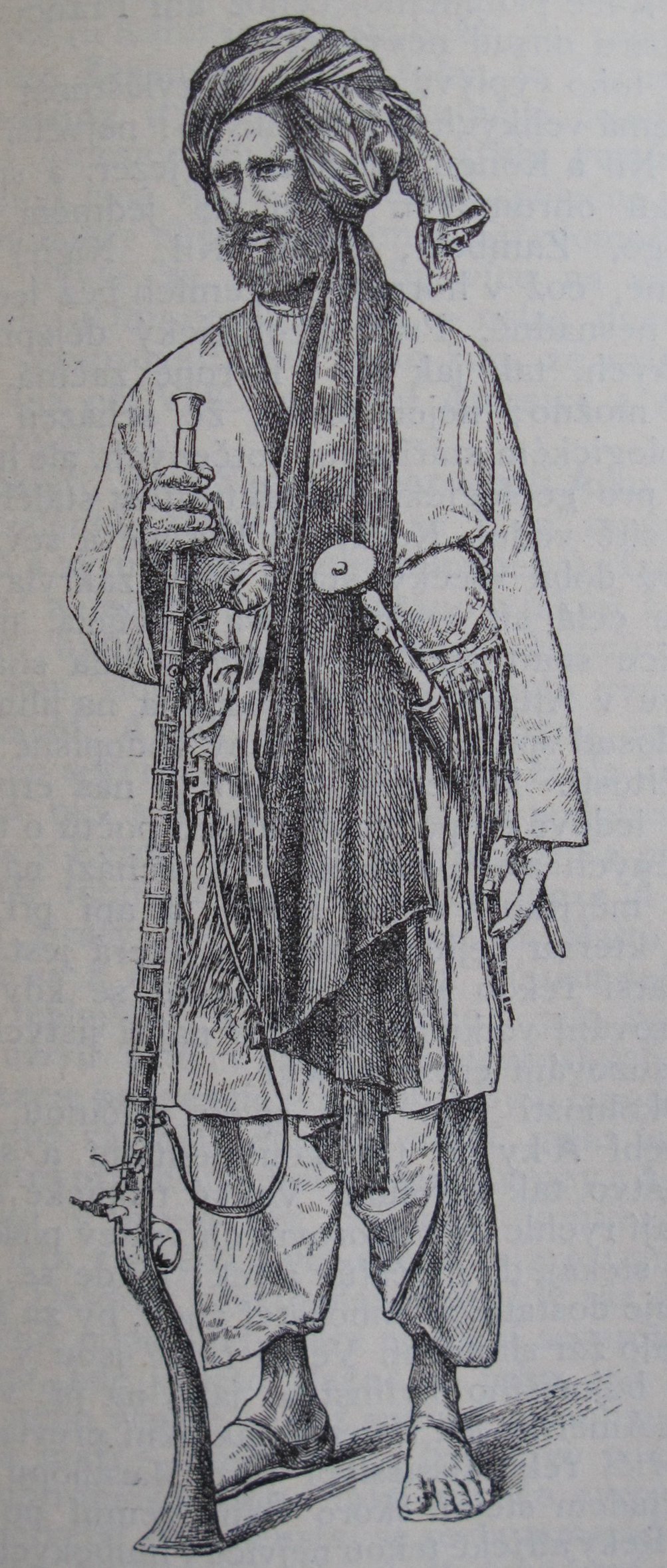
رسمٌ لمُقاتلٍ من قبيلة الأفريدي، يعود لسنة 1888م.

ترافقت ثورتا الستناميين والسيخ بوجه السلطنة المغوليَّة مع غاراتٍ لقبائل البطهان الأفغانيَّة على التُخُوم الشماليَّة الغربيَّة للدولة. وكانت المناطق المذكورة في الحقيقة تُعاني من هذه الغزوات مُنذُ سنة 1078هـ المُوافقة لسنة 1667م، وقد جهد السُلطان أكبر في الحد من نشاط هذه القبائل، وعلى رأسها يوسفزي والأفريدي، وحذا حذوه جهانكير ثُمَّ شاهجهان، فسيَّرا جُيُوشهما القويَّة إلى قندهار وبدخشان مرَّات عدَّة. وحين تجدَّدت حركات هذه القبائل أواخر عهد شاهجان بسبب حُرُوب الوراثة الجامحة التي نشبت بين أبنائه، انحدرت جُمُوع اليوسفزي إلى بلاد الهزارة وبلغت شواطئ نهر كابُل، فدفعها حاكم أتُك دفعًا عنيفًا، ثُمَّ تتبعها وخرَّب منازلها وأراضيها.
ركنت هذه القبائل إلى الهُدُوء بضع سنين بعد ذلك، كان نائب السُلطان في «جمرود» الراجا جسونت سينگه يُراقبهم خلالها بعينٍ ساهرةٍ حذرة. ثُمَّ برزت قبائل الأفريدي بقيادة زعيمٍ يُدعى «أكمل خان»، واستنهضت همم القبائل الأُخرى واستعانت بها في السيطرة على المنطقة الواقعة بين كابُل وپيشاور، حتَّى أُتيح لها آخر الأمر أن تُنزل هزيمة قاصمة بقُوَّات الدولة عند ممر خيبر، سقط فيها عشرة آلاف من جُند السُلطان أسارى بأيديهم. ولم يكتفِ أكمل خان بهذا، بل أعلن نفسه ملكًا وضرب السكَّة باسمه، ومضى يُوحِّد عشائر البطهان تحت زعامته تمهيدًا للتصدِّي للمغول، وأغلق ممر خيبر، أخطر أبواب الهند وأهم طريقٍ للغُزاة نحو أراضيها. شجَّع انتصار أكمل خان القبائل الأفغانيَّة الأُخرى التي كانت تضرب بين أتُك وقندهار، فركنت بدورها إلى العصيان، وقوَّى من عزيمتها انضمام الزعيم المُحارب الشهير خوشحال بن شهباز إلى صُفُوفها، وهُنالك بعث أورنكزيب «قداي خان» حاكم لاهور إلى پيشاور، وسيَّر القائد أمين خان إلى كابُل، وكلَّفهما بمُقاومة هذه القبائل وفتح ممر خيبر. ويبدو أنَّ أمين خان عجز عن مُواجهة خطر القبائل الأفغانيَّة الداهم أو أنَّهُ هادنها، ما دفع السُلطان إلى استبداله بمهابت خان.
أرسل أورنكزيب حملتين ضدَّ أكمل خان خلال شهر رجب 1084هـ المُوافق تشرين الأوَّل (أكتوبر) 1673م، الأول بقيادة مهابت خان والثانية بقيادة شجاعت خان والراجا جسونت سينگه، لكنَّ هاتين الحملتين تعرَّضتا لكارثةٍ عند ممر خيبر بسبب عدم التنسيق بين القادة، وخسر المغول عشرة آلاف قتيل سوى الأسرى، وقُتل شجاعت خان الذي وُصف بالمُتهوِّر. وتفصيل ذلك أنَّ فريقًا من شُيُوخ العشائر الأفغانيَّة قدموا إلى المغول مُستسلمين ما أن شاهدوا قُوَّات الدولة القويَّة قد ظهرت عند الحُدُود، فأشار جسونت سينگه على شجاعت خان أن يتريَّث ويصبر حتَّى يأتيه بقيَّة الشُيُوخ فيُبرم الصُلح معهم على خُضُوعهم للدولة، لكنَّ شجاعت خان أصمَّ أُذنيه عن الاستماع للنصيحة، وأراد أن يسير فيُؤدِّب القبائل العاصية، فاندفع بقُوَّاته إلى منازلهم في مناطق التلال المُجاورة لكابُل، فما كان من البطهان إلَّا أن انحدروا إليه في ليل شتاءٍ عاصفٍ وأنزلوا بقُوَّاته هزيمةٍ شاملةٍ لاقى فيها حتفه.
اضطُرَّ السُلطان، بعد هذه الكارثة، إلى قيادة جُيُوشه بنفسه، فانتقل في السنة التالية بصُحبة القائد «أغار خان»، إلى حسن أبدال الواقعة بين راولبندي وپيشاور، وعلى الرُغم من مُعاناة القُوَّات المغوليَّة في حربها مع الأفغان إلَّا أنَّ النصر النهائي كان حليفها، ولم يتحقَّق ذلك بالقُوَّة العسكريَّة وحدها وإنَّما بما بذله السُلطان من جُهُودٍ سياسيَّةٍ أيضًا، إذ استقطب عددًا من العشائر الأفغانيَّة بالمال والمناصب في الجيش، وعيَّن أمير خان حاكمًا على كابُل، فتحقَّق الأمن والاستقرار على يديه في تلك المنطقة، وبخاصَّةً ممر خيبر المُهم استراتيجيًّا.

### ثورة الراجپوت

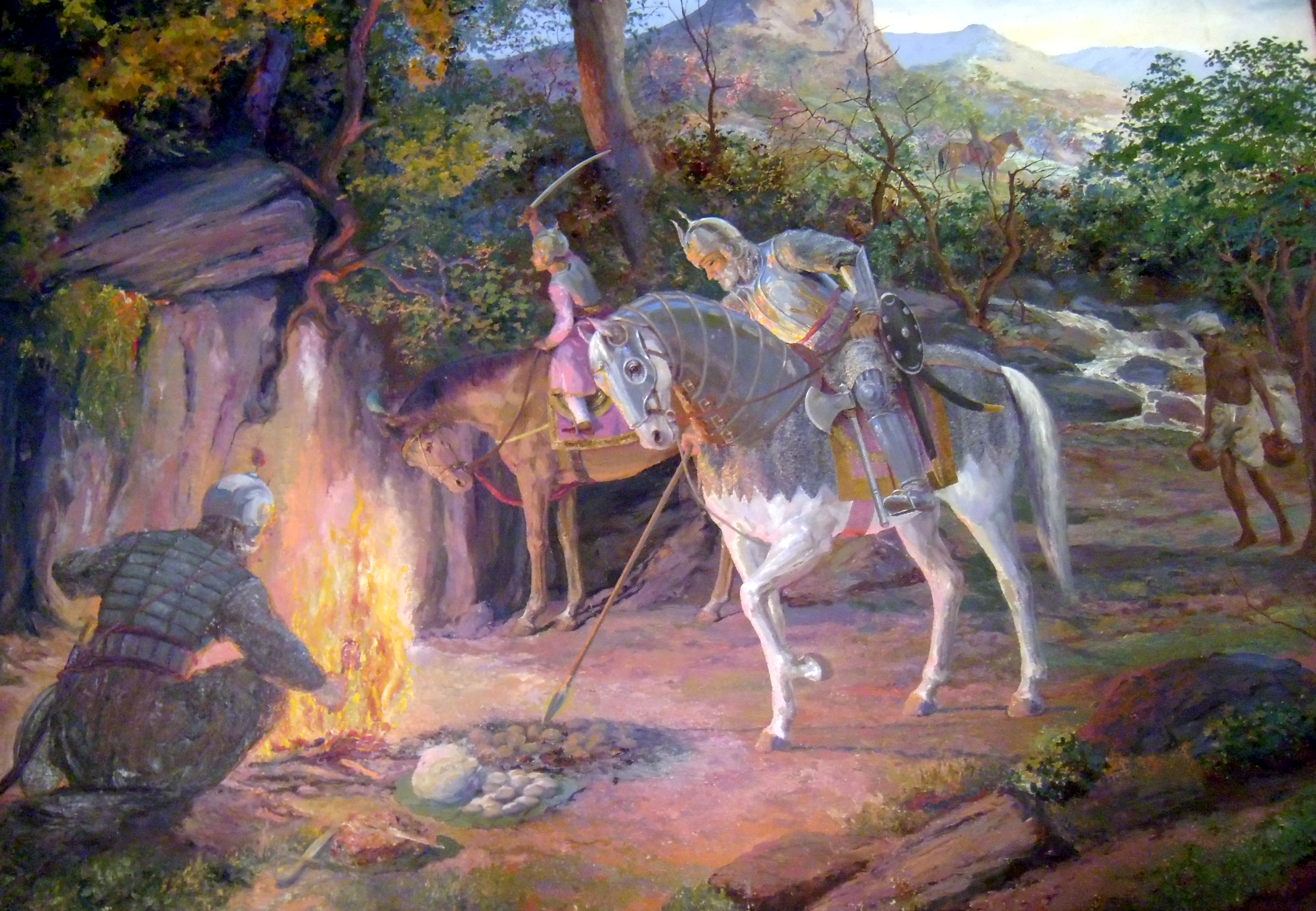
الراجا «دُرغاداس»، أحد أبرز قادة الراجپوت في الثورة ضدَّ المغول.

أعلن الراجپوت الثورة على السلطنة المغوليَّة بمُجرَّد عودة السُلطان وقُوَّاته من حرب القبائل الأفغانيَّة. وتفصيل ذلك أنَّ مُمثل الراجپوت وأسمى أُمرائهم، الراجا جسونت سينگه، الذي كان نائبًا لأورنكزيب في جمرود وحمل معهُ على قبائل البطهان كما أُسلف، تُوفي في 25 شوَّال 1089هـ المُوافق 10 كانون الأوَّل (ديسمبر) 1678م، وكان السُلطان غاضبًا عليه قبل وفاته كونه انسحب من كابُل مع جيشه دون إذنه، وحارب أميرًا من أُمراء السند حين اعترض عليه وقتله، فما أن وصل بجيشه إلى دلهي أمر السُلطان ببقائه خارجها وحجزه مع أهله وأولاده هُناك حيثُ أدركه الموت. ولكنَّ بعض الجُند العائدين إلى بلاد رجپوتانة استطاعوا أن يأخذوا معهم أحد أولاد جسونت سينگه خفيةً، فلمَّا وصل إلى بلاط حاكم تلك البلاد، الرانا «جاي سينگه»، في أُدَيپُور، قصَّ عليه كيف حُجز وأبيه وإخوته، فأواه عنده. أثارت هذه الحركة أورنكزيب، مُضافًا إليها أنَّ هذا الرانا وسائر الأُمراء الراجپوتيين لم يقبلوا جزية الرُؤوس عن طيب خاطر، وكانوا يتكاسلون ويتلاعبون في أدائها، ويُعاونون الخارجين عن المُلك، فرأى السُلطان بوادر الفتنة في ذلك، فبدَّل سياسة المغول التقليديَّة مع الراجپوت وقرَّر اتباع الشدَّة معهم.

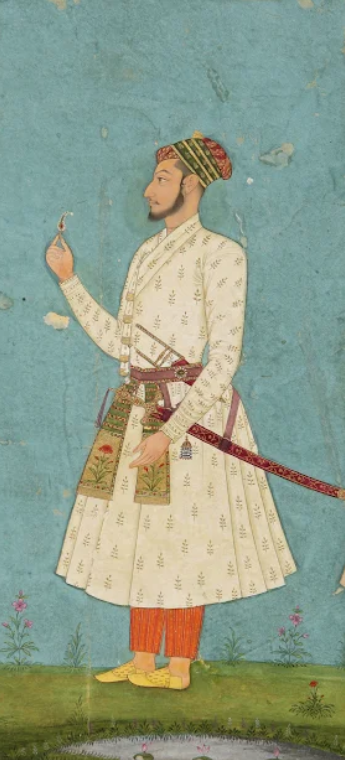
الشاهزاده العاصي مُحمَّد أكبر بن أورنكزيب، قائد الراجپوت لفترةٍ ضدَّ جُيُوش أبيه.

خرج أورنكزيب بنفسه إلى أجمير وأرسل منها إنذارًا إلى الراجپوت بدفع الجزية والامتناع عن مُساعدة الخارجين على السلطنة، وأرسل جُنُوده سريعًا إلى هُناك، فاضطُرَّ الراجپوت إلى طلب العفو وتعهَّدوا بعدم إيواء ابن جسونت سينگه، ومكث السُلطان في هذه المُهمَّة شُهُورًا عاد بعدها إلى عاصمته. ويبدو أنَّ الراجپوت لم يركنوا إلى الهُدُوء إلَّا بقدر ما تسنح لهم الفُرصة، إذ سُرعان ما نقضوا عهدهم بعد عودة السُلطان وقُوَّاته، وأعلنوا الثورة على السلطنة، والتفُّوا حول زعامة الأمير «دُرغاداس» راجا جُدبُور، فما كان من السُلطان إلَّا أن جهَّز حملةً عسكريَّةً بقيادة ابنه أكبر والقائد «تهوُّرخان»، لغزو بلاد الراجپوت وضمِّها إلى الدولة المغوليَّة، وذهب هو إلى أجمير ليُراقب منها سير العمليَّات العسكريَّة.
تعاون الرانا «جاي سينگه» مع الأمير «دُرغاداس» في التصدِّي للقُوَّات المغوليَّة، التي اجتاحت جُدبُور وخرَّبت ما بها من معابد وفتكت بكثيرٍ من العُصاة، فاعتصم الراجپوتيُّون الذين تمكَّنوا من الفرار في حُصُونهم بالجبال، وانطلقوا من هُناك للإيقاع بقُوَّات الدولة في عمليَّاتٍ خاطفة، وفشل الشاهزاده أكبر في كبح جماح الثائرين الذين كادوا يصلون إلى قطع الإمدادات والمُؤن عن أورنكزيب نفسه وهو في ميوار. أدَّى حرج الموقف بأورنكزيب إلى استدعاء ولدية الآخرين، أعظم ومُعظَّم، بقُوَّاتهما من الدكن والبنغال ليُشاركاه الحرب عند ميوار، في حين وجَّه ابنه أكبر إلى مروار بعد أن أنَّبه تأنيبًا شديدًا لتهاونه السابق مع العدو. اضطُرَّت القُوَّات الراجپوتيَّة للفرار من أمام هذا الزخم العسكري، فتراجعت إلى الجبال واحتمت بها، فحاصرتها الجُيُوش السُلطانيَّة ودمَّرت المحاصيل الزراعيَّة لحرمانها من المُؤن، فما كان من الراجپوت إلَّا لجأوا إلى الحيلة.
التفَّ أُمراء الراجپوت حول الشاهزاده أكبر، البالغ ثلاثةٌ وعشرين ربيعًا، وكان طموحًا غاضبًا من تأنيب أبيه له، فما زالوا يُزيِّنون لهُ الخُرُوج على أبيه حتَّى استجاب لهم ونادى بنفسه سُلطانًا عليهم. زحف أكبر بقُوَّات الثائرين، التي تجاوزت السبعين ألفًا، إلى أجمير مقر السُلطان، ولم يكن بها حوله من الجُند حينئذٍ ما يزيد على الألف فارس. ويبدو أنَّهُ تباطأ في زحفه وانهمك بمتعه، ما أتاح الفُرصة لأورنكزيب كي يُغري أُمراء الراجپوت ويصرفهم عن ابنه ويجذبهم إلى صفِّه، فانضووا تحت لواء الجُيُوش السُلطانيَّة. وتفصيل ذلك أنَّ أورنكزيب بعث كتابًا إلى ابنه أكبر، وتعمَّد أن يقع بأيدي الراجپوتيين، أثنى فيه على الشاهزاده وعلى خداعه للأعداء على ما رسمه له من قبل، وأمره باستدراجهم حتَّى يُحصرون بين قُوَّتيّ المُسلمين ليُبادوا عن آخرهم، فإذا بهؤلاء ينفرط عقدهم حين اطَّلعوا على الرسالة، وإذا بالشاهزاده الثائر يجد نفسه وحيدًا، ففرَّ إلى الدكن ومنها إلى الدولة الصفويَّة، وعاش بقيَّة أيَّامه في مدينة مشهد إلى أن أدركه الموت، فدُفن في حرم الإمام الرِّضا.
أمَّا سائر الأُمراء الراجپوت فلم يجدوا بُدًّا من التسليم والخُضُوع، حتَّى الرانا «جاي سينگه» صاحب أُدَيپُور الذي استشفع بمُحمَّد مُعظَّم ابن السُلطان، فعفا عنه وقرَّبه إليه، وأعطى له منصبًا في حاشيته، وأعفاه وقومه من جزية الرؤوس لقاء تنازله عن بعض حُصُونه للدولة. وهكذا انتهت فتنة الراجپوت سنة 1092هـ المُوافقة لسنة 1681م.

### ثورة المراثيين

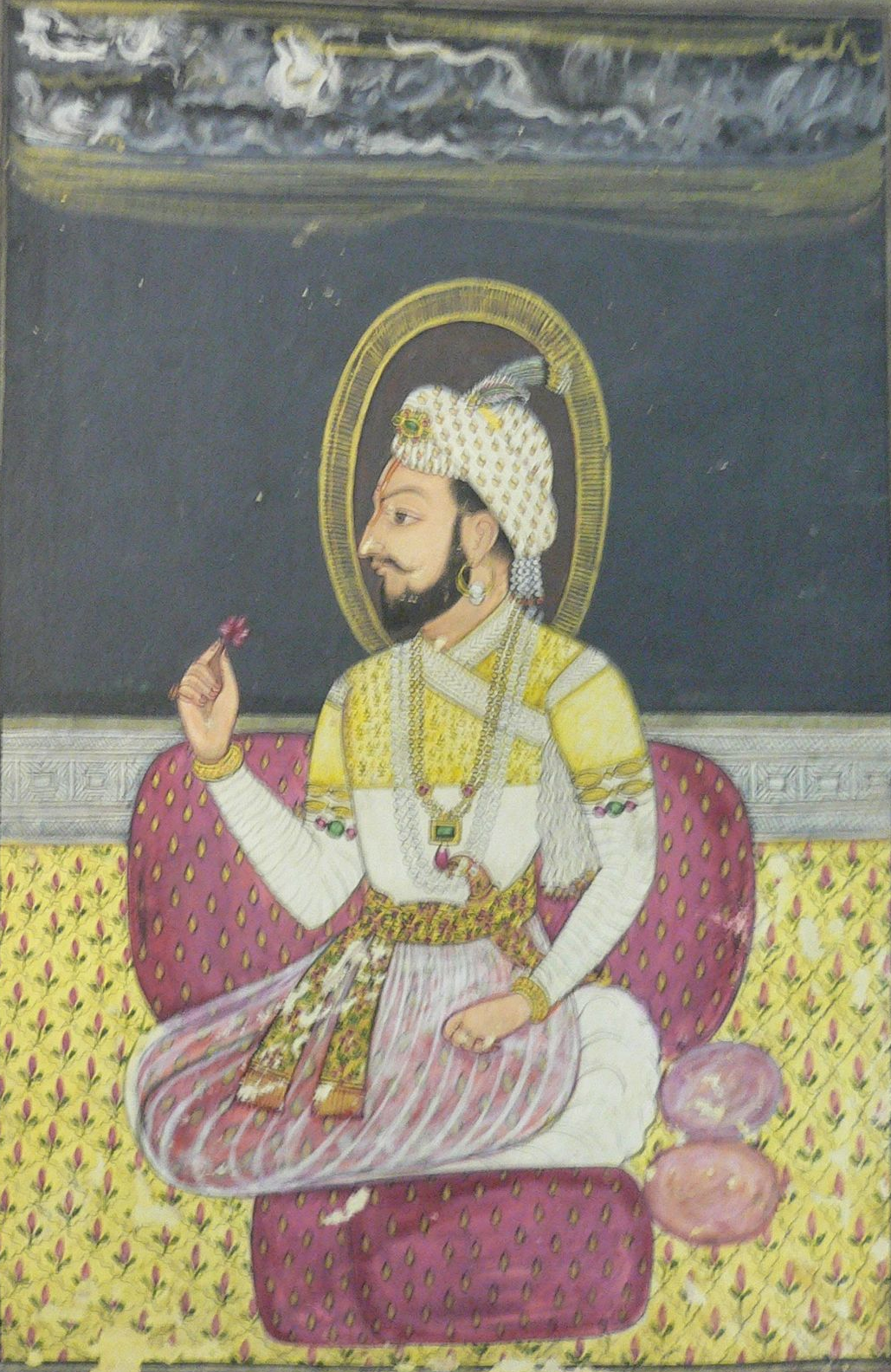
سمبهاجي بن سيواجي، ثاني أُمراء المراثيين وقائد عصيانهم الشديد أواخر عهد أورنكزيب.

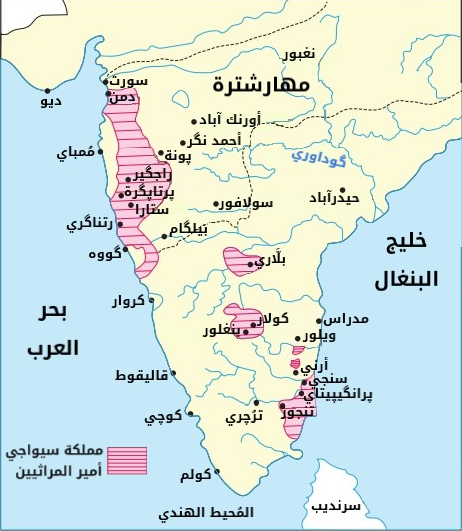
خريطة توضح الحُدُود التقريبيَّة للبلاد التي سيطر عليها سيواجي.

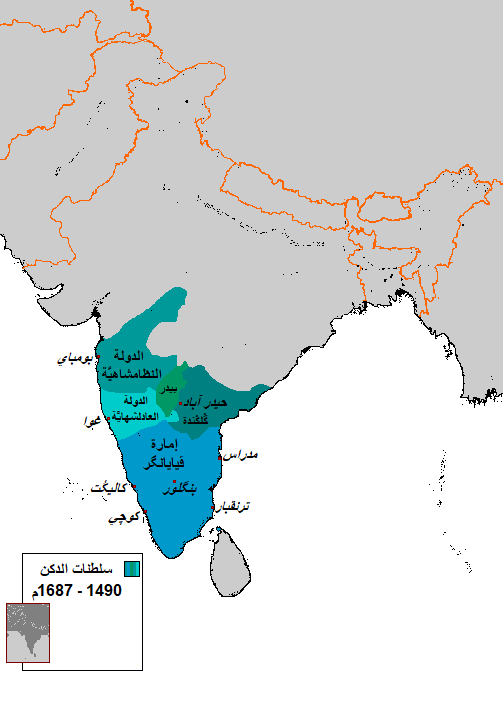
خريطة تُظهر الحُدُود التقريبيَّة للدولتين الشيعيتين في الدكن إضافةً إلى إمارة ڤيايانگر الهندوسيَّة.

استنزفت حُرُوب الشمال الغربي مع الأفغان والراجپوت موارد الدولة المغوليَّة وأموالها، وأتاحت لإمارات الدكن الهندوسيَّة والشيعيَّة أن تُثير الاضطرابات والمتاعب في وجهها من واقع اضطرار السُلطان إلى استدعاء قُوَّاته العسكريَّة من الدكن، ما أحدث فراغًا عسكريًّا ملأته هذه الإمارات بأعمالها العُدوانيَّة، وكان أهم ما استرعى انتباه السُلطان هو ثورة المراثيين مُجددًا. فقد عاود سيواجي العصيان مُستغلًا انشغال السلطنة بحُرُوبها، فطرد نائب أورنكزيب من كُنكان سنة 1081هـ المُوافقة لسنة 1670م واستولى على مدينة سورت مُجددًا، فبلغ ما انتهبه منها ما يزيد قيمته على سبع ملايين روپيَّة، وكان من أثر غاراته المُتكرِّرة على هذا الميناء المُهم أن كسدت التجارة فيه. كما غزا خاندش سنة 1082هـ المُوافقة لسنة 1671م، وراح يفرض على كُلِّ ناحيةٍ يغزوها ربع إيراداتها شرطًا منه ليُؤمِّن الناس، فإذا ما رفض سُكَّانها، سلبهم ونهبهم. وصف شاهدٌ عيان إنگليزي قسوة سيواجي قائلًا:
| « | كَانَت رغبته في المال شديدة، ولم يكن يتورَّع عن استعمال كُل صُنُوف القسوة والوحشيَّة في سبيل إشباع هذه الرغبة، وإجباره أسراه على الاعتراف بما ليس لديهم من أموال، فكان يضربهم بالسِّياط ضربًا مُبرحًا، ويُهدِّدهم بالقتل، بل طالما كان يُقدم على تنفيذ هذا الوعيد بالقتل إذا لم يُقدِّموا له المبالغ التي يحسب أنَّهم يملكونها أو التي يطمع في أن يُقدِّموها إليه، فكان أحيانًا يقطع يد الأسير، وفي أحيانٍ أُخرى يقطع اليدين جميعًا. | » |

نادى سيواجي بنفسه آخر الأمر أميرًا على قومه سنة 1085هـ المُوافقة لسنة 1674م والدولة مُنشغلة عنه إذ ذاك بفتنة الأفغان، وقد ضمَّ إليه كثيرًا من الأراضي والحُصُون في نطاق إمارة ڤيايانگر الهندوسيَّة القديمة، التي بات الهندوس فيها يحلمون باستعادتهم لمجدها الغابر على يديه. ثُمَّ انطلق بعد ذلك ينهب أملاك الدولة المغوليَّة نفسها، ولم يستطع «دَلَر خان» قائد أورنكزيب أن يصمد في وجهه مُطوَّلًا، حتَّى توفي سنة 1091هـ المُوافقة لسنة 1680م ولمَّا يُكمل الثالثة والخمسين من عُمره. خلف «سمبھاجي» والده سيواجي، وكان أشد منه عدائيَّة وظُلمًا للمُسلمين والهندوس على حدٍ سواء، فلم يتحفَّظ من الهُجُوم على المُدن الإسلاميَّة الهامَّة كما فعله والده، بل افتتح عهده بالإغارة على بُرهانفور وسلب ونهب، فالتمس السُكَّان المُساعدة من السُلطان، وكان قد فرغ من حربه مع الراجپوت، فتوجَّه بنفسه على رأس جيشٍ كبير إلى الدكن ليقضي على هذا الثائر.
ارتاع سمبھاجي لمَّا علم بتوجُّه السُلطان بنفسه إلى الجنوب، فانكمش وانصرف إلى لهوه وترفه، وترك قادته للدفاع عن البلاد التي سيطر عليها. بعث السُلطان بابنه الشاهزاده مُعظَّم لغزو أراضي المراثيين، فتوغَّل في كُنكان ليجد الأعداء قد هجروها بعد أن أحرقوا زرعها وخرَّبوا قُراها، حتَّى إذا ما حاول الجيش المغولي أن يُموِّن جُنده عن طريق البحر، سطا المراثيُّون على السُفُن فاستولوا على ما بها من حُبُوبٍ وأغرقوها. وحين وجَّه السُلطان ابنه الثاني أعظم إلى بيجافور وسار هو إلى أحمد نگر، بعث سمبھاجي بعصاباته إلى خاندش فخرَّبت قُراها، حتَّى إذا ما قدمت إليهم قُوَّات المغول تفرَّقوا بسُرعة على عادتهم ليتصيِّدوا أفرادها ويُنزلوا بها خسائر كبيرة. رأى أورنكزيب حينذاك أن يُوجِّه جُهُوده كُلَّها إلى الاستيلاء على الدولتين العادلشاهيَّة والقُطبشاهيَّة، فيحرم بذلك المراثيين من أموالٍ كثيرة كانت تلتزم هاتان الدولتان بدفعها لهم اتقاء شرَّهم، ويقضي في الوقت نفسه على حُكَّامها الشيعة المُتشددين.

#### قتال التبت

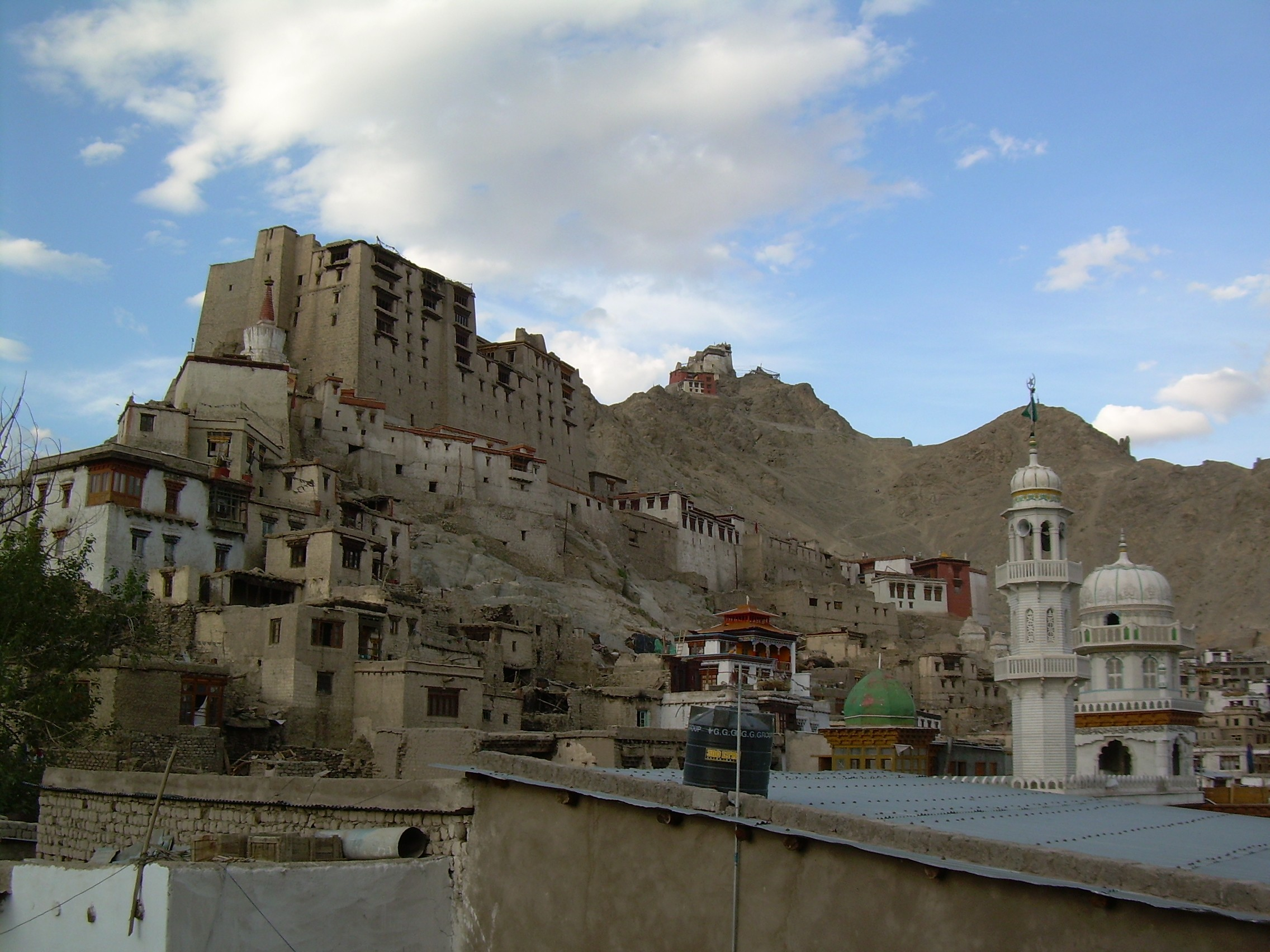
مسجدٌ قُرب القصر الملكي في لياه.

وصلت أورنكزيب أنباء اجتياح التبتيين إقليم لداخ أثناء إعداده العُدَّة لمُهاجمة الدولتين الشيعيَّتين المذكورتين سلفًا، فقد أرسل الدلاي لاما «لُبزَنك جَيَتسُوه» جيشًا للسيطرة على تلك المنطقة بعد أن انحاز أهلها لمملكة بوتان المُناوءة للتبت، واضطهدوا أتباع المذهب الگيلُگي البوذي وضيَّقوا الخناق على أديرتهم. وجد السُلطان أنَّ من اللَّازم على المغول التدخُّل في هذا الصراع نظرًا لأنَّ لداخ تُجاور كشمير وتدخل ضمن نطاق نُفُوذ دولته، فأرسل إلى إبراهيم خان صوبدار كشمير يأمره بدُخُول لداخ وطرد التبتيين منها، فما كان من الأخير إلَّا أن أرسل ابنه «فدائي خان» على رأس جيشٍ كبير للقيام بالمُهمَّة، فقهر التبتيين ولاحق فُلُولهم حتَّى بُحيرة فنغُنق. ذكر مُؤرِّخون كشميريُّون أنَّ المغول وافقوا على مُساعدة الملك اللداخي «دَلِك نَمگِيَال» على إعادة توطيد نُفُوذه في بلاده شريطة أن يعتنق الإسلام ويبني مسجدًا في عاصمته لياه، فقبل وعاد المغول أدراجهم، على أنَّ المصادر اللداخيَّة القديمة لا تأتي على ذكر هذا، وإنما تكتفي بالقول أنَّ الملك أبرم اتفاقيَّةً مع المغول تعهَّد فيها بدفع جزيةٍ كُلِّ ثلاث سنوات لقاء مُساعدته في دفع التبتيين بحال كرَّروا هُجُومهم.

#### ضمّ بيجافور وسُقُوط الدولة العادلشاهيَّة

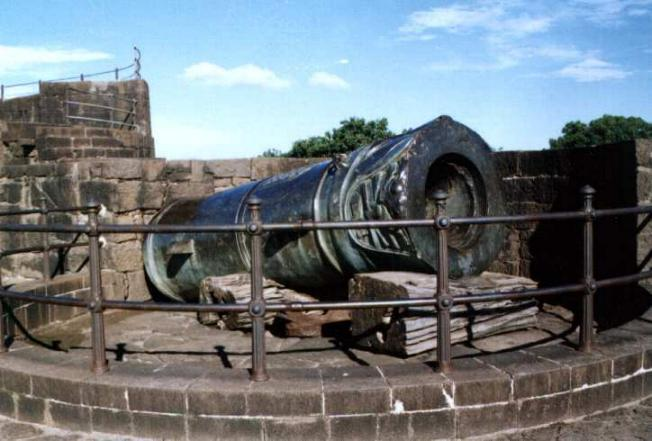
المدفع العادلشاهي الكبير الشهير بـ«ملك الميدان». استُخدم لقصف المغول خلال مُحاصرتهم بيجافور.

أرسل أورنكزيب حملةً للقضاء على الدولة العادلشاهيَّة أولًا وضم أراضيها إلى السلطنة المغوليَّة، فبعث بابنه الشاهزاده مُحمَّد مُعظَّم سنة 1095هـ المُوافقة لسنة 1684م لحصار العاصمة بيجافور، إلَّا أنَّهُ لم يُحرز نجاحًا، فأردفه بمددٍ بقيادة «غازي الدين خان»، فالتقى بجُنُود بيجافور قُرب مدينة «إندي» وانتصر عليهم وزحف نحو العاصمة وحاصرها.
استمرَّ حصار حصن بيجافور خمسة عشر شهرًا تخلَّلته مُحاولات عقيمة من طرف صاحبه السُلطان إسكندر بن علي العادلشاهي، لالتماس المُساعدة من كُلٍ من أبي الحسن تاناشاه القُطبشاهي صاحب گُلكُندة، وسنبهاجي أمير المراثيين، بالإضافة إلى إقدام البيجافوريين على إتلاف المزروعات وحرق المحاصيل الزراعيَّة لحرمان المغول من الاستفادة منها، وقد عانى هؤلاء شُحًا شديدًا في الأقوات كاد يصرفهم عن هدفهم لولا إمداد السُلطان لهم بالمُؤن اللازمة. واستعان البيجافوريين بمدافع أضخم وأقوى من مدافع المغول، منها مدفعٌ شهير عُرف بـ«ملك الميدان» قيل بأنَّه أضخم آلة صُبَّت من البرونز، كان يُطلق قذائف قُطرها تسعة وستون سنتيمترًا، وقد أصابت إحدى قذائف البيجافوريين براميل بارودٍ للمغول، فانفجرت وقضت على قُرابة خمسمائة من الرجَّالة.
نال الحصار الشديد أخيرًا من صُمُود البيجافوريين ومُقاومتهم، واضطرَّ السُلطان إسكندر إلى الاستسلام في شهر ذي القعدة 1096هـ المُوافق لشهر تشرين الأوَّل (أكتوبر) 1685م، ودخل أورنكزيب العاصمة في أوائل سنة 1097هـ المُوافقة لسنة 1686م، فهدم النُقُوش الهنديَّة التي كانت تُزيِّن القصر الملكي، كما دمَّر رجاله بدورهم عددًا من المُنشآت الفخمة الأُخرى، وأضحت بيجافور من أملاك المغول، وسقطت بسُقُوطها الدولة العادلشاهيَّة بعد أن عمَّرت قُرابة قرنين. وعامل السُلطان أورنكزيب نظيره إسكندر العادلشاهي مُعاملةً طيِّبة وسمح له بالإقامة في دولت آباد، ولكنَّهُ استدعاه بعد قليل إلى مُعسكره حيثُ أقام حتَّى وفاته.

#### ضمّ گُلكُندة وسُقُوط الدولة القُطبشاهيَّة

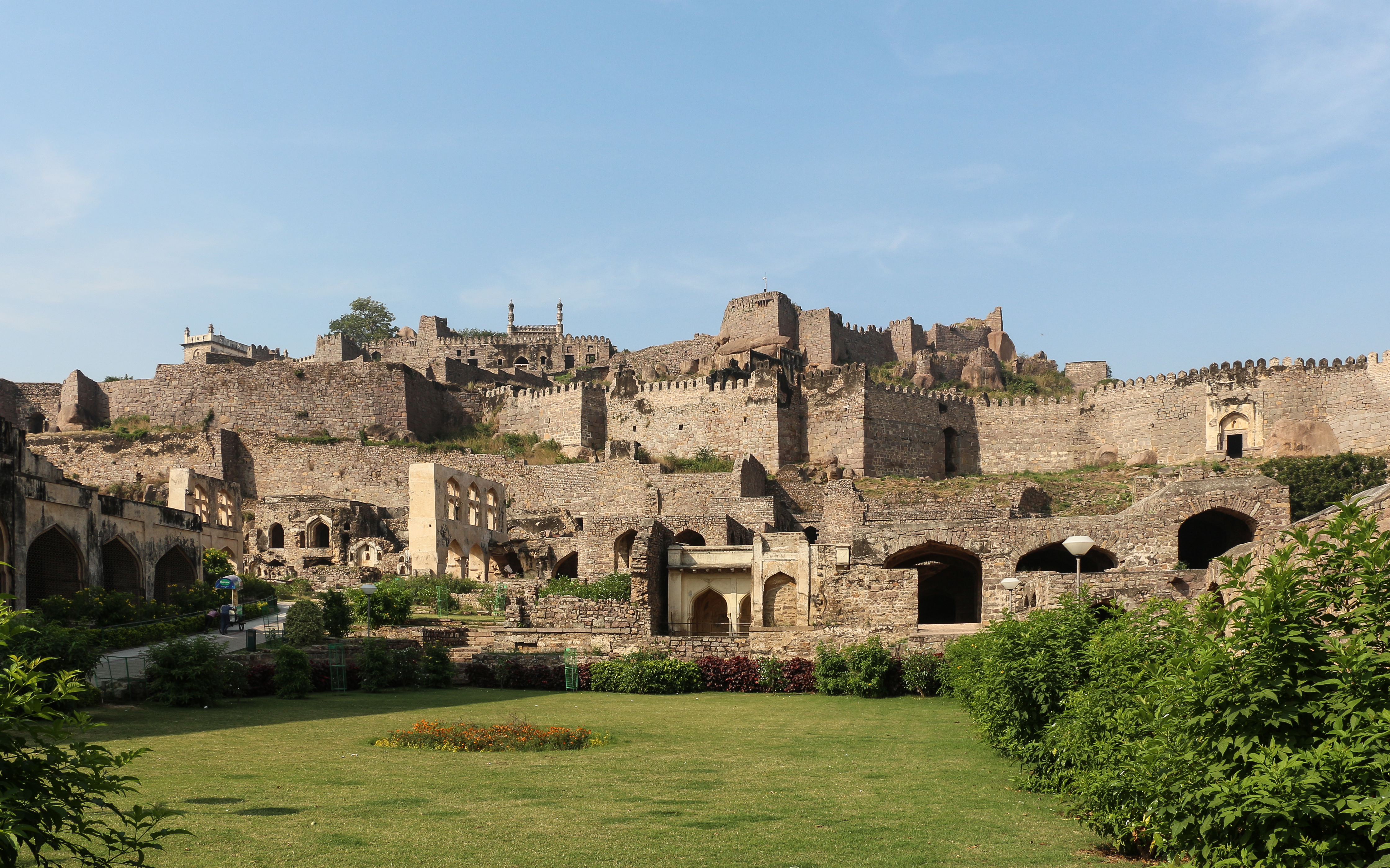
حصن گُلكُندة كما بدا سنة 2013م.

حوَّل أورنكزيب انتبهاهة ناحية گُلكُندة عاصمة الدولة القُطبشاهيَّة بمُجرَّد انتهائه من بيجافور. وكان السلاطين القُطبشاهيين من الشيعة المُتشدِّدين، وأكثر عداوةً للمغول من نُظرائهم العادلشاهيين، وقد سبق أن أجبرهم شاهجهان على دفع الخراج، وعدم سبّ الخُلفاء الراشدين والتبرُّؤ منهم، وعلى ذكر اسمه في الخطبة بدل اسم الشاه الصفوي في إيران، ولكنَّهم لم يُحافظوا على تعهُّدهم، لا سيَّما «أبو الحسن تاناشاه» الذي تأخَّر عمدًا في دفع الخراج وساند الهندوس ضدَّ المغول حيثُ أمدَّ سيواجي بالسلاح، كما أنَّه عيَّن وزيرين هندوسيين هُما «مادنا بانديت» و«أكَّانا»، فكانا على اتصالٍ وثيق بسمبهاجي ويُراسلانه في الخفاء، كما أرسل هذا السُلطان جيشًا لمُساعدة بيجافور حين حاصرها أورنكزيب، ولكنَّهُ وصل بعد فوات الأوان، فعاد أدراجه. أثار هذا السُلُوك المُعادي أورنكزيب، فاشتدَّ حنقه على أبي الحسن، وسرَّع من قراره في القضاء على الدولة القُطبشاهيَّة، فشرع بإعداد العُدَّة للزحف نحو گُلكُندة عاصمة تلك البلاد، ولكن لمَّا كانت الحرب مع العادلشاهيين تستدعي تواجده على الجبهة، فقد عهد بقيادة الحملة إلى ابنه مُحمَّد مُعظَّم.

المغول يُحاصرون ويقصفون أسوار گُلكُندة ويبدو السُلطان أورنكزيب في يمين وسط الصورة محمولًا على تخت بعد أن كبُرت سنُّه.

سار الشاهزاده المذكور نحو گُلكُندة بناءً على أوامر والده، وكان في عداد جيشه أُمراء وجُند كُثر من الإيرانيين الشيعة الذين توافق هواهم مع هوى أبي الحسن، أو تعاطفوا معه لاتفاقهم جميعًا في المذهب. وقد تأثَّر مُحمَّد مُعظَّم بهؤلاء فعطف على الشيعة بعامَّة، وتعاطف مع أبي الحسن بخاصَّة مُتجنبًا الدُخُول في الحرب، فعرض عليه اقتراحات سهلة مُقابل الاستسلام، ولكنَّ عداءه للمغول وأهل السُنَّة دفعه إلى رفضها مُتجاهلًا نصيحة كثير من أُمرائه بعدم مُعاداة المغول وبوُجُوب الوفاء لهم بالتزاماته.
حاصر المغول مدينة حيدر آباد حيثُ كان السُلطان القُطبشاهي، ولمَّا وجد الأخير نفسه عاجزًا عن المُقاومة فرَّ إلى عاصمته گُلكُندة وتحصَّن بها وأرسل إلى أورنكزيب يطلب الأمان مُقابل سجن وزيره «مادنا بانديت» وأداء الخراج المُتوجِّب عليه وتسليم الأراضي التي انتزعها من المغول، وكانت هذه شُرُوطًا سهلة، ويُحتمل أنَّ مُحمَّد مُعظَّم والإيرانيين الذين معه كان لهم دورٌ في تخفيف الضغط عن أبي الحسن تاناشاه. رضي أورنكزيب بشُرُوط الصُلح على ما فيها، وانتهى أمر «مادنا بانديت» بأن قتله بعض الخدم تخلُّصًا منه. أمَّا أبو الحسن فقد عاود داؤه القديم ونقض شُرُوط الصُلح، ورُبَّما تشجَّع بتعاطف الشاهزاده مُعظَّم معه، فما كان من السُلطان إلَّا أن سارع بإعادة فرض الحصار على گُلكُندة، واكتشف في غُضُون ذلك أنَّ ابنه مُعظَّم وجُنده من الإيرانيين يتآمرون مع أبي الحسن على سلامته، وتفصيل ذلك أنَّ جواسيس المغول اعترضوا رسائل بين الشاهزاده والسُلطان القُطبشاهي فيها تصريحٌ لا يحتمل الشك بخيانة مُعظَّم لوالده، فثار غضب الأخير وأمر بالقبض على ابنه وعدد من أتباعه وأُمرائه، فسجن مُعظَّم وأبنائه وقتل أقرب مُستشاريه، وأمر بإرسال نسائه إلى دلهي، وشتَّت حاشيته، وضيَّق عليه الخناق في سجنه فمنعه من حلق شعره وقص أظافره طيلة أشهرٍ ستَّة، أو أن يُطعم طعامًا طازجًا أو يُروى بماءٍ بارد، أو يُقابل أي إنسانٍ إلَّا بموافقة السُلطان نفسه.

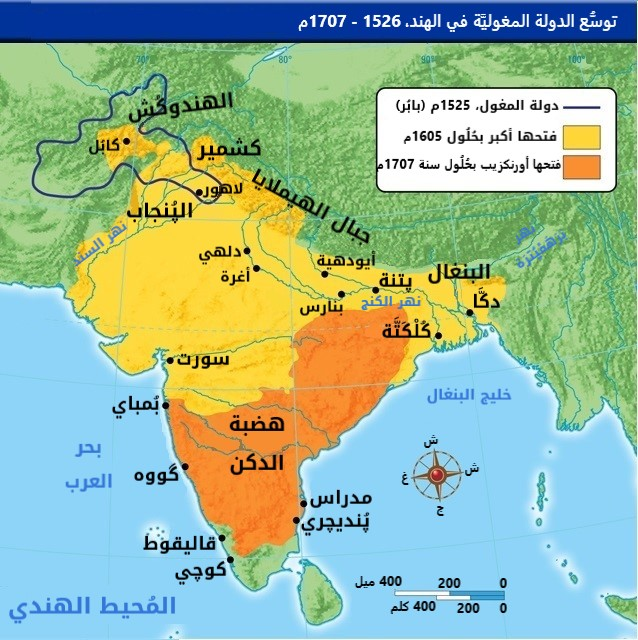
خريطة تُصوِّر البلاد التي فتحها المغول في عهد أورنكزيب مُقارنةً مع ما فُتح خلال عهد أكبر وما كان عليه الحال خلال عهد السُلطان بابُر المُؤسس.

شدَّد أورنكزيب الحصار على قلعة گُلكُندة حتَّى اقتحمها بعد ثمانية أشهر، رُغم الصُعُوبات التي اعترضته، مثل غزارة الأمطار الموسميَّة وإتلاف أبي الحسن المحاصيل الزراعيَّة وإحراق بعضها الآخر، وانتشار الأوبئة في صُفُوف جُنده، والمُقاومة الضارية التي أبداها الوزير عبد الرزَّاق في الدفاع عن القلعة. واعتُقل أبو الحسن في غمرة القتال، وضمَّ أورنكزيب الدولة القُطبشاهيَّة إلى دولته، قاضيًا بذلك على استقلالها، وذلك في 24 ذي القعدة 1098هـ المُوافق 30 أيلول (سپتمبر) 1687م. لم يبقَ في شبه القارَّة الهنديَّة بعد هذا التوسُّع خارج نطاق دولة المغول إلَّا إمارة ڤيايانگر الهندوسيَّة، الواقعة في الطرف الجنوبي للهند، وأماكن قليلة عند الساحلين الشرقي والغربي كانت بأيدي المُستعمرين الأوروپيين. وعلى هذا الشكل بلغت الدولة المغوليَّة أقصى اتساعها، فلم يشهد أي سُلطان قبل أورنكزيب أو بعده ما بلغته من قُوِّةٍ وعزَّة.

#### ثورة الزُطّ الأُخرى
جدَّد الزُطّ ثورتهم في سنة 1097هـ المُوافقة لسنة 1686م، وأورنكزيب مشغولٌ بقتال القُطبشاهيين، وتزعَّم ثورتهم هذه المرَّة رجلٌ يُدعى «راجارام السنسينيئي»، وهو ابن «گُكُلة» زعيم الثورة الأولى. هدَّد راجارام الدولة المغوليَّة تهديدًا جديًّا طيلة سنتين، فوصل في هجماته الناجحة إلى آغرة، فدنَّس قبر السُلطان جلال الدين أكبر وسلب ما فيه من زينة فضيَّة وذهبيَّة وسجَّادٍ فاخر، ونبش القبر نفسه وأخرج عظام أكبر وأحرقها، ثُمَّ خلع الأبواب الفضيَّة لتاج محل وأذابها. أرسل أورنكزيب أحد قادته، وهو مُحمَّد بيداربخت، ووكَّله قمع هذه الثورة، فسحقها سحقًا وقبض على راجارام سنة 1099هـ المُوافقة لسنة 1688م وقتله.

#### القضاء على سمبهاجي
التفت السُلطان مُجددًا للقضاء عل ثورة المراثيين وزعيمها سمبهاجي بن سيواجي ما أن انتهى من أمر الدولتين الشيعيتين وأخمد ثورة الزُطّ، وكان الزعيم المراثي قابعًا في حصن «سنگميشور» طلبًا للسلامة، فأرسل إليه أورنكزيب قائدًا يُدعى «مُقرَّب خان»، فأخذه على حين غرَّة وهو في تقاعسه مُنصرفًا إلى لهوه، فأسره مع زوجاته وبناته وفريقٌ من رجاله. سيق سمبهاجي مُقيِّدًا إلى مُعسكر السُلطان على نهر بهيما، واستُعرض بين الجُند مُهانًا، فأُلبس زي البهاليل وأُجلس على جملٍ، وأتى بعض الناس يُشاهدونه ويشمتون فيه لما أصابهم منه من ظُلمٍ وعدوان، ثُمَّ أُدخل على أورنكزيب الذي سجد لله شاكرًا أن وقع هذا العدو الخطير بيديه.
عرض أورنكزيب أن يحقن دماء سمبهاجي لقاء شُرُوطٍ ثلاثة: أن يُسلِّم جميع حُصُونه للدولة، ويكشف عن مخابئ كُنُوزه، ويكشف أسماء القادة المغول الذين كانوا على تواصلٍ مع المراثيين ويتجسسون لصالحهم، كما عرض عليه الإسلام. لكن سمبهاجي ووزيره أساءا للسُلطان وتطاولا على النبي مُحمَّد على مسمعٍ من القادة والساسة والعُلماء، فأفتى الأخيرون بوُجُوب قتلهما، فقُتلا شرَّ قتلة بأن قُطع لسانيهما وسُملت أعينهما، ثُمَّ قُطِّعت أوصالهما ورُميا إلى الكلاب، وطُوِّف برأسيهما في أغلب مُدن الدكن عظةً وعبرة، وكان ذلك سنة 1101هـ المُوافقة لسنة 1690م.

## وفاة أورنكزيب

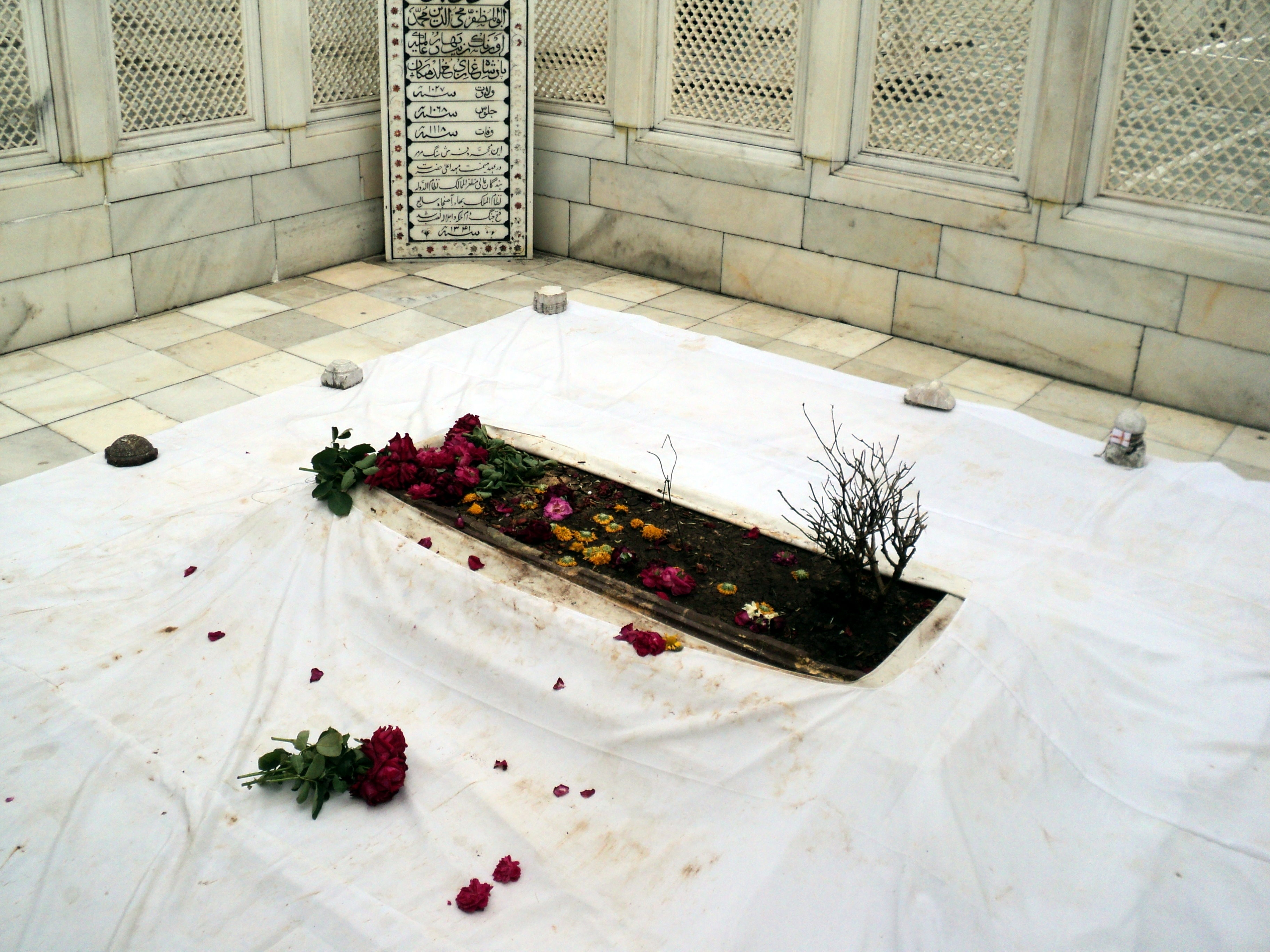
القبر البسيط لأورنكزيب كما بدا سنة 2013م. بقي القبر مكشوفًا دون أن تُبنى عليه قبَّة، كما أوصى السُلطان نفسه.

رغب أورنكزيب بمُتابعة فُتُوحاته حتَّى يُخضع إمارة ڤيايانگر ويجعل جنوب الهند صوبةً من صوبات دولته على غرار البنغال أو الپُنجاب، فقضى ما تبقَّى من عُمره مُقيمًا، في الغالب، هُناك حتَّى وافه الأجل، لكن لم يُكتب له أن يُحقِّق هدفه على الوجه الذي ابتغاه. ذلك أنَّ قادة جُيُوشه لم يكونوا من طراز أولئك الرجال الأشدَّاء الجلودين الذين ساروا مع جدِّه الأكبر بابُر ففتح بهم الهندُستان وكسر بهم شوكة الراجپوتيين، إذ كان كُل واحدٍ منهم يحرص أشد الحرص وهو في حملات الدكن على توفير أسباب الرفاهيَّة والأُبَّهة لنفسه على أكمل وجه وكأنَّهُ لا يزال يُقيم بالعاصمة في قصره ومن حوله نسائه وجواريه. كما كان الراجپوتيُّون بدورهم قد تخلُّوا عنه، وهم الذين طالما عاونوا آبائه في حُرُوبهم من قبل. نتيجة هذا الواقع وبسبب كبر سنِّه وكثرة علله، سار أورنكزيب إلى أحمد نگر سنة 1117هـ المُوافقة لسنة 1705م، ليستريح وجُنده ويستجمعوا قواهم قبل المضيّ قدمًا.
لم تنقضِ سنة على أورنكزيب بأحمد نگر حتَّى بلغ به المرض والشيخوخة مبلغه، فأيقن بدُنُوّ أجله، وسارع في تفريق أبنائه في أنحاء الدولة مخافة أن يقع بينهم ما وقع بينه وبين إخوته من قبل من تطاحُنٍ وفتن، فبعث بأعظم إلى بيجافور وبمُحمَّد كامبخش إلى مالوة، ولمَّا اشتدَّ عليه المرض أوصى رجاله بأن تُقام له جنازة بسيطة بعد وفاته، وأن يُسرعوا بدفنه في أقرب مقبرة للمُسلمين، ولا يزيدوا في ثمن كفنه عن خمس روپيَّات، كان قد كسبها من صنع الطواقي وبيعها، وأن يتصدَّقوا على الفُقراء بثلاثمائة روپيَّة، كانت كُل ما يملكه من نسخه القُرآن وبيعه النسخ. وفي يوم الجُمُعة 28 ذي القعدة 1118هـ المُوافق 20 شُباط (فبراير) 1707م تُوفي أورنكزيب وقد قارب التسعين، فووري التُراب في مقبرةٍ تبعد أربعة أميال عن دولت آباد، وقبره بسيطٌ مكشوف لا يُقارن بقُبُور أجداده من حيث العظمة والفخامة.

## مآثر أورنكزيب والجدال حوله

### ترتيباته

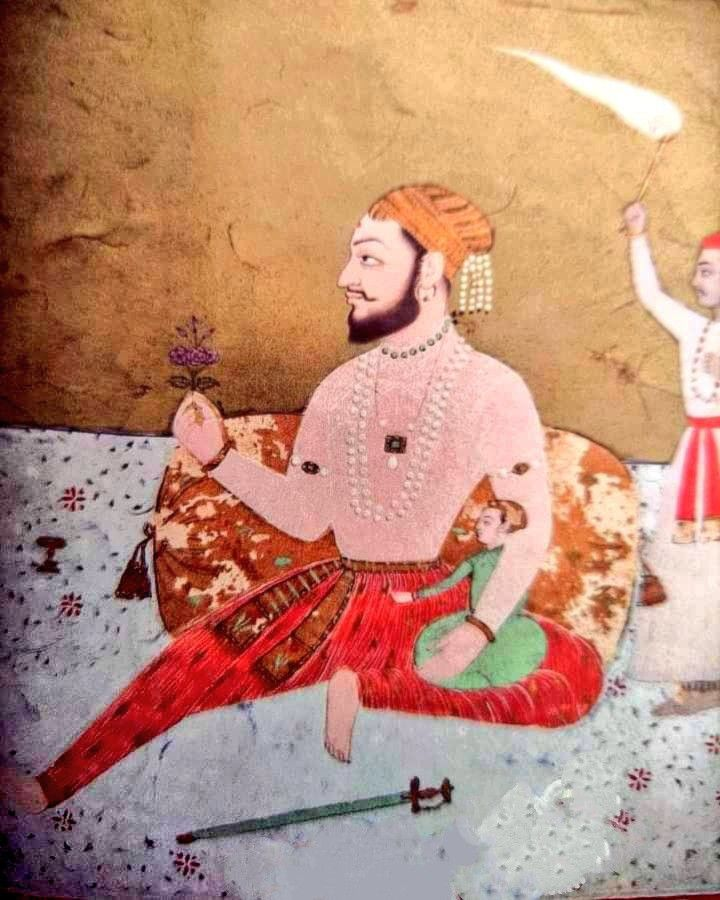
سمبهاجي وولده ساغو الذي احتضنه أورنكزيب بعد أن أمر بإعدام أبيه لتطاوله على الإسلام والمُسلمين.

دفع السُلُوك الديني والسياسي لأورنكزيب عدد كبير من المُؤرِّخين الهندوس والأوروپيين إلى التحامل عليه وتشويه سُمعته ونعته بالتعصُّب، وأيَّدهم في ذلك بعض المُؤرِّخين الشيعة، على اعتبار أنَّ أورنكزيب قضى على الدولتين الشيعيتين في جنوب الهند. كان المُؤرِّخ الفرنسي گُستاڤ لوبون في مُقدِّمة من لام أورنكزيب على إجراءاته، واعتبرها سببًا في انهيار الدولة سريعًا بعد ذلك، فقال: «... بَيدَ أنَّ ما صَدَرَ عن أورنكزيب هَذا من عَدمِ التَسَامُح وَمَا شَهَرَهُ عَلى مَمَالك الدَّكَن الإسلاميَّة من الحُرُوبِ أعدَّ دولة المَغُول لِلانهيار، فَلَم تَلبَث الهِند عِندَ وَفَاته سنة 1707 أن وَقَعت هَذه الفَوضَى». ومن المُؤرِّخين المُسلمين الذين أيَّدوا ذلك الدكتور حُسين مُؤنس، الذي وصف أورنكزيب قائلًا: «... وكَان سيِّئًا مُتَشَدِّدًا حتَّى لَقَد حَرَّم عَلَى الشيعة من الأَفغَان الانضِمَام إلى الجَيش، وَأَخَذَ يُخرِجُ الهِندوس مِن وَظَائِف الدَولة حتَّى لَم يَبقَ إلَّا نِصفَهم. وَهَدَم مَعَابد الهِندُوكِيين في بَنَارس وسِمنَات...». ومنهم أيضًا المُؤرِّخ وعالم السياسة الهندي «مُعين شاكر» الذي اعتبر أنَّ أورنكزيب استخدم المُعارضة السياسيَّة لخُصُومه ذريعةً لاضطهادهم دينيًّا أو مذهبيًّا.
رفض الدكتور عبد المنعم النمر مثل هذه الادعاءات قائلًا أنَّ الحقائق لا تُؤيِّد سوى أنَّ أورنكزيب كان سُلطانًا مُسلمًا مُخلصًا لوطنه ودينه، يُطبِّق تعاليمه التي تُؤمِّن للآخرين، من غير الأديان والمذاهب، الأمن والاستقرار والحُريَّة ما داموا لا يعتدون على الدولة ورعاياها المُسلمين. قال النمر: «وَلا شكَّ أنَّ كلمة «مُتعصِّب» هذه كثيرًا مَا سَمِعنَاها من الأوربيِّين. يَرمون بِها كُل مُسلمٍ عَاملٍ بِتَعالِيم دينه السَّمحة التي تكره التعصُّب وظُلم الغير مهما كان دينه. وهي كَلِمة تجري كثيرًا عَلى لِسَانِهم، يُخوِّفُون بها المُسلمين الذين ضعفوا أمام هجمات الغرب الحارَّة والباردة، حتَّى أصبح من السهل على المُسلم الضعيف أن يتنازل عن كثيرٍ من تعاليم دينه وشعائر عَقيدتِه في سبيل ألَّا يَرميه هؤلاء بالتعصُّب».

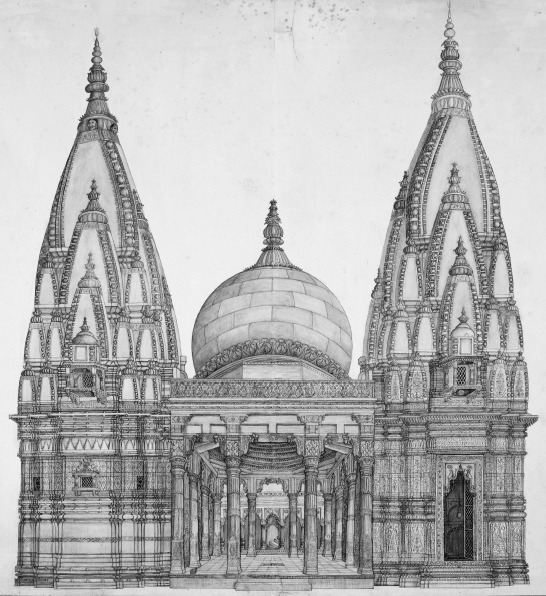
تخطيط لما كان عليه «هيكل كاشي وشونات» الهندوسي الذي هُدم في عهد أورنكزيب.

يقول النمر أيضًا أنَّ رغبة أورنكزيب تطبيق تعاليم الإسلام في بلاده إنَّما هو فضيلة لا يُؤاخذ عليها، إذ لم تكن تعاليم الإسلام يومًا ظالمة أو مُتعسِّفة، وحين النظر إلى أعمال أورنكزيب نظرةً موضوعيَّة لا يجد فيها المرء انحرافًا أو إكراهًا لأحد على اعتناق الإسلام، أو تعصُّبًا دينيًّا حمله على ظلم غير المُسلمين، وإذا كان قد حارب الراجپوت والمراثيين الهندوس، فإنَّهُ حارب أيضًا الشيعة والبطهان المُسلمين. يُضيف النمر أنَّ دافع حُرُوب أورنكزيب لم يكن دينيًّا بل سياسيًّا، فكما عنَّف في المُعاملة القبائل المُسلمة في شمال غربيّ الهند، فإنَّهُ لم يستطع كذلك أن يقف مكتوف الأيدي أمام عصيان رعاياه من غير المُسلمين، أو الفوضى التي أشاعها المراثيين في بلاد الدكن. والواقع أنَّهُ كان يُحسن مُعاملتهم بعد أن يستسلموا له ويُغدق عليهم ويُعطيهم المناصب، وكثيرًا ما كانت تتكرر الإساءة منهم فلا يرون منه إلَّا كُل تسامح. أمَّا قتله سمبهاجي ووزيره كان بسبب تطاوله على الإسلام والمُسلمين في مجلسه، والمعروف أنَّهُ احتضن «ساغو بن سمبهاجي» وأغدق عليه، وظلَّ هذا يذكر فضل أورنكزيب عليه طيلة حياته.
أمَّا هدم المعابد الهندوسيَّة فذلك كان لضرورةٍ سياسيَّة أو ظرفيَّة، أو لأنَّها أُقيمت دون ترخيصٍ رسميٍّ، ولم تكن سياسةً مرسومة بدليل ما ظلَّ باقيًا منها في مُدن الهند الكُبرى، يُؤكِّد هذا بعض الفرمانات التي صدرت وتُحدِّد معابد بذاتها لتُهدم كونها بُنيت دون إذن، وفرماناتٌ أُخرى تنص على تقديم منح من الأرض لعددٍ من الهياكل والمعابد الهندوسيَّة. كما أوضح أورنكزيب سياسته في كثيرٍ من رسائله، إذ أعلن رفضه اضطهاد موظفيه بسبب دينهم، ولم يكن لأحدٍ منهم أن يخشى بأسه ما دام على ولائه للدولة. ويُروى أنَّه حينما أُشير عليه بفصل المُوظَّفين الذين لا يُدينون بالإسلام من المناصب العامَّة كتب يقول: «إنَّ الدِّين لا عَلَاقة لَهُ بِالمَسَائل العَلمَانِيَّة، وَهذه الحال التي نحنُ بِصدَدها لا مَجَالَ فِيها لِلتعصُّب».

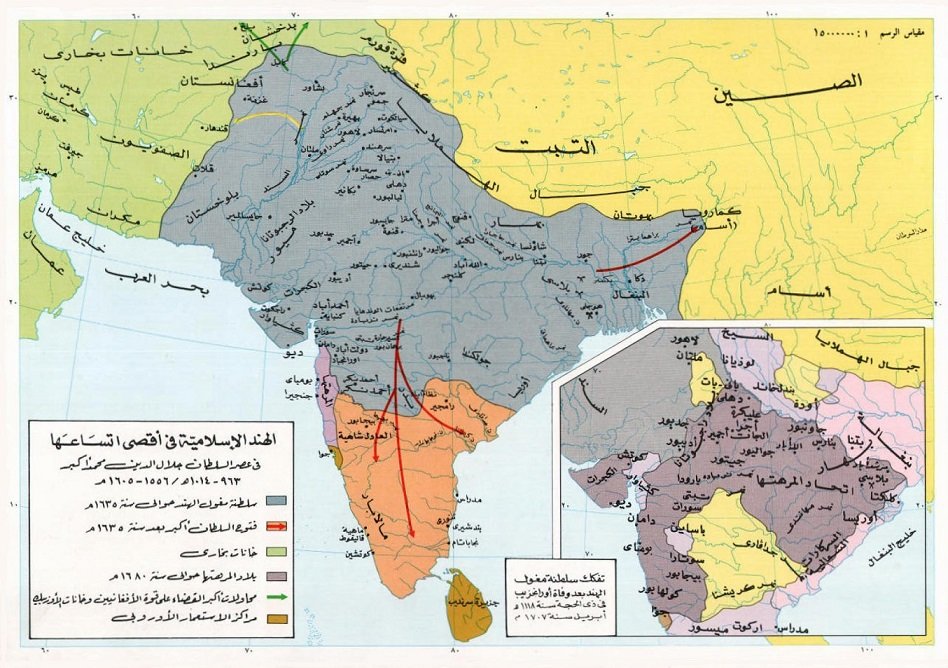
المدى الذي بلغته دولة مغول الهند في عهد أكبر، وتفكُّكها بعد وفاة أورنكزيب (الخريطة المُصغَّرة).

فسَّر المُؤرِّخ والمُحقق شاكر مُصطفى البُغض والعداء الهندوسي لأورنكزيب وثوراتهم المُتكرِّرة في عهده، على أنَّها تراكُمات لأفكارٍ ثقافيَّة دينيَّة انفجرت عندما سعى السُلطان إلى صبغ الدولة بالصبغة الإسلاميَّة، ولأنَّ حدودها توسَّعت كثيرًا فبدا وكأنَّ الثقافة الإسلاميَّة تُهدِّد نظيرتها الهندوسيَّة. قال مُصطفى: «كَانت ثَقَافة الأَفكار الدينيَّة مُستقرَّة في النُفُوس لِدَرَجة أنَّ الثَقافة الهنديَّة لم تكن تطَّلع من خلالها فَحَسب وَلَكنَّها مُستعدَّة لِلثورةِ من أجلها، فلمَّا أظهَر السُلطان أورنكزيب تَعصُّبه الإسلامي وَوَضَعَ أنصَابَ الهِندِ تَحتَ مَداخل المُسَاجد يَدُوسَها النَّاسُ في الرَّواح والمَجيء وَفَرَض الجِزيَة تَجَمهَر زُمرٌ من الشعب مُتظَاهرين حَولَ قصره». يقول مُصطفى أيضًا أنَّ ظُهُور طائفة السيخ المُنشقة عن الهندوسيَّة وعودتها إلى التوحيد القديم ونبذها تعدُّد الآلهة وعبادة الأصنام، وسعيها لاجتذاب الخُطاة والبائسين والمنبوذين لم يكن سوى مُحاولة لقطع الطريق على الإسلام كي لا يدخل قُلُوب هؤلاء ونُفُوسهم.
دافع بعض المُؤرِّخين والأعلام من غير المُسلمين عن أورنكزيب ونفوا عنه التعصُّب الأعمى ضدَّ الهندوس وغيرهم، ومن أبرز هؤلاء المَهَتمة غاندي نفسه الذي اعتبر أنَّ الهندوس تنعَّموا بحُريَّاتٍ كثيرة خلال العصر المغولي بما فيه عهد أورنكزيب، عكس ما صار إليه الحال خلال الاحتلال البريطاني للبلاد، فقال: «كَان بإمكَان الرِجال من شَاكلة سيواجي أن يَتَألَّقوا خِلال عَهدِ أورنكزيب، فهَل ظَهَر أيُّ سيواجي أو پَرَتَاپ خِلال مائةٍ وخَمسِينَ سَنَة مِنَ الحُكم البَريطَاني؟». كما ذكر بعض المُؤرِّخين الغربيين أنَّ عدد الهياكل الهندوسيَّة التي سمح أورنكزيب ببنائها كانت أكثر من تلك التي هدمها، وقالت المُؤرِّخة الأمريكيَّة أودري ترُشكي (بالإنگليزية: Audrey Truschke) أنَّ عدد الموظفين الهندوس والشيعة في الدواوين الحُكُوميَّة ازداد خلال عهد هذا السُلطان وفاق ما كان عليه خلال عُهُود أسلافه، وأنَّ الادعاء بتدميره آلاف المعابد مُبالغٌ فيه، والأصح أنَّه دمَّر العشرات. وبناءً على هذا فإنَّ اتهامه بالتسبُّب بتراجُع الدولة وسُقُوطها نتيجة سياساته باطل، كما يقول الدكتور جمال الدين الشيَّال، فإنَّه كان من قدره أن تهبَّ العاصفة السياسيَّة المُنذرة بانهيار الدولة بعد حين خلال عهده، وقد استطاع بنشاطه الجم وحيويَّته الدافقة ودفاعه القوي عن الإسلام أن يُؤجِّل انهيارها.
ينتقد الدكتور عبد المنعم النمر أورنكزيب بسبب إعادة فرضه الجزية على أهل الذمَّة مُعتبرًا أنَّ هذه الخُطوة خلقت له متاعب شتَّى كان في غنىً عنها لو ترك الأُمُور تجري كما هي مُنذُ عهد أكبر، ويُضيف أنَّ هذا النقد يُوجَّه له كسياسيٍّ حصرًا، كان عليه تغليب الحكمة السياسيَّة على بعض تعاليم دينه، ثُمَّ يعود فيقول: «ولكنَّ عالمكير لم يَكن قطعًا من هذا الطِرَاز، بل كان الإخلاصُ للدِّين مُستوليًا عليه، فَجَعَل الحُكم وسيلةً لِخدمَة الدين. ولم يَجعَل الدين مُسخَّرًا لأهواء الحُكم، وكفاه بذلك - في نظرِ كُلِّ مُنصفٍ - فخرًا وشَرَفًا».

### تديُّنه ورعايته العُلماء

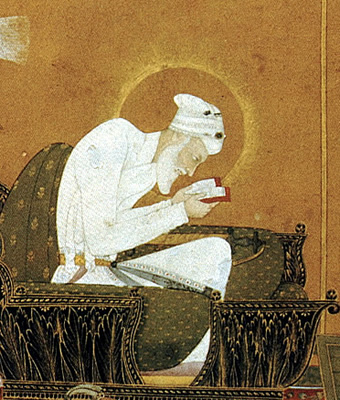
مُنمنمة تُصوِّرُ أورنكزيب وهو يقرأ القُرآن بعد أن تقدَّمت به السُنُون وقصُر بصره. صُوِّر أورنكزيب في جميع المُنمنمات حينما شاخ محنيًّا، في إشارةٍ إلى تواضعه وعُبوديَّته لله.

انفرد أورنكزيب، من حيث أخلاقه الكريمة وتمسُّكه بالمُثُل العُليا والقيم الإسلاميَّة، عن سلاطين المغول الآخرين الذين حكموا الديار الهنديَّة، ولا يكاد يُدانيه أحد منهم، فقد كان تقيًّا ورعًا وسط بيئةٍ مُترفةٍ مُنغمسةٍ في حياة اللهو، جاهد في نشر لواء الإسلام وإعلاء شأن أهل السُنَّة والجماعة، وقضى الكثير من وقته يحفظ القُرآن، وكان يصوم أغلب أيَّامه، وحرص حرصًا شديدًا للحفاظ على الصلاة في مواقيتها، بحيث لم يتردَّد في النُزُول عن حصانه أثناء المعارك والقتال دائر ليُؤدِّيها. وينظر المُسلمون في شبه القارَّة الهنديَّة إليه نظرتهم إلى أولياء الله الصالحين، الذي حارب عبادة الأصنام والبدع المُختلفة.
أحبَّ أورنكزيب العلم والعُلماء وشجَّع على التعليم، فبنى المدارس الكثيرة وأجرى الأرزاق على العُلماء والطُلَّاب ليتفرَّغوا للدراسة، وأنشأ المساجد العديدة ورتَّب الأرزاق للقائمين عليها، وأصلح الطُرُق، وبنى الرُبُط والحمَّامات والاستراحات لأبناء السبيل، وأنشأ دورًا للعجزة في مُعظم المُدُن، وبعث في نُفُوس المُسلمين في الهند الحميَّة الإسلاميَّة من خلال عنايته بالثقافة والآداب والتعاليم الإسلاميَّة، بالإضافة إلى سيرته الذاتيَّة القائمة على الزُهد والتصوُّف والتقوى. وكان يسود بين المُسلمين في الهند، مُنذُ نادى أكبر بدينه الإلٰهي، تهاونٌ شديدٌ في أُمُور العقيدة، إلى أن ظهر الإمام المُجدِّد أحمد السرهندي وسار بحركته الإصلاحيَّة، وكان من الواجب العمل على تنشيط المُسلمين وأن يُعاد إليهم الشُعُور بالمسؤوليَّة، ولم يكن هذا مُمكنًا بغير إعادة الاهتمام بالنُظُم الإسلاميَّة، فكان هذا من ضمن الأسباب التي دفعت أورنكزيب لإعادة فرض الجزية على أهل الذمَّة. ومن المعروف أنَّ أورنكزيب تأثَّر بأفكار الحركة المُجدِّديَّة وتشرَّبها، لا سيَّما وأنَّهُ تتلمذ على يديّ الخواجة مُحمَّد معصوم بن أحمد السرهندي، بل وصفه الدكتور عبد الحليم عويس بأنَّهُ «كَانَ أَفضل بِذرَة أَثمَرَتها جُهُود الشِّيخ السرهندي لِنشرِ الإسلام وَرَفعِ ألوِيَتِه». وقد أوصى الشيخ معصوم شاهجهان أن يجعل أورنكزيب وليًّا للعهد نظرًا لكفاءاته وشخصيَّته القويَّة، لكنَّ نُفُوذ داراشُكوه حال دون ذلك، فلمَّا بدأ صراع الإخوة على العرش، طلب أورنكزيب من شيخه أن يدعمه ببعض مُريديه، فوافق الشيخ وأمر ابنيه مُحمَّد الأشرف ومُحمَّد سعد الدين ليكونا مع أورنكزيب خلال هذه المعركة وأن يضمنا تأييد الحركة المُجدِّديَّة ومُساعدتها للقوى المُوالية للشاهزاده المذكور.

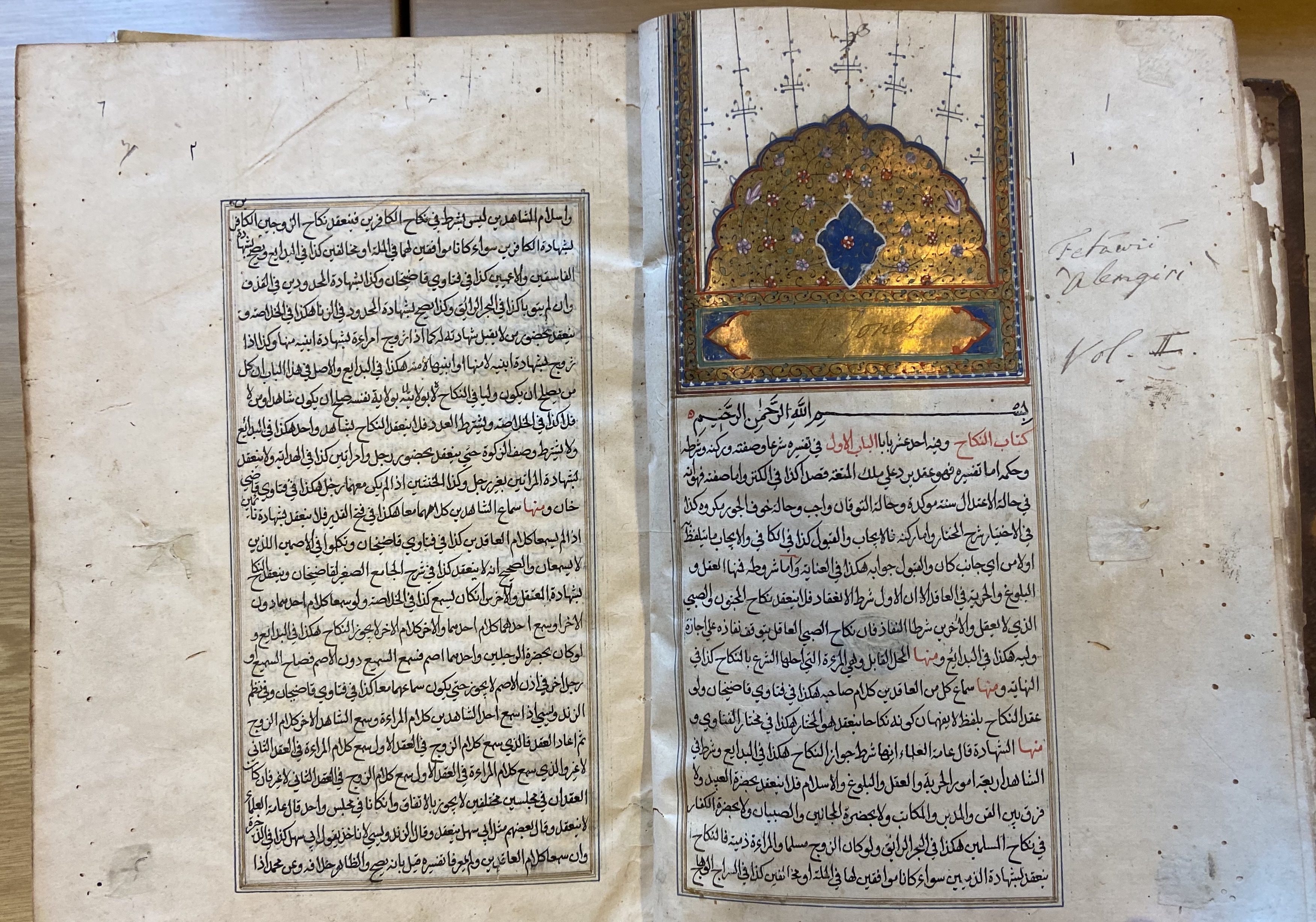
مخطوطة السير وليم جونز من الفتاوى العالمكيريَّة، محفوظة في المكتبة البريطانيَّة.

بلغ من ورع أورنكزيب وتجنُّبه للترف والمتع، إلى جانب تحريمه التَّام للخمر والميسر، أن أبعد الموسيقيين والمُطربين عن بلاطه برُغم براعته في العزف، وخيَّر الراقصات بين الزواج أو النفي في الأرض. ويُروى أنَّهُ رأى جنازةً يسيرُ بها جمعٌ من المُغنين والقينات ح[›] والراقصين، لاطمين على صدورهم شاقِّين جُيُوبهم، مُظهرين أشد الحُزن والعزاء على الميِّت، فسألهم من هذا المحمول على النعش، فقالوا إنَّها الموسيقى وآلاتها، نُشيِّعُها لندفنها، فقال لهم: «أَحسِنُوا دَفنَهَا حَتَّى لا تُبعَثَ مِنَ الأرضِ مرَّةً أُخرى». ودوَّن أورنكزيب الأحكام الشرعيَّة للعمل بموجبها، فجُمعت، بأمره وتحت إشرافه، الفتاوى المشهورة الخاصَّة بأئمَّة الفقه الحنفي، وهي المعروفة في أوساط العُلماء بـ«الفتاوى الهنديَّة» أو «العالمكيريَّة»، وهي من المصادر المُهمَّة للمُشتغلين بالإفتاء في ديار الإسلام، وقد أنفق عليها مائتي ألف روپيَّة، وأعدَّها نُخبة من كبار الفُقهاء الأحناف وعيَّنها للقُضاة يُفتون بها، وقد ابتُدئ بتدوين هذه الموسوعة أواخر سنة 1078هـ الموافقة لسنة 1667م، وطُبعت لأوَّل مرَّة في مصر سنة 1282هـ المُوافقة لسنة 1865م، وبحاشيتها كتابان من أهم المصادر التي اعتمدت عليها، وهي: «الفتاوى الخانيَّة» و«الفتاوى البزَّازيَّة». وقد لاقى هذا العمل استحسان العُلماء، فصار يُذكر لأورنكزيب بالخير. ووضع أورنكزيب بنفسه أيضًا كتابًا في الحديث وشرحه باللُغة الفارسيَّة، جمع فيه أربعين حديثًا وسمَّاه «كتاب الأربعين»، وكان ذلك قبل أن يتولَّى العرش، ثُمَّ وضع كتابًا آخر بعد جُلُوسه على تخت المُلك جمع فيه أربعين حديثًا أيضًا.

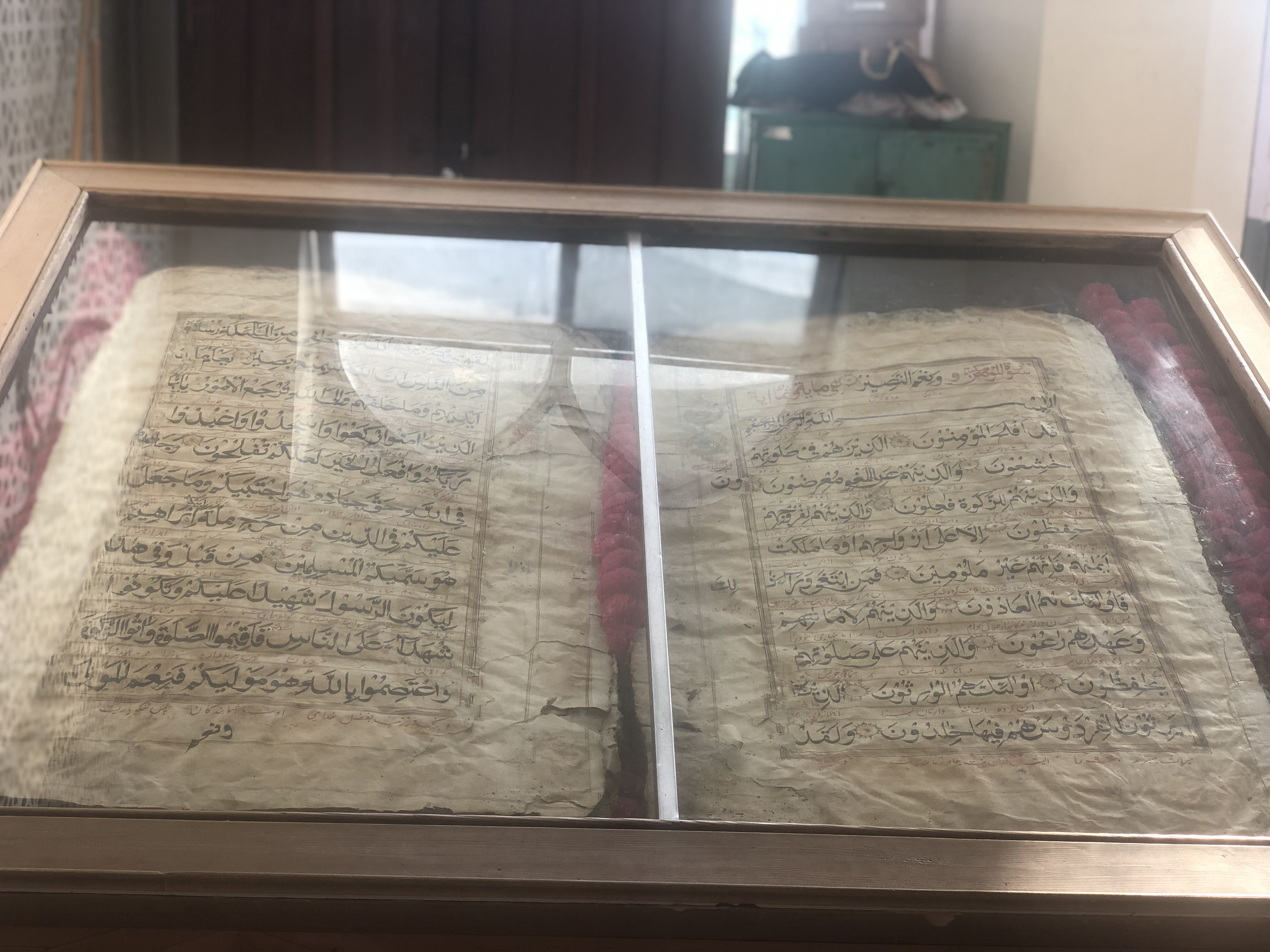
مُصحفٌ خطَّه أورنكزيب بيده.

عُرف أورنكزيب بحُسن خطِّه، ونسخ المُصحف بيده مرَّاتٍ عدَّة، بخطيَ الرقعة والنستعليق، وبعث بمُصحفين إلى الحرمين الشريفين، ليُحفظ أحدهما في المسجد الحرام والآخر في المسجد النبوي، وذلك رغبةً منه بالتعويض عن عجزه حج البيت الحرام خوفًا من اضطراب أُمُور الهند في غيبته، وممَّا فعله للتعويض عن هذا الأمر أيضًا أن يسَّر سُبُل الحُجَّاج من الديار الهنديَّة إلى الحجاز. وممَّا كتبه أيضًا في صباه ألفيَّة ابن مالك، وأرسلها إلى مكَّة لينتفع بها الناس.
ومن مآثره الأُخرى أنَّهُ كان يُصلِّي الفرائض في وقتها جماعةً مع عامَّة المُسلمين، ويؤم المُصلِّين في رمضان، ويعتكف العشر الأواخر. امُتدح أورنكزيب وأُثني عليه بسبب حُسن إسلامه وسعيه لرفع شأن الإسلام والمُسلمين في بلاده، وحرصه على إقامة العدل ورفع لواء الجهاد في سبيل الله، ومن أبرز الذين امتدحوه الشيخ الفقيه علي الطنطاوي الذي وصفه بأنَّهُ «بقيَّة الخُلفاء الراشدين»، فقال: «هَذا هو المَلكُ الذي قُلتُ بأنَّهُ كَانَ بَقيَّة الخُلَفاء الرَّاشِدين... وَمَا رَأى النَّاسُ بعده وَقلَّمَا رأوا قَبلَه مثله. رَحمَة الله على رُوحه الطَّاهرة».

### زهده وتواضعه
جاء أورنكزيب إلى الحُكم والناس ينظرون إلى سُلطان البلاد على أنَّهُ فوق الطبيعة البشريَّة، وأنَّه ظل الله على الأرض، وكان السلاطين يُغذُّون هذه الفكرة ويفرضونها على الشعب. وكان على الناس في كُلِّ صباحٍ أن يتوجَّهوا إلى القصر لمُشاهدة طلعة السُلطان قبل الفطور ويعدُّونها نوعًا من العبادة، ويسجدون للسُلطان وإلَّا عُدُّوا خارجين عليه، حتَّى أنَّ جهانكير سجن الإمام المُجدِّد أحمد السرهندي لأنَّهُ رفض أن يسجد للسُلطان. وعندما جاء شاهجهان منع هذه العادة، ولكن بقيت بعض التقاليد الأُخرى المُنافية لتعاليم الإسلام والتي من شأنها إذلال الناس، فألغاها أورنكزيب، منها أنَّه أمر الناس بأن يُحيُّوه فقط بتحيَّة الإسلام، أي السمعلة (السلام عليكم)، وقضى على الهالة التي كانت تُحيطُ بالسُلطان، وخصَّص ريع الأراضي الخاصَّة بالسلاطين لبيت المال، وكان السلاطين قبله يستغلُّونها في نفقتهم الخاصَّة.

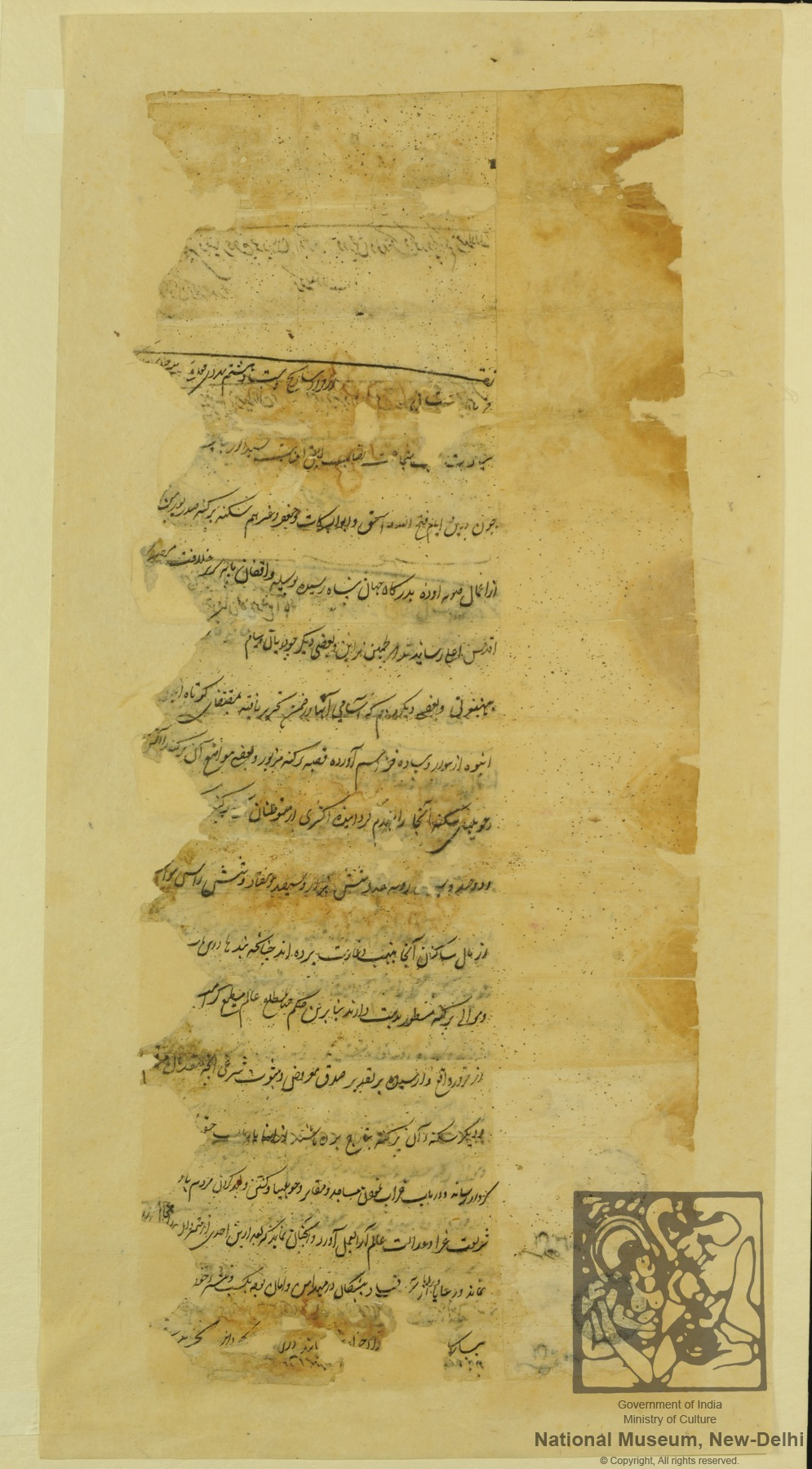
فرمانٌ من أورنكزيب بعث به إلى أحد نُوَّابه المدعو «السيِّد أنور»، يأمره بأن يُلاحق ويقتص من بعض المُجرمين الذين نهبوا قُرىً عديدة، وأن يُعيد المسروقات إلى أصحابها الذين قدموا واشتكوا إليه مُباشرةً.

هجر أورنكزيب ملاذ الحياة، فكان يلبس ثيابًا بسيطة، وقضى على الأُبَّهة والفخامة التي كانت تُحيط بالسُلطان في قصره، حتَّى المحبرة الفضيَّة تركها واستعمل المحبرة الخزفيَّة، وجعل طعامه في رمضان من خُبز الذُرة، ولم يكن ينام إلَّا على الأرض، ولم يسمح لأحدٍ أن يغتاب آخر في حضرته، واعتمد في معيشته على ما كان يكسبه من صُنع الطواقي وبيعها، ومن نسخ المصاحف. اعترف المُؤرِّخون الأوروپيُّون بفضيلة أورنكزيب هذه رُغم اتهامهم أيَّاه بالتعصُّب وسفك دماء الأبرياء كما أُسلف، وممَّا قيل في ذلك: «... وَكَانَ مع قَسوَته هذه وَسَفكِهِ للدِماء بَعيدًا عن الضِّعف البَشَري، فاطِمًا للشَهَوات، يَصُومُ ويَتَقشَّف ويَعيشُ مَعيشةَ الزُّهَّاد وَيُراقب آخِرَته».

### عدله ورحمته
كان أورنكزيب رحيمًا رؤوفًا برعيَّته، ساهرًا على رعاية مصالح الناس، فتجنَّب القسوة والقتل في أحكامه إلَّا مُحاكمة المُجرمين الخارجين عن الطاعة وقُطَّاع الطُرُق، هذا فضلًا عمَّا اشتُهر به من التجمُّل بالصبر وهُدوء النفس في المحن والتواضع، وقد هدَّد نائبه بالبنغال حين بلغه أنَّهُ يتعالى على الناس في مجلسه واتَّخذ له ما يُشبه العرش ليتربَّع عليه. أشرف أورنكزيب بنفسه على سياسة الرعيَّة والحُكم، وقضى مُعظم وقته في ذلك، وكان يسهر في دأبٍ مُتواصل على مصالح رعيَّته، من ذلك جُلُوسه للناس ثلاث مرَّاتٍ في اليوم دون حاجبٍ كي يستطيع كُل شخص أن يصل إليه ويعرض عليه شكواه. وبلغ من حرصه على تحقيق العدل أنَّهُ أمر القُضاة في كافَّة أنحاء البلاد بالجُلُوس خمسة أيَّامٍ في الأُسبُوع، بدلًا من يومين، على الرسم السابق، للنظر في قضايا الناس وحلِّها. غير أنَّ غيابه الطويل بالجنوب وهو يُدير دفَّة المعارك هُناك، قد أدَّى إلى تسرُّب الفساد إلى جهاز الحُكم وسُلُوك أغلب العُمَّال طريق العُنف مع الأهالي.
طعن مُؤرِّخون أوروپيُّون في عدل أورنكزيب قائلين أنَّه «بَدأ يَخبِط الأهَالي بِعَصَا عَسفه ويفحش في الجِبَيَات والمُكُوس». وُردَّ على هذا بأنَّ أورنكزيب ألغى ثماني ضرائب كانت مفروضةً على الناس رحمةً بهم، نتيجة الجدب الذي حلَّ بالبلاد بسبب ضعف الرياح الموسميَّة، ما أدَّى إلى مجاعةٍ خلال عهد والده شاهجهان، على أنَّ حُكَّام الأقاليم كثيرًا ما استمرُّوا بتحصيلها لأنفُسهم ليُجابهوا بها نفقاتهم الكثيرة، إلَّا أنَّ أورنكزيب ما فتئ يُصدر تعليماته إلى نُوَّابه وعُمَّاله لتخفيف الأعباء عن الآهلين. وقال المُؤرِّخ العلَّامة شبلي النُعماني في كتابه عن أورنكزيب ما تعريبه: «كَانَ في سابق عَهده يُؤخَذ كثيرٌ من المَحَاصيل التي لا أَصلَ لَها في الدِّينِ فَأبطَلَها، وَجَعَل أسَاسَ التَحصيل مُتَماشيًا مَع تَعليم الشَرِيعَة، وَلَم تخسَر الدَولَة بِذَلك شيئًا». وقال العلَّامة عبد الحي الحسني: «وَمِن مَآثره أنَّهُ كَانَ سَخيًّا جَوَّادًا كًريمًا يَبذُلُ عَلَى الفُقَراءِ وَأَهلِ الحَاجَةِ العَطَايَا الجَمِيلَة ويُسَامِحَهم في الغَرَامات، ومن ذَلك أنَّهُ أَبطَلَ ثَمَانينَ نوعًا من المُكُوس في سَنَة تسع وستين وألف وكَانَت تُحصَّل لهُ من تلك الأبوَاب ثَلاثُون لَكَّا (ثلاثة ملايين) في كُلِّ سنة».

## العلاقات الخارجيَّة في عهده

### مع الپُرتُغاليين

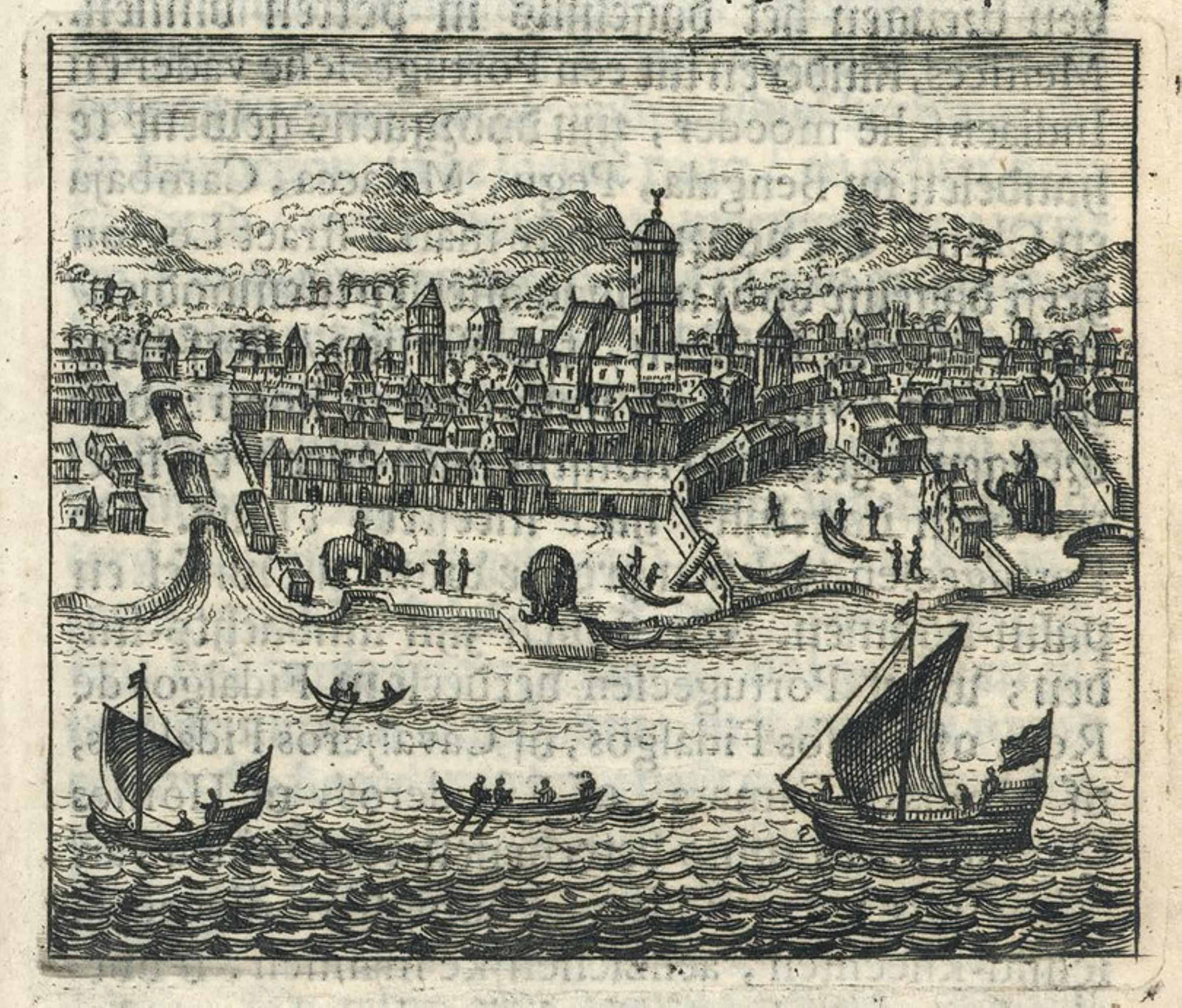
مُستعمرة گووه الپُرتُغاليَّة خلال عهد أورنكزيب.

حاول أورنكزيب أن يُقيم علاقاتٍ طبيعيَّة مع القوى الأوروپيَّة في الهند، وعلى رأسها المُستعمرات الپُرتُغاليَّة، وقد بنى هذه السياسة السلميَّة على إمكان أن تُشكِّل هذه القُوَّة البحريَّة خطرًا على الحُجَّاج المُسلمين، فأراد أن يتجنَّب هذا الخطر، بالإضافة إلى تغذية الخزينة المغوليَّة بالعائدات الجُمركيَّة. شكَّل الپُرتُغاليُّون مصدر قلقٍ للدولة المغوليَّة مُنذُ عهد شاهجهان، فقد أغار قراصنتهم على الموانئ الإسلاميَّة بهدف السلب والنهب، فحاربهم أورنكزيب في شُطُّغْرام وحجَّمهم كما أُسلف.
انتهج حُكَّام المُستعمرات الپُرتُغاليَّة سياسة الحياد في الصراع بين المغول والمراثيين حرصًا على مصالحهم التجاريَّة. ففي سنة 1078هـ المُوافقة لسنة 1667م، عقد هؤلاء اتفاقيَّة مع أورنكزيب تعهَّدوا فيها بعدم إيواء وحماية أي ثائر ضدَّ الدولة المغوليَّة، وعدُّوا مثل هذا العمل الثوري بمثابة ثورة ضدَّ ملك الپُرتُغال، وكذلك فعلوا مع المراثيين ولكن دون علم أورنكزيب. وعندما غزا سمبهاجي بن سيواجي، بالتعاون مع الشاهزاده الثائر أكبر، ميناء گووه في سنة 1095هـ المُوافقة لما بين سنتيّ 1683 و1684م، وقف الپُرتُغاليُّون إلى جانب السلطنة المغوليَّة للقضاء على هذه الثورة، غير أنَّهم سُرعان ما استدركوا سياستهم الحياديَّة فتفاهموا مع المراثيين. وفي سنة 1104هـ المُوافقة لسنة 1693م، وبفعل الصداقة المُتناهية بين الپُرتُغاليين والمراثيين والتي رأى فيها أورنكزيب خطرًا على دولته، أرسل حملةً عسكريَّةً إلى مدينتيّ «وسائي» و«دمن»، بقيادة «مُعتبر خان» أمير مدينة «كليان»، فانتصر على المراثيين وأعاد سُلطة المغول على گووه، وبذلك نجح السُلطان في تجنُّب خطر الپُرتُغاليين.

### مع الإنگليز

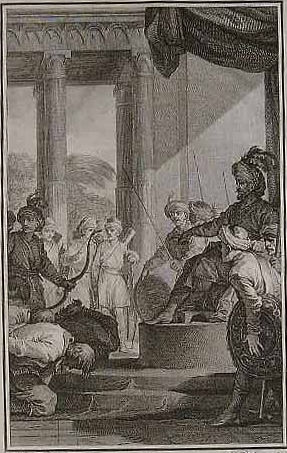
المُعتمد الإنگليزي «أيُّوب شَرنُك» يطلب العفو من السُلطان أورنكزيب.

استمرَّ الإنگليز في عهد أورنكزيب في الحُصُول على الامتيازات التجاريَّة كما كان الحال خلال عهديّ جهانكير وشاهجهان، فسمح لهم هذا السُلطان بالتجارة الحُرَّة في أراضي دولته مُقابل دفع ثلاثة ونصف بالمائة رسمًا تجاريًّا. وتوثَّقت العلاقات بين الطرفين حين وقف الإنگليز في وجه سيواجي عندما أقدم على مُهاجمة سورت، وقابل أورنكزيب موقفهم هذا بأن خفَّض الرُسُوم المفروضة على وارداتهم.
توسَّع الإنگليز في أعمالهم التجاريَّة عندما امتدَّ نُفُوذهم التجاري إلى بُمباي على الساحل الغربي، وهُنا عمد شايسته خان صوبدار البنغال على فرض رُسُومٍ جديدة عليهم سنة 1096هـ المُوافقة لسنة 1685م، فعارضوا هذا الإجراء وعمدوا إلى مُناهضة الدولة، وعندما استعمل السُلطان القُوَّة لردعهم اندلعت الحرب، فخرج الإنگليز من سورت وهاجموا مدينة بُمباي واستولوا على السُفُن المغوليَّة الراسية فيها. وطلبت شركة الهند الشرقيَّة من الملك الإنگليزي جيمس الثاني أن يُرسل أُسطولًا بحريًّا للاستيلاء على شُطُّغْرام، ولكنَّ هذه المُحاولة فشلت، وهُزمت القُوَّات الإنگليزيَّة أمام القُوَّات المغوليَّة، واضطُرَّ قائدها المُتهوِّر السير «يوشيا چَیلد» (بالإنگليزية: Josiah Child)، تحت ضغط القتال، أن ينسحب من البنغال في سنة 1100هـ المُوافقة لسنة 1689م، وانتزع أورنكزيب من الإنگليز مخازنهم كُلَّها في سورت وهُگلي وسوليبانام، وحرمهم من النشاط التجاري في أراضي دولته، على أنَّ ما كانت تجنيه الدولة منهم من رُسُومٍ كثيرة أغرت السُلطان بالعفو عنهم في السنة التالية، وسمح لمُعتمدهم «أيُّوب شَرنُك» (بالإنگليزية: Job Charnock) أن يُقيم في قرية كُلكتَّة بأدنى نهر هُگلي، وسُرعان ما تطوَّرت هذه القرية ونمت في تدرُّجٍ سريع حتَّى أضحت عاصمة الرَّاج البريطاني قبل أن ينتقل نائب الملك إلى دلهي الجديدة.
والواقع أنَّ هذا التساهل مع الإنگليز من جانب السلطنة المغوليَّة، كان نصرًا لهم، لأنَّ صوبدار البنغال الجديد، إبراهيم بن علي مردان خان، كان صديقهم، ومنحهم امتيازات تجاريَّة واسعة راحوا يستغلُّونها عند الساحلين الشرقي والغربي ودأبوا، قُرابة نصف قرنٍ على التظاهر بعدم التدخُّل في شؤون البلاد، ولم يَدر في خُلد أورنكزيب مُطلقًا أنَّهُ بتساهُله مع هؤلاء إنَّما يُمهِّد الطريق لأولئك الذين لم يتورَّعوا عن سُلُوك أحطّ السُبُل حتَّى تمَّ لهم استعمار شبه القارَّة الهنديَّة كُلَّها.

### مع الفرنسيين والروس
تعامل أورنكزيب مع الفرنسيين بتسامُحٍ كما كان الحال مع الإنگليز في بادئ أمرهم، فسمح لشركة الهند الشرقيَّة الفرنسيَّة أن تؤسس مراكز تجاريَّةٍ لها في سورت سنة 1668م. وفي سنة 1688م أصدر فرمانًا أجاز لهم تأسيس أولى مُستعمراتهم التجاريَّة في البنغال بمدينة «چندنگر»، فتولَّاها رجلٌ يُدعى «فرنسوا مَرتن» (بالفرنسية: François Martin)، وأدارها صهره «أندره دِسلُنديه» (بالفرنسية: André Deslandes) بفرمانٍ صادرٍ عن السُلطان أيضًا.
أمَّا الروس فقد بدأت العلاقة بينهم وبين الدولة المغوليَّة سنة 1696م، حينما أرسل القيصر الروسي بطرس الأكبر سفارةً إلى الهند بزعامة «شمعون ملينكي»، طالبًا إذن أورنكزيب أن يسمح لهم بمُمارسة التجارة في بلاده، فسمح لهم، فأقاموا في الديار الهنديَّة ست سنوات زاروا خلالها مُدنًا عديدة مثل سورت وبُرهانفور وآغرة ودلهي وغيرها، ثُمَّ عادوا إلى مسكوب ببضاعةٍ مُتنوِّعة.

### مع العُثمانيين والصفويين

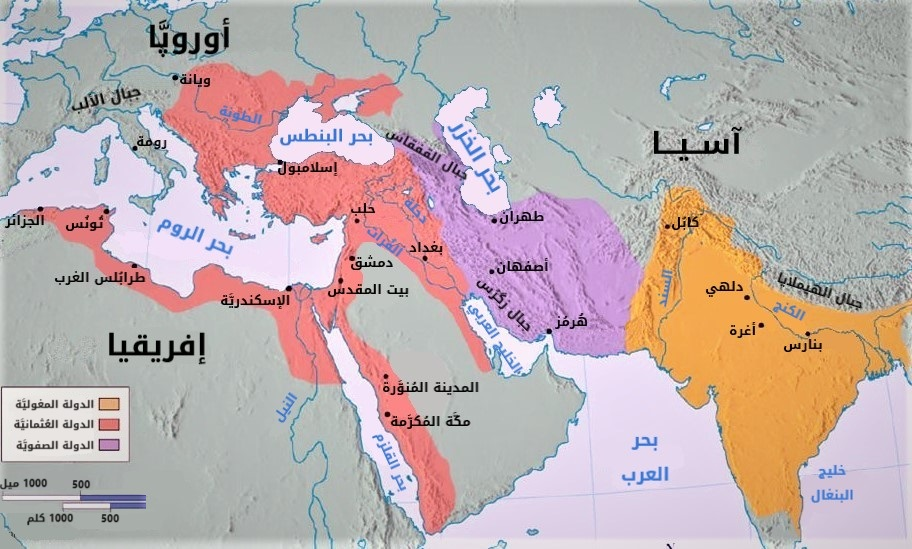
خريطة تُصوِّر تجاور ممالك البارود: العُثمانيَّة والصفويَّة والمغوليَّة، خلال عهد أورنكزيب.

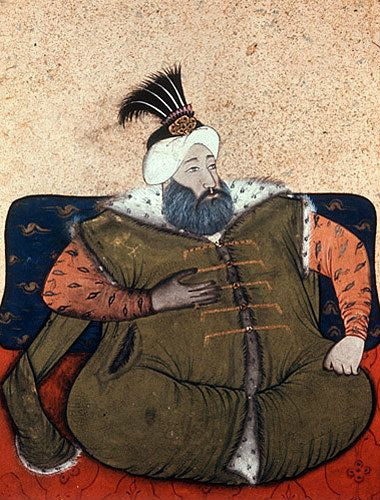
السُلطان العُثماني سُليمان الثاني الذي حاول فتح أبواب التعاون بين الدولتين العُثمانيَّة والمغوليَّة.

لم يعترف أورنكزيب بصحَّة الخلافة العُثمانيَّة، وسمح لاثنين من وُلاة البصرة العُصاة على الدولة أن يلجآ لبلاده، ورتَّب إقامتهما وأُسرتيهما في الديار الهنديَّة، واستعان بهما في إدارة شؤون البلاد والعباد. كما تجنَّب مُبادرة السُلطان سُليمان الثاني وسعيه التودُّد لمغول الهند في سبيل مُكافحة العدو المُشترك للمُسلمين، أي القوى الاستعماريَّة الأوروپيَّة التي اتَّخذت موطئ قدمٍ لها في الهند كما أُسلف، وقد حاول السُلطان سُليمان عبثًا إقناع أورنكزيب بإعلان الجهاد ضدَّ الأوروپيين، فلم يُفلح. ولكن رُغم هذه العلاقة الباردة بين السُلطانين العُثماني والمغولي، فإنَّ أورنكزيب حافظ على صلاتٍ طيِّبةٍ مع شريف مكَّة، فأرسل سنة 1659م هدايا وأموال إلى الشريف زيد بن مُحسن لتُصرف على الحرمين الشريفين وفُقراء الحجاز، فردَّ عليه الشريف بأن أرسل له بعض الآثار النبويَّة ليتبرَّك بها، فسُرَّ سُرورًا كبيرًا.
ساءت علاقة المغول والصفويين خلال عهد أورنكزيب نتيجة التوجَّهات المذهبيَّة للأخير وسعيه لإعلاء شأن أهل السُنَّة والجماعة في الهند من جهة، ومن جهةٍ أُخرى نتيجة المُمارسات الصفويَّة ومُحاولتهم التحرُّش بالمغول. فقد هاجم الصفويُّون الجيش المغولي المُتمركز على مقرُبةٍ من قندهار سنة 1666م، فاستعدَّ أورنكزيب ليرد الضربة، لولا أن توفي الشاه عبَّاس بن صفيّ، فكفَّ الصفويُّون عن التحرُّش بالمغول حتَّى حين. ولمَّا عصى الشاهزاده مُحمَّد أكبر والده أورنكزيب، آواه الشاه سُليمان بن عبَّاس في بلاطه ودعمه في مُغامراته العسكريَّة ضدَّ أبيه، فكان هذا سببًا إضافيًّا دفع السُلطان المغولي لمُقاطعة إيران الصفويَّة والتوجُّس منها.

### مع الممالك الإسلاميَّة الصغيرة المُجاورة
أقام أورنكزيب علاقاتٍ تجاريَّةٍ وديَّة مع سلطنة آتشيه السومطريَّة، فتبادل الرسائل والهدايا مع سُلطانها إسكندر مودا بدايةً من سنة 1641م، وأرسلت له ابنة السُلطان المذكور «صفيَّة الدين»، ثمانية أفيالٍ ليضُمَّها إلى فيلته. وكان من أسباب هذه المودَّة أنَّ بعض رعايا الدولة المغوليَّة من التُجَّار المُسلمين المپِّليين الملباريين المُقيمين في سومطرة شملهم السُلطان إسكندر بعطفه ورعايته وحمايته، فذكروه بالخير أمام أعيان الدولة المغوليَّة. ولمَّا حاولت شركة الهند الشرقيَّة الهولنديَّة أن تضرب تجارة سلطنة آتشيه كي تُهيمن على الحركة التجاريَّة في جنوب شرق آسيا، سارع أورنكزيب بتهديد الهولنديين بأنَّه سيضرب مُستعمرتهم في الگُجرات ويُخرجهم من البلاد إن أقدموا على هذا، فإنَّ الإضرار بتجارة آتشيه هو إضرارٌ بتجارة الهند، ومن المعروف أنَّ الهولنديين كانوا يرغبون بضرب تجارة المُسلمين البحريَّة عمومًا لإنعاش تجارتهم، لكنَّ الرد الحاسم لأورنكزيب كان كافيًا ليجعلهم يعدلون عن هذا، فاستمرَّت سُفن سلطنات آتشيه وفيرق وقدح تمخر غمار البحر وتتجر مع المغول تحت حمايتهم.
أبرم أورنكزيب حلفًا مع الأمير البُخاري «سُبحانقُلي خان الجاندي» بدايةً من سنة 1684م، وكان سببه وفق المُؤرِّخ يُوسُف المُنشئ هو التصدِّي للصفويين والحيلولة دون تمدُّد النُفُوذ الشيعي، لكنَّ مُؤرِّخين مُعاصرين يعتقدون أنَّ دافع ذلك كان قيام خانيَّة جُنغار البوذيَّة في آسيا الوسطى، التي هدَّد توسُّعها خانيَّة بُخارى المُتاخمة، والدولة المغوليَّة، بعد أن سيطرت على لداخ وأشرفت على كشمير. سعى سُلطان محلديب إبراهيم إسكندر بن مُحمَّد إمام الدين لإبرام حلفٍ مع أورنكزيب خلال ستينيَّات القرن السابع عشر الميلاديّ، فاتصل بفوجدار «بالاسور» طالبًا منه أن يسأل السُلطان أن يمدُّه ببعض السُفن تحسبًا لأي توسُّعٍ لتجارة الهولنديين أو الإنگليز ممَّا قد يضر بتجارة بلاده، لكنَّ أورنكزيب لم يعر هذا الطلب اهتمامًا لانشغال أُسطوله بقتال الپُرتُغاليين حينذاك.

## الدولة في عهده

### الدواوين

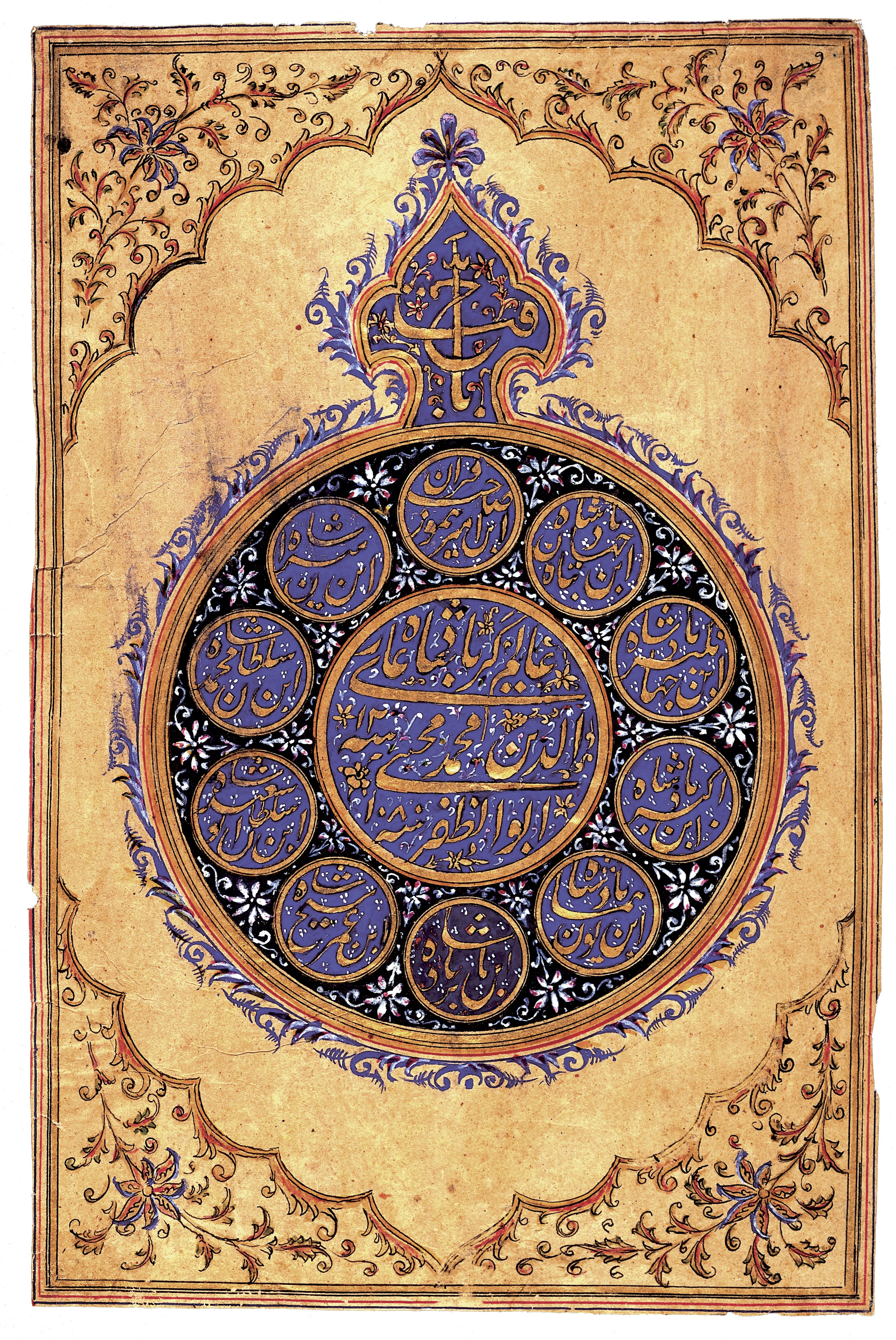
ختم أورنكزيب.

استعان أورنكزيب بالهندوس لإدارة دواوين البلاد أكثر من أيِّ سُلطانٍ آخر من سلاطين مغول الهند، رُغم ما اتُهم به وأُشيع عنه من اضطهادهم وقمعهم وتفضيل المُسلمين عليهم. فقد ارتفع عدد المُوظفين الإداريين الهندوس ما بين سنتيّ 1679 و1707م ليزيد عن نصف ما كان عليه خلال العُهُود السابقة، فصاروا يُمثلون ما نسبته 31.6% من أشراف وأعيان الدولة المغوليَّة، وكان أغلبهم من الراجپوت والمراثيين. وقد دعا أورنكزيب أصحاب المناصب الأسمى بينهم إلى اعتناق الإسلام وشجَّعهم على ذلك.

### الاقتصاد
بلغت نسبة مُشاركة الدولة المغوليَّة من الناتج المحلِّي الإجمالي العالمي خلال عهد أورنكزيب ما قرُبت نسبته من 25%، مُتخطيةً بذلك ناتج إمبراطوريَّة چينغ الصينيَّة، فصارت صاحبة الاقتصاد الأكبر في العالم، وأهم دولة صناعيَّة من حيث الصناعات الأوليَّة، مُتفوِّقةً على دُول أوروپَّا الغربيَّة كاملةً.

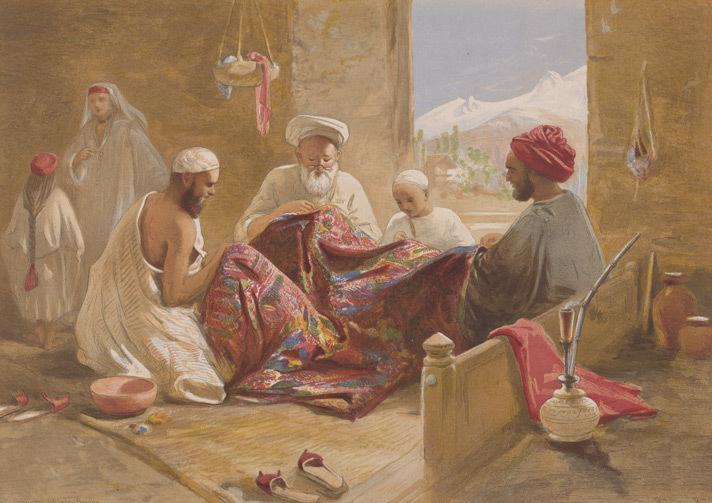
صُنَّاع أقمشة في الهند المغوليَّة. الرسم يُصوِّرُ هذه الحرفة سنة 1867م وليست من عهد أورنكزيب.

هيمنت صناعة الأقمشة على غيرها من الصناعات المغوليَّة خلال عهد هذا السُلطان، وكان من الذين لاحظوا ذلك وكتبوا عنه الطبيب الفرنسي لأورنكزيب المدعو «فرنسوا بيرنييه» (بالفرنسية: François Bernier)، فقال أنَّ «الكَرَخَانات» أي الورش، كانت كثيرةً يعمل بها مئات المُطرِّزين والخيَّاطين ويُشرف عليهم شيخ الكار. ذكر بيرنييه أيضًا أنَّ الحرفيين كانوا يُنتجون أفخر وأنعم الأنسجة الحريريَّة والديباجيَّة والموصليَّة، فتُصنع منها العمائم وأرديةً تُنقش عليها زُهُورٌ ذهبيَّة وغلائل نسائيَّة دقيقة لدرجة أنها تُبلى في ليلةٍ واحدة، إلَّا إذا طُرِّزت تطريزًا جيِّدًا.

### العُلُوم والفُنُون
أحبَّ أورنكزيب العلم والعُلماء وشجَّع على التعليم، فبنى المدارس الكثيرة وأصلح الخرب منها، وأجرى الأرزاق على العُلماء والطُلَّاب ليتفرَّغوا للدراسة، وعيَّن لها الأئمَّة والوُعَّاظ والمُدرِّسين، وحضَّ الناس على ارتياد حلقات العلم فيها. ولم يكتفِ أورنكزيب بإنشاء المدارس في المُدن والقصبات وحدها، بل بناها في القُرى أيضًا، فـ«استنارت الولايات والمُحافظات والمُدن حتَّى القصبات والقُرى بنور العلم بمساعيه الجميلة المشكورة».

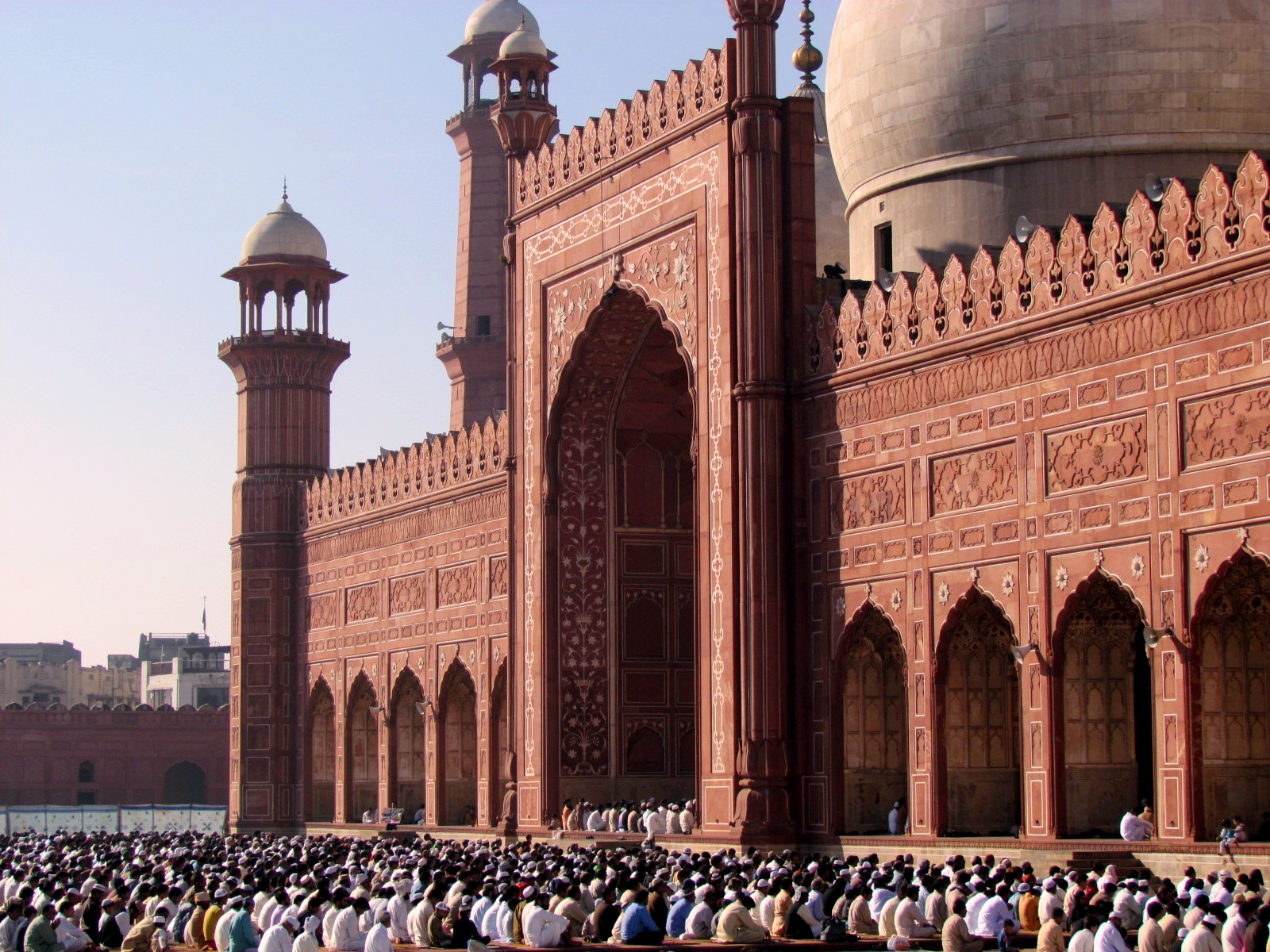
جانب من مسجد بادشاهي خلال صلاة عيد الأضحى سنة 2011م.

كلَّف أورنكزيب أحد كبار عُلماء الهند في زمانه، وهو المُلَّا الفقيه نظام الدين السهالوي، بإصلاح نظام التعليم الإسلامي المُنتشر في البلاد مُنذُ عُهُود أسلافه من السلاطين، ومنحه قصر «فرنكي محل» في لكهنؤ ليُقيم بها مدرسته، فقام بالمُهمَّة خير قيام ووضع منهجه الشهير الذي انتشر في جميع أنحاء الهندُستان وتلقَّاه الناس بالقبول، فسُمِّي «درس نظامي» نسبةً لهذا العالم. قال العلَّامة عبد الحي الحسني أنَّ السهالوي «أَودَعَ في نِظَامه هذا إمعَان النَّظر وَقُوَّة المُطالعة، ولِذَلك يَحصل للطَّالِب بعد مُدارَسَتهم لِذَلِكَ قُوَّة المُطالَعَة ودِقَّة النَّظر والاستعداد لتحصيل الكَمَالات العلميَّة وإن كَانوا لا يكملون بِالفِعل».
كان التخطيط بالعربيَّة أحبّ الفُنُون إلى أورنكزيب، فأولاه مُعظم اهتمامه، وفضَّله على العمارة التي كان أقل اهتمامًا بها من والده شاهجهان. اهتمَّ أورنكزيب ببناء المساجد خُصُوصًا، فشيَّدها في طول البلاد وعرضها، حتَّى وصفت المُؤرِّخة الأمريكيَّة كاترين أشر (بالإنگليزية: Catherine Asher) عهد أورنكزيب بأنَّهُ «عهد أسلمة العمارة المغوليَّة». ومن أبرز المساجد التي بناها هذا السُلطان: مسجد موتي بالقلعة الحمراء، ومسجد بادشاهي في لاهور، الذي صار من أكبر مساجد شبه القارَّة الهنديَّة. ومن الأبنية الأُخرى الشهيرة التي شادها أو وافق على تشييدها: مقبرة بيبي كا المُستوحى تصميمها من تاج محل، وأسوار مدينة أورنك آباد، والعديد من الجُسُور والخانات والحدائق.

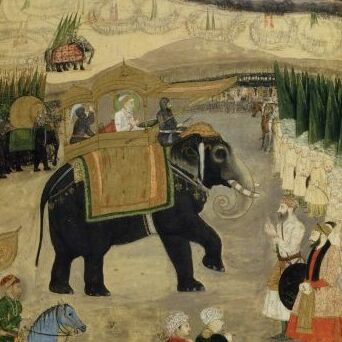
أورنكزيب أمام جيشه.

### الجيش وعتاده
تطوَّرت صناعة المدافع المغوليَّة تطوُّرًا ملحوظًا خلال القرن السابع عشر الميلادي عُمومًا، وفي عهد أورنكزيب خُصوصًا، وكان من أبرز المدافع التي ابتُكرت وصُبَّت في ذلك الوقت نوعٌ جديد عُرف بـ«ظفربخش»، وقد تطلَّبت صناعة هذا النوع الجديد من المدافع عُمَّالٌ على درجةٍ عاليةٍ من المهارة والدراية بتقنيَّات لحام الحديد المُطاوع وصب البرونز، ومعرفة مُتعمِّقة بصفات كلا المعدنين.
كتب الطبيب الفرنسي فرنسوا بيرنييه يصف تطوُّر المدافع خلال عهد أورنكزيب، فقال أنَّ المدفع الواحد صغُر حجمه وازدادت فعاليَّته، بحيثُ صار بالإمكان جرَّه بواسطة حصانين، عكس المدافع القديمة الضخمة التي كانت ما تزال مُستخدمة في الهند خارج حُدُود الدولة المغوليَّة، والتي تحتاج ثيرانًا لجرِّها.
اعتنى أورنكزيب بسلاحيّ الخيَّالة والفيَّالة عنايةً كبيرة، وعمل على تنميتهما وصقل مهارات جُندها، وممَّا سُجِّل عن ذلك أنَّهُ وافق نائب الفوجدار في قُرُمَندِل داود خان پنِّي بشراء عشرات الفيلة من سرنديب لاستخدامها في المعارك بجنوب الهند، فابتاع ما بين ثلاثين إلى خمسين فيلًا بعشرة آلاف وخمسمائة دينارًا ذهبيًّا. ويُروى أيضًا أنَّ أورنكزيب كان يتفقَّد خيَّالته يوميًّا ويصقل مهاراته مع رجاله، فيأمر بإحضار ذبائح من الغنم تُعلَّق وراء بعضها، ثُمَّ ينقص عليها على ظهر خيله فيقطها بضربةٍ واحدةٍ من قطلسه.

## زوجاته وأولاده

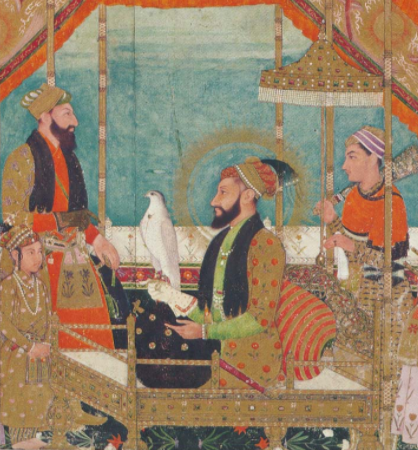
أورنكزيب جالسٌ على عرشه وبجانبه ولده مُحمَّد أعظمشاه.

تزوَّج أورنكزيب أربع نساءٍ خِلال حياته وأنجب منهُنَّ عدَّة أبناء وبنات، أمَّا زوجاته وأولاده، فهم:
- دلرس بانو بيگم: أولى زوجات أورنكزيب.[la 16] تزوَّجها سنة 1637م. أُصُولها إيرانيَّة صفويَّة، فهي ابنة الأمير بديع الزمان الصفوي المُنحدر من الشاه إسماعيل مُؤسس هذه السُلالة.[la 99] أنجبت لزوجها ثلاث بنات وابنان: زيب النساء بیگم، وزينة النساء بیگم، وزبدة النساء بیگم، ومُحمَّد أعظمشاه، ومُحمَّد أكبر. تُوفيت سنة 1657م بُعيد إنجابها ولدها أكبر،[la 100] فشاد لها زوجها السُلطان المقبرة الشهيرة التي عُرفت بـ«مقبرة بيبي كا»، ولقَّبها «رابعة العصر».[la 101]
- رحمة النساء بیگم: ثاني زوجات أورنكزيب، تزوَّجها سنة 1638م ولقَّبها «نواب بائي» أي «العظيمة».[la 102] اختُلف بشأن نسبها، فقيل أنها ابنة الراجا تاج الدين خان صاحب رجوري الواقعة في كشمير، وقيل أنَّها ابنة أحد العُلماء المُسلمين المُنحدر من الإمام عبد القادر الجيلاني.[la 103][la 104] أنجبت لزوجها ابنان وابنة واحدة: مُحمَّد سُلطان، ومُحمَّد مُعظَّم وبدر النساء بیگم.
- أورنك آبادي محل: يُعتقد أنَّها كانت إحدى جاريات أورنكزيب، وأنَّها دخلت دار حريمه في مدينة أورنك آباد، فنُسبت إليها. يُقال أنَّ أُصُولها كرجيَّة أو شركسيَّة.[la 22] أنجبت لزوجها ابنة هي مهر النساء بيگم.
- أُودَيپُورِي محل: أصغر زوجات أورنكزيب ورفيقته في أيَّامه الأخيرة. كانت من جارياته ويُعتقد أنَّها تعود بجذورها لمدينة أوديپور، وقيل أنَّها كشميريَّة أو كرجيَّة أو شركسيَّة أو أرمنيَّة.[la 105] أنجبت لزوجها ابنًا هو مُحمَّد کامبخش.

## حواشٍ
- ^ أ: حدَّد الدكتور عبد المنعم النمر تاريخ ميلاد أورنكزيب وفق التقويم الهجري تحديدًا تامًّا، ولم يُحدد مُقابله الميلاديّ كاملًا، وإنَّما اكتفى بذكر السنة، وهي 1619م، وإنَّما حُدِّد التاريخ المذكور كاملًا باستخدام مُحوِّل التاريخ في موقع «نداء الإيمان». بالمُقابل، حدَّد الكاتب أحمد أبو زيد التاريخ المقصود على أنَّهُ 24 تشرين الأوَّل (أكتوبر) 1619م.[4]

- ^ ب: «الصوبدار» هو لقب حاكم «الصوبة» في دولة مغول الهند. والصوبة يُقابلها الإقليم والولاية والمُقاطعة والمُحافظة، فهو حاكم الولاية، أي يُقابل منصب الوالي في باقي الدُول الإسلاميَّة.[105][106]

- ^ ت: بالغ شاهجهان في تجهيز الحملة الثالثة لاسترداد قندهار، فقد تألَّفت من سبعين ألف فارس وخمسة آلاف راجل وفرقة مدفعيَّة مُكوَّنة من عشرة آلاف جندي وستَّة آلاف حفَّار لِحفر الخنادق وخمسِمائة جُندي لِقطع الحجارة، وزوَّدها بِكثيرٍ من الأسلحة والذخائر. حاصرت هذه القُوَّة العسكريَّة الضخمة المدينة، وأمل داراشُكوه أن تسقط خلال مُدَّة قصيرة، وجرت مُناوشات مع حاميتها، غير أنَّ هذه الحملة، على الرُغم من ضخامتها، لم تتمكَّن من اقتحام المدينة، وأثبتت القُوَّات الصفويَّة تفوُّقها العسكري على القُوَّات المغوليَّة؛ فاضطرَّ داراشُكوه إلى رفع الحصار عنها بعد سبعة أشهر، وعاد من حيث أتى. وهكذا ضاعت جُهُود الدولة المغوليَّة هباءً في استعادة قندهار، وأدَّت هذه الحملات الفاشلة إلى تخلِّي شاهجهان نهائيًّا عن فكرة استعادتها.[23]

- ^ ث: «الزَمِيْنْدَار» أو «الزَمِيْنْ دَار» هو لقب الإقطاعي في دولة مغول الهند، والكلمةٌ فارسيَّة تعني «صاحب الأرض» أو «الملَّاك» وتُترجم إلى «الإقطاعي».[107]

- ^ ج: «الفُوجْدَار» كلمة فارسيَّة منحوتة من «فُوجْ» بِضمّ الفاء بمعنى الجماعة أو الكتيبة،[108] و«دار». هو لقب كان يُمنح في دولة مغول الهند لفئةٍ من الحُكَّام يجمعون بين مهام القيادة العسكريَّة ومهام إداريَّة تشمل القضاء وجباية الخراج.[la 106]

- ^ ح: قال ابن منظور في لسان العرب: «القَينة: الأَمة غَنَّتْ أَو لَمْ تُغَنِّ والماشطةُ، وَكَثِيرًا مَا يُطْلَقُ عَلَى الْمُغَنِّيَةِ فِي الإِماء، وَجَمْعُهَا قَيْناتٌ. وَفِي الْحَدِيثِ: نَهَى عَنْ بَيْعِ القَيْنات أَي الإِماء المغَنّيات، وَتُجْمَعُ عَلَى قِيانٍ أَيضًا».[109]

### فهرست المراجع
بِاللُغتين العربيَّة والفارسيَّة
1. 1 2 3  طقوش (2007)، ص. 297-298.
2. 1 2 3  النمر (1981)، ص. 342.
3. 1 2  النمر (1981)، ص. 357.
4. 1 2 3 4 5 6 7  أبو زيد (2016)، ص. 15.
5. 1 2 3 4  النمر (1981)، ص. 343.
6. ↑  المرادي (1988)، ص. 114.
7. ↑  العقيقي (1964)، ص. 67.
8. ↑  الموسوعة الفقهية (2006)، ص. 52.
9. 1 2 3 4  طقوش (2007)، ص. 319.
10. ↑  الشيال (2001)، ص. 150.
11. ↑  أبو زيد (2016)، ص. 16.
12. ↑  الساداتي (1959)، ص. 190.
13. 1 2 3 4 5  طقوش (2007)، ص. 279-280.
14. ↑  آشنا (2009)، ص. 70.
15. ↑  الساداتي (1959)، ص. 195-196.
16. 1 2  الساداتي (1959)، ص. 196.
17. ↑  طقوش (2007)، ص. 287-285.
18. 1 2 3  الساداتي (1959)، ص. 196-197.
19. 1 2  طقوش (2007)، ص. 285-287.
20. ↑  الساداتي (1959)، ص. 197-198.
21. ↑  استرآبادی (1366)، ص. 240.
22. ↑  الساداتي (1959)، ص. 198-199.
23. 1 2 3 4  طقوش (2007)، ص. 284-285.
24. 1 2 3 4 5  الساداتي (1959)، ص. 199-202.
25. 1 2 3  النمر (1981)، ص. 337.
26. 1 2 3 4  طقوش (2007)، ص. 288.
27. 1 2 3 4 5 6 7  الساداتي (1959)، ص. 203-208.
28. ↑  الشيال (2001)، ص. 147.
29. ↑  خافي خان (1869)، ص. 758-759.
30. 1 2 3  طقوش (2007)، ص. 289-291.
31. 1 2  الشيال (2001)، ص. 150-152.
32. ↑  خافي خان (1869)، ص. 246-249.
33. ↑  طقوش (2007)، ص. 298.
34. ↑  الشيال (2001)، ص. 154.
35. ↑  الساداتي (1959)، ص. 215.
36. ↑  مستعد خان (1877)، ص. 95.
37. 1 2  نوار (1998)، ص. 538.
38. ↑  طقوش (2007)، ص. 300.
39. 1 2 3 4 5 6 7 8  طقوش (2007)، ص. 300-301.
40. 1 2  النمر (1981)، ص. 344.
41. ↑  الشيال (2001)، ص. 156.
42. 1 2 3 4 5  الشيال (2001)، ص. 157-158.
43. ↑  الساداتي (1959)، ص. 217.
44. 1 2 3 4 5  الساداتي (1959)، ص. 218-219.
45. 1 2 3 4 5  طقوش (2007)، ص. 303.
46. ↑  الشيال (2001)، ص. 149.
47. ↑  النمر (1981)، ص. 340.
48. ↑  نژاد (1395).
49. ↑  خافي خان (1869)، ص. 256-257.
50. 1 2 3 4 5 6  النمر (1981)، ص. 345.
51. 1 2  خافي خان (1869)، ص. 294-296.
52. ↑  الساداتي (1959)، ص. 223.
53. ↑  الساداتي (1959)، ص. 219-220.
54. 1 2 3 4  الساداتي (1959)، ص. 220-221.
55. 1 2 3 4 5 6  طقوش (2007)، ص. 312-313.
56. 1 2 3 4  طقوش (2007)، ص. 304.
57. 1 2  النمر (1981)، ص. 347.
58. ↑  الساداتي (1959)، ص. 225.
59. 1 2 3  النمر (1981)، ص. 348.
60. 1 2 3 4  الساداتي (1959)، ص. 226-227.
61. 1 2 3  طقوش (2007)، ص. 305.
62. ↑  نیکبخت (1400).
63. ↑  الساداتي (1959)، ص. 228-229.
64. ↑  الساداتي (1959)، ص. 235.
65. ↑  الشيال (2001)، ص. 159.
66. 1 2  الساداتي (1959)، ص. 235-236.
67. 1 2 3  النمر (1981)، ص. 352-353.
68. 1 2 3  الساداتي (1959)، ص. 237-238.
69. 1 2 3 4 5 6 7  النمر (1981)، ص. 355-356.
70. ↑  الساداتي (1959)، ص. 239-240.
71. 1 2 3  طقوش (2007)، ص. 310.
72. ↑  خافي خان (1869)، ص. 331-335.
73. 1 2  الساداتي (1959)، ص. 241.
74. 1 2 3 4  الساداتي (1959)، ص. 242-244.
75. ↑  مستعد خان (1877)، ص. 161.
76. 1 2  النمر (1981)، ص. 357-358.
77. ↑  لوبون (2009)، ص. 424-425.
78. 1 2  مؤنس (1987)، ص. 258.
79. 1 2  النمر (1981)، ص. 358-360.
80. 1 2 3 4  الشيال (2001)، ص. 162-164.
81. ↑  البطريق وعطا (1955)، ص. 16.
82. ↑  مصطفى (1988)، ص. 22.
83. 1 2  الشيال (2001)، ص. 165.
84. ↑  النمر (1981)، ص. 361.
85. 1 2 3  الساداتي (1959)، ص. 244-245.
86. ↑  عويس (2015).
87. ↑  غازي (2009)، ص. 222-224.
88. ↑  الهدوي (2019).
89. 1 2 3 4  الساداتي (1959)، ص. 247-248.
90. ↑  الهندي (2020)، ص. 136.
91. ↑  الهندي (2020)، ص. 133.
92. 1 2 3 4  طقوش (2007)، ص. 320-321.
93. ↑  الطنطاوي (2011)، ص. 269.
94. 1 2 3  النمر (1981)، ص. 364-365.
95. 1 2  ستودارد (1971)، ص. 311.
96. ↑  الساداتي (1959)، ص. 246.
97. 1 2  النمر (1981)، ص. 362.
98. ↑  الحسني (1999)، ص. 741.
99. 1 2 3  طقوش (2007)، ص. 314-315.
100. 1 2  الساداتي (1959)، ص. 249.
101. ↑  شهاب (د.ت)، ص. 227.
102. 1 2  الرضوي الديوبندي (2012).
103. ↑  أمة العزيز (2016)، ص. 310.
104. 1 2  الحسني (1983)، ص. 16-17.
105. ↑  الكيرواني (1989)، ص. 684.
106. ↑  دفتري (2016)، ص. 149.
107. ↑  كسرائي (2014)، ص. 270.
108. ↑  كسرائي (2014)، ص. 369.
109. ↑  ابن منظور (1994)، ص. 352.

بلُغاتٍ أجنبية
1. ↑  Chapra (2014), p. 62–63.
2. ↑  Bayly (1990), p. 7.
3. ↑  Turchin et al. (2006), p. 223.
4. ↑  Ali et al. (2016), p. 51.
5. ↑  Thackeray & Findling (2012), p. 248.
6. ↑  Britannica (n.d).
7. ↑  Eaton (2019), p. 251.
8. ↑  Gandhi (2020), p. 52–53.
9. ↑  Gandhi (2020), p. 59–62.
10. ↑  Truschke (2017), p. 17–18.
11. ↑  Sarkar (1912), p. 10–12.
12. ↑  Mehta (1986), p. 105-106.
13. ↑  Markovits (2004), p. 103.
14. ↑  Mukerjee (2001), p. 53.
15. ↑  Sarkar (1912), p. 64–66.
16. 1 2  Eraly (2007), p. 147.
17. ↑  Chandra (2002), p. 50.
18. ↑  Richards (1996), p. 128.
19. ↑  Sarkar (1912), p. 61.
20. 1 2  Mukerjee (2001), p. 23.
21. ↑  Calcutta Review (1882), p. 87.
22. 1 2  Krieger-Krynicki (2005), p. 3, 41.
23. ↑  Amose (n.d), p. 63.
24. ↑  Campbell (1896), p. 280.
25. 1 2  Gupta & Bakshi (2008), p. 189.
26. 1 2  Syed (2004), p. 176-177.
27. ↑  Truschke (2017), p. 94.
28. ↑  Truschke (2017), p. 70–71.
29. ↑  Dunbar (1995), p. 264.
30. 1 2  Manucci (1907), p. 5-6.
31. 1 2  Laine (2015), p. 153.
32. ↑  Asher (1992), p. 278–279.
33. ↑  Bernier (1916), p. 133-146.
34. ↑  Avari (2013), p. 131.
35. ↑  Singhal (1983), p. 196.
36. ↑  Roy (2005), p. 52.
37. ↑  Majumdar (2007), p. 230 .
38. ↑  Manucci (1907), p. 49, 60.
39. ↑  Baḳhsh & Hoey (1888), p. 133-134.
40. ↑  Eraly (2000), p. 379.
41. ↑  Manucci (1907), p. 22-24.
42. 1 2 3 4  Manucci (1907), p. 24-25.
43. ↑  Sarkar (1920), p. 77.
44. ↑  Gordon (1993), p. 74.
45. ↑  Gordon (1993), p. 78.
46. ↑  Stewart (1994), p. 206.
47. ↑  Jain (2011), p. 299-300.
48. ↑  Sarkar (1920), p. 28.
49. 1 2  Hansen (1986), p. 454.
50. ↑  Edwardes & Garrett (1930), p. 119.
51. ↑  Singh (2006), p. 121–24.
52. ↑  Singh (1967), p. 293–300.
53. 1 2 3 4  Grewal (1998), p. 71–73.
54. ↑  Dhavan (2011), p. 33, 36–37.
55. 1 2  Rahul (2000), p. 51.
56. ↑  Sali (1998), p. 34.
57. ↑  Kaul (1998), p. 63.
58. ↑  Manucci (1907), p. 130-135.
59. ↑  Chisholm (1911), p. 927.
60. ↑  Roy (2011), p. 37.
61. ↑  Irvine (1904), p. 3.
62. 1 2 3  Faruqui (2012), p. 306-307.
63. ↑  Irvine (1904), p. 285.
64. ↑  Havell (1904), p. 75.
65. 1 2 3  Mehta (1986), p. 50-51.
66. 1 2  Richards (1996), p. 223.
67. ↑  Johnston (1986), p. 252.
68. ↑  Shakir (1989), p. 47.
69. ↑  Hasan (2019), p. 52–62.
70. ↑  Copland et al. (2013), p. 119.
71. ↑  Truschke (2017), p. 8.
72. ↑  Habib (1960), p. 209–223.
73. ↑  Lane-Poole (1903), p. 401-402.
74. ↑  Bhaduri (2020), p. 12.
75. ↑  Rubchenko (2016).
76. ↑  Farooqi (1989), p. 332–333.
77. ↑  Farooqi (1989), p. 151.
78. ↑  Richards (1996), p. 172.
79. ↑  Matthee (2011), p. 126, 136.
80. 1 2 3 4  Andaya (2008), p. 121–122.
81. ↑  Malekandathil (2016), p. 154.
82. ↑  Bano (2001), p. 263.
83. ↑  Tripathy (1986), p. 91.
84. 1 2  Truschke (2017), p. 58.
85. ↑  Malik (2008), p. 190.
86. ↑  Maddison (2003), p. 259–261.
87. ↑  Sayeed (2020), p. 201.
88. ↑  Werner (2011).
89. ↑  Taher (1994), p. 54.
90. ↑  Asher (1992), p. 252, 290.
91. ↑  Markovits (2004), p. 166.
92. ↑  Asher (1992), p. 263–264.
93. ↑  Asher (1992), p. 260–261.
94. ↑  Singh (2006), p. 351–352.
95. ↑  Balasubramaniam (2007), p. 206-207.
96. ↑  Khan (2006), p. 59.
97. ↑  Gommans (2002), p. 122.
98. ↑  O'Hanlon (2007), p. 490–523.
99. ↑  Kaushik (2014), p. 39.
100. ↑  Sarkar (1912), p. 58–61.
101. ↑  Eraly (2008), p. 376.
102. ↑  Manucci (1907), p. 333.
103. ↑  Sarkar (1912), p. 61-62.
104. ↑  Manucci (1907), p. 54.
105. ↑  Krieger-Krynicki (2005), p. 103, 175.
106. ↑  Siddiqi (1998), p. 251.

### ثبت المراجع(مُرتَّبة حسب تاريخ النشر)
كُتُب باللُّغة العربيَّة:
- شهاب، مظهر (د.ت). "أورنغ زيب (1027 - 1118هـ/ 1617 - 1707م)". الموسوعة العربيَّة. هيئة الموسوعة العربيَّة. ج. 4. مؤرشف من الأصل في 29-3-2024. {{استشهاد بموسوعة}}: تحقق من التاريخ في: |تاريخ= (مساعدة)
- عبد الحميد البطريق؛ محمد مصطفى عطا (1955)، باكستان في ماضيها وحاضرها، القاهرة: دار المعارف، OCLC:4771296951، QID:Q124919456
- أحمد محمود الساداتي (1959)، تاريخ المُسلمين في شبه القارَّة الهنديَّة وحضارتهم: الدولة المغوليَّة، القاهرة: مكتبة الآداب للنشر والتوزيع، ج. 2، QID:Q115912807
- نجيب العقيقي (1964)، المُستشرقون: موسوعة في تُراث العرب مع تراجم المُستشرقين ودراساتهم عنه منذ ألف عام حتى اليوم (PDF) (ط. 3)، القاهرة: دار المعارف، ج. 1، OCLC:1044684919، QID:Q114412657
- لوثروب ستودارد (1971)، حاضر العالم الإسلامي (PDF)، ترجمة: عجاج نويهض، تحقيق: شكيب أرسلان (ط. 3)، بيروت: دار الفكر للطباعة والنشر والتوزيع، ج. 2 (4)، QID:Q125025757
- عبد المنعم النمر (1981)، تاريخ الإسلام في الهند (ط. 1)، بيروت: المؤسسة الجامعية للدراسات والنشر والتوزيع، OCLC:4771140982، QID:Q115910365
- عبد الحي الحسني (1983)، الثقافة الإسلامية في الهند: معارف العوارف في أنواع العُلُوم والمعارف، مراجعة: أبو الحسن الندوي (ط. 2)، دمشق: مجمع اللغة العربية بدمشق، OCLC:4771446207، QID:Q125211662
- حسين مؤنس (1987). "أطلس تاريخ الإسلام". القاهرة (ط. 1). القاهرة: الزهراء للإعلام العربي. ISBN:978-977-14-7049-6. OCLC:1230076515. OL:13162429M. QID:Q6824741.
- محمد خليل المرادي (1988)، سلك الدُّرر في أعيان القرن الثاني عشر (ط. 3)، بيروت: دار البشائر الإسلامية، دار ابن حزم، ج. 4، OCLC:43676770، QID:Q124052566
- شاكر مصطفى (أبريل - مايو - يونيو 1988). "عالم الثقافة.. المُتخلِّفة!". عالم الفكر. الكويت: المجلس الوطني للثقافة والفنون والآداب. ج. 19 رقم  1. مؤرشف من الأصل في 2024-01-28. اطلع عليه بتاريخ 28-1-2024. {{استشهاد بمجلة}}: تحقق من التاريخ في: |تاريخ= (مساعدة)
- وحيد الزمان الكيرانوي (1989)، القاموس الجديد، عربي أردو (بالعربية والأوردية)، لاهور، OCLC:257196852، QID:Q106928721{{استشهاد}}:  صيانة الاستشهاد: مكان بدون ناشر (link)
- ابن منظور (1994)، لسان العرب (ط. 3)، بيروت: دار صادر، ج. 13، OCLC:4770578388، QID:Q114878607{{استشهاد}}:  صيانة الاستشهاد: ref duplicates default (link)
- عبد العزيز نوار (1998). تاريخ الشُعُوب الإسلاميَّة (PDF). القاهرة: دار الفكر العربي. ISBN:977-101-115-4. OCLC:40494498. QID:Q115910703.
- عبد الحي الحسني (1999)، الإعلام بمن في تاريخ الهند من الأعلام المُسمَّى بنُزهة الخواطر وبهجة المسامع والنواظر (ط. 1)، بيروت: دار ابن حزم، OCLC:4770515796، QID:Q115914408
- جمال الدين الشيال (2001). تاريخ دولة أباطرة المغول الإسلاميَّة في الهند (PDF) (ط. 1). القاهرة: مكتبة الثقافة الدينية. ISBN:977-341-011-0. OCLC:46672560. QID:Q115912926.
- مجموعة من المؤلفين (2006). الموسوعة الفقهية (ط. 2). مدينة الكويت: وزارة الأوقاف والشؤون الإسلامية. ج. 1. ISBN:978-977-5353-01-6. OCLC:949444838. QID:Q117450103.
- محمد سهيل طقوش (2007). تاريخ مغول القبيلة الذهبيَّة والهند (ط. 1). بيروت: دار النفائس للطباعة والنشر والتوزيع. ISBN:978-9953-18-436-4. OCLC:471749423. OL:27125375M. QID:Q107406383.
- محمود أحمد غازي (2009). تاريخ الحركة المُجدِّديَّة: دراسة تاريخيَّة تحليليَّة لحياة الإمام المُجدِّد أحمد بن عبد الأحد السرهندي المعروف بمُجدِّد الألف الثاني وعمله الإصلاحي التجديدي الذي قام به في شبه القارَّة مع ترجمة لبعض رسائل وكتاباته المُختارة (ط. 1). بيروت: دار الكتب العلمية. ISBN:978-2-7451-6265-6. OCLC:568570926. OL:44910877M. QID:Q118111544.
- جوستاف لوبون (2009)، حضارات الهند، ترجمة: عادل زعيتر (ط. 1)، القاهرة: دار العالم العربي، QID:Q118877398
- علي الطنطاوي (2011)، رجالٌ من التاريخ (ط. 11)، جدة: دار المنارة، QID:Q125097158
- الرضوي الديوبندي، محبوب (رجب 1433هـ = يونيو 2012م). "المدارس في الهند (الحلقة 2)". مجلَّة الداعي. ترجمة: مُحمَّد عارف جميل القاسمي المباركفوري. دار العلوم ديوبند ع. 7، السنة: 36. ISSN:2347-8950. مؤرشف من الأصل في 2024-03-30. {{استشهاد بدورية محكمة}}: تحقق من التاريخ في: |سنة= (مساعدة)
- شاكر كسرائي (2014). قاموس فارسي عربي (بالعربية والفارسية) (ط. 1). بيروت: الدار العربية للموسوعات. ISBN:978-614-424-151-6. OCLC:949486044. QID:Q110449910.
- أحمد أبو زيد (23 رجب و8 شعبان 1437هـ = 1 و16 مايو 2016م). "أورانك زيب.. سُلطان تشبَّه بالراشدين" (PDF). مجلَّة الرائد. بغداد: دار الرائد للنشر والتوزيع. ع. 21–22. مؤرشف من الأصل (PDF) في 2020-10-30. اطلع عليه بتاريخ 4 شُباط (فبراير) 2024م. {{استشهاد بمجلة}}: تحقق من التاريخ في: |تاريخ الوصول= و|تاريخ= (مساعدة)
- أمة العزيز (يوليو - ديسمبر 2016). "مُساهمة العُلماء المُسلمين والمدارس الدينية بباكستان في خدمة السُنَّة النبويَّة". إيكتا إسلاميكا. ج. 4 ع. 2. ISSN:2522-3518. مؤرشف من الأصل في 2024-03-30. {{استشهاد بدورية محكمة}}: تحقق من التاريخ في: |سنة= (مساعدة)
- فرهاد دفتري (2016). مُعجم التاريخ الإسماعيلي. ترجمة: سيف الدين القصير (ط. 1). بيروت: دار الساقي. ISBN:978-614-03-0030-9. OCLC:1049187827. QID:Q118744347.
- صبغة الله الهدوي (30 كانون الأوَّل [ديسمبر] 2019). "أورنكزيب عالم كير المفترى عليه". مجلَّة حراء (إلكترونية). القاهرة: دار الانبعاث للنشر والتوزيع. ع. 75. مؤرشف من الأصل في 4 شُباط (فبراير) 2024. اطلع عليه بتاريخ 4 شُباط (فبراير) 2024. {{استشهاد بمجلة}}: تحقق من التاريخ في: |تاريخ الوصول=، |تاريخ=، و|تاريخ أرشيف= (مساعدة)
- رفيق مليل الهندي (يونيو 2020). "دراسة عن کتاب الفتاوى الهنديَّة" (PDF). مجلَّة الدراسات الإسلاميَّة والبُحُوث الأكاديميَّة. كُليَّة دار العُلُوم، قسم الشريعة الإسلامية. ج. 15 ع. 98. ISSN:2682-3225. مؤرشف من الأصل (PDF) في 2023-11-18. {{استشهاد بدورية محكمة}}: تحقق من التاريخ في: |سنة= (مساعدة)

موقع إلكتروني باللُّغة العربيَّة:
- عبد الحليم عويس (10 شعبان 1436هـ = 30 أيَّار [مايو] 2015م). "صور التكامل الدعوي السياسي في الهند". شبكة الألوكة. مؤرشف من الأصل في 4 شُباط (فبراير) 2024م. اطلع عليه بتاريخ 4 شُباط (فبراير) 2024م. {{استشهاد ويب}}: تحقق من التاريخ في: |تاريخ الوصول=، |تاريخ=، و|تاريخ أرشيف= (مساعدة)

كُتُب باللُّغة الفارسيَّة:
- خافي خان، مُحمَّد هاشم نظام المُلكي (۱۸٦۹). مُنتخب اللُّباب (PDF). كُلكتَّة: كالج پريس. ج. ١. مؤرشف من الأصل (PDF) في 27 مارس 2021. {{استشهاد بكتاب}}: تحقق من التاريخ في: |سنة= (مساعدة)
- مستعد خان، مُحمَّد ساقي (۱۸۷۷). مآثر عالمگیری. كُلكتَّة. {{استشهاد بكتاب}}: تحقق من التاريخ في: |سنة= (مساعدة)
- استرآبادی، سید حسن بن مرتضی حسینی (۱۳۶۶). تاریخ سلطانی: از شیخ صفی تا شاه صفی. انتشارات علمی. {{استشهاد بكتاب}}: تحقق من التاريخ في: |سنة= (مساعدة)
- آشنا، ميرزا مُحمَّد طاهر خان (٢٠٠٩). مُلخَّص شاهجهان نامه (PDF) (ط. ١). دهلی نو: مركز تحقيقات فارسى، رايزنى فرهنگى سفارت جمهورى اسلامى ايران. ISBN:9644391276. مؤرشف من الأصل (PDF) في 2021-03-06.{{استشهاد بكتاب}}:  صيانة الاستشهاد: ref duplicates default (link)
- نژاد، نرگس صالح (۱۱ خرداد ۹۵). "زبان فارسی در هندوستان". كُجارو. مؤرشف من الأصل في 1 نيسان (أبريل) 2021. اطلع عليه بتاريخ 1 نيسان (أبريل) 2021. {{استشهاد ويب}}: تحقق من التاريخ في: |تاريخ الوصول=، |تاريخ=، و|تاريخ أرشيف= (مساعدة)

موقع إلكتروني باللُّغة الفارسيَّة:
- محمدحسین نیکبخت (۱۵ اسفند ۱۴۰۰). "چگونه ۳۲۵ سال پیش، فرزند فرمانروای هند خادم حرم رضوی شد؟". قدس آنلاین. مؤرشف من الأصل في 14 شُباط (فبراير) 2024. اطلع عليه بتاريخ 14 شُباط (فبراير) 2024. {{استشهاد ويب}}: تحقق من التاريخ في: |تاريخ الوصول=، |تاريخ=، و|تاريخ أرشيف= (مساعدة)

بلُغاتٍ أجنبية:
- Spear, T.G. Percival (n.d). "Aurangzeb". Encyclopædia Britannica (بالإنجليزية). Encyclopædia Britannica, Inc. Archived from the original on 30-12-2023. {{استشهاد بموسوعة}}: تحقق من التاريخ في: |تاريخ= (help)
- Amose, C. (n.d). HISTORY OF INDIA (1526 –1772 AD) (Technical report) (بالإنجليزية). Manonmaniam Sundaranar University. Archived from the original on 2024-01-01. {{cite tech report}}: تحقق من التاريخ في: |سنة= (help)
- "MANDELSLO AND THEVENOT; THEIR TRAVELS IN INDIA". The Calcutta Review (بالإنجليزية). Thomas S. Smith Press. 75. 1882.
- Baḳhsh, Muhammad Faiz; Hoey, William (1888). Memoirs of Delhi and Faizábád: Being a Translation of the Táríḳh Farahbaḳhsh of Muhammad Faiz Baḳhsh from the Original Persian (بالإنجليزية). Government Press, North-western Provinces and Oudh. Archived from the original on 2021-04-01. Retrieved 2014-11-22.
- Campbell, James McNabb (1896). History of Gujarát (بالإنجليزية). Bombay: Government Central Press. Archived from the original on 2023-06-27. Retrieved 2022-04-29.{{استشهاد بكتاب}}:  صيانة الاستشهاد: ref duplicates default (link)
- Lane-Poole, Stanley (1903). Mediaeval India under Mohammedan rule, 712-1764 (بالإنجليزية). London: G. p. Putnam's Sons.{{استشهاد بكتاب}}:  صيانة الاستشهاد: ref duplicates default (link)
- Havell, Ernest Binfield (1904). A Handbook to Agra and the Taj, Sikandra, Fatehpur-Sikri and the Neighbourhood (بالإنجليزية). Longmans, Green, and Company. ISBN:9781421983417. Archived from the original on 2023-10-27.{{استشهاد بكتاب}}:  صيانة الاستشهاد: ref duplicates default (link)
- Irvine, William (1904), The Later Mughals (بالإنجليزية), Low Price Publications, ISBN:8175364068{{استشهاد}}:  صيانة الاستشهاد: ref duplicates default (link)
- Manucci, Niccolao (1907). Storia do Mogor; or, Mogul India 1603-1708 (بالإنجليزية). Translated by William Irvine. London: J. Murray. Vol. 2.{{استشهاد بكتاب}}:  صيانة الاستشهاد: ref duplicates default (link)
- Chisholm, Hugh (1911). "Bijapur". Encyclopædia Britannica (بالإنجليزية) (11 ed.). Cambridge University Press. Vol. 3. Archived from the original on 2023-12-12.{{استشهاد بموسوعة}}:  صيانة الاستشهاد: ref duplicates default (link)
- Sarkar, Jadunath (1912). History of Aurangzib (PDF) (بالإنجليزية). Calcutta: M.C. Sarkar & Sons. Vol. I. Archived from the original (PDF) on 2022-10-09.{{استشهاد بكتاب}}:  صيانة الاستشهاد: ref duplicates default (link)
- Bernier, François (1916). Travels in the Mogul Empire, A.D. 1656-1668 (بالإنجليزية). Translated by Archibald Constable. Oxford: Oxford University Press.{{استشهاد بكتاب}}:  صيانة الاستشهاد: ref duplicates default (link)
- Sarkar, Jadunath (1920), History of Aurangzib: Based on Original Sources (بالإنجليزية), Longmans, Green and Company, Archived from the original on 2023-04-07{{استشهاد}}:  صيانة الاستشهاد: ref duplicates default (link)
- Edwardes, Stephen Meredyth; Garrett, Herbert Leonard Offley (1930). Mughal Rule in India (بالإنجليزية). Atlantic Publishers and Distributors. ISBN:9788171565511. Archived from the original on 2023-10-27.
- Habib, Irfan (1960). "The Political Role of Shaikh Ahmad Sirhindi and Shah Waliullah". Proceedings of the Indian History Congress (بالإنجليزية). 23: 209–223. ISSN:2249-1937. JSTOR:44304065. Archived from the original on 2024-03-11. Retrieved 2024-03-06.{{استشهاد بدورية محكمة}}:  صيانة الاستشهاد: ref duplicates default (link)
- Singh, Trilochan (1967). "XXII". Guru Tegh Bahadur, Prophet and Martyr: A Biography (بالإنجليزية). Gurdwara Parbandhak Committee.{{استشهاد بكتاب}}:  صيانة الاستشهاد: ref duplicates default (link)
- Singhal, Damodar P. (1983). A History of the Indian People (بالإنجليزية) (illustrated ed.). Methuen. ISBN:041348730X. Archived from the original on 2024-01-22.{{استشهاد بكتاب}}:  صيانة الاستشهاد: ref duplicates default (link)
- Hansen, Waldemar (1986) [First published 1972]. The Peacock Throne: The Drama of Mogul India (بالإنجليزية). Motilal Banarsidass. ISBN:9788120802254. Archived from the original on 2023-11-13. Retrieved 2014-10-03.{{استشهاد بكتاب}}:  صيانة الاستشهاد: ref duplicates default (link)
- Johnston, Harry (1986). The Great Pioneer in India, Ceylon, Bhutan & Tibet (بالإنجليزية). Mittal Publications. Archived from the original on 2024-03-08.{{استشهاد بكتاب}}:  صيانة الاستشهاد: ref duplicates default (link)
- Mehta, Jaswant Lal (1986). Advanced Study in the History of Medieval India (بالإنجليزية). Sterling Publishers Pvt. Ltd. ISBN:9788120710153.{{استشهاد بكتاب}}:  صيانة الاستشهاد: ref duplicates default (link)
- Tripathy, Rasananda (1986). Crafts and commerce in Orissa in the sixteenth-seventeenth centuries (بالإنجليزية). Delhi: Mittal Publications. OCLC:14068594. Archived from the original on 2023-10-28. Retrieved 2012-04-29.{{استشهاد بكتاب}}:  صيانة الاستشهاد: ref duplicates default (link)
- Farooqi, Naimur Rahman (1989). Mughal-Ottoman relations: a study of political & diplomatic relations (بالإنجليزية). Idarah-i Adabiyat-i Delli. Archived from the original on 2023-07-21.{{استشهاد بكتاب}}:  صيانة الاستشهاد: ref duplicates default (link)
- Shakir, Moin, ed. (1989). Religion State And Politics in India (بالإنجليزية). Ajanta Publications (India). ISBN:9788120202139. Archived from the original on 2023-10-27.{{استشهاد بكتاب}}:  صيانة الاستشهاد: ref duplicates default (link)
- Bayly, C.A. (1990). Indian society and the making of the British Empire (بالإنجليزية) (1st pbk. ed.). Cambridge: Cambridge University Press. ISBN:9780521386500.{{استشهاد بكتاب}}:  صيانة الاستشهاد: ref duplicates default (link)
- Asher, Catherine B. (1992). Architecture of Mughal India (بالإنجليزية) (Reprint ed.). Cambridge University Press. Vol. 4. ISBN:0521267285. Archived from the original on 2023-05-31.{{استشهاد بكتاب}}:  صيانة الاستشهاد: ref duplicates default (link)
- Gordon, Stewart (1993), The Marathas 1600–1818 (بالإنجليزية), Cambridge University Press, ISBN:9780521268837, Archived from the original on 2023-07-04{{استشهاد}}:  صيانة الاستشهاد: ref duplicates default (link)
- Gordon, Stewart (1994). Marathas, Marauders, and State Formation in Eighteenth-century India (بالإنجليزية). Oxford University Press. ISBN:9780195633863. Archived from the original on 2023-04-06.
- Taher, M. (1994). Librarianship and Library Science in India: An Outline of Historical Perspectives (بالإنجليزية). Concept Publishing Company. ISBN:9788170225249. Archived from the original on 2023-10-11. Retrieved 2014-10-03.{{استشهاد بكتاب}}:  صيانة الاستشهاد: ref duplicates default (link)
- Dunbar, George (1995) [1936]. History of India: From Earliest Times to 1939 (بالإنجليزية) (Reprint ed.). Delhi: D.K. Publishers Distributors. ISBN:8186142797.{{استشهاد بكتاب}}:  صيانة الاستشهاد: ref duplicates default (link)
- Richards, John F. (1996) [1993]. The Mughal Empire. The New Cambridge History of India (بالإنجليزية). Cambridge University Press. Vol. 5. ISBN:9780521566032. Archived from the original on 2023-10-27.{{استشهاد بكتاب}}:  صيانة الاستشهاد: ref duplicates default (link)
- Grewal, J. S. (1998). The Sikhs of the Punjab (بالإنجليزية). Cambridge University Press. ISBN:9780521637640.{{استشهاد بكتاب}}:  صيانة الاستشهاد: ref duplicates default (link)
- Kaul, H. N. (1998). Rediscovery of Ladakh (بالإنجليزية). New Delhi: Indus Publishing. ISBN:8173870861. Archived from the original on 2024-04-06.{{استشهاد بكتاب}}:  صيانة الاستشهاد: ref duplicates default (link)
- Sali, M. L. (1998). India-China Border Dispute: A Case Study of the Eastern Sector (بالإنجليزية). New Delhi: APH Publishing. ISBN:8170249643. Archived from the original on 2024-04-06.{{استشهاد بكتاب}}:  صيانة الاستشهاد: ref duplicates default (link)
- Siddiqi, Noman Ahmad (1998). "The Faujdar and Faujdari under Mughals". In Muzaffar Alam; Sanjay Subrahmanyam (eds.). The Mughal State, 1526-1750 (بالإنجليزية). Oxford University Press. ISBN:0195639057.{{استشهاد بكتاب}}:  صيانة الاستشهاد: ref duplicates default (link)
- Eraly, Abraham (2000). Emperors of the Peacock Throne: The Saga of the Great Mughals (بالإنجليزية). Penguin books. ISBN:9780141001432. Archived from the original on 2020-12-03.{{استشهاد بكتاب}}:  صيانة الاستشهاد: ref duplicates default (link)
- Rahul, Ram (2000). March of Central Asia (بالإنجليزية). Indus Publishing. ISBN:8173871094. Archived from the original on 2023-11-23.{{استشهاد بكتاب}}:  صيانة الاستشهاد: ref duplicates default (link)
- Bano, Majida (2001). "AURANGZEB'S EMBASSY AND LETTER TO SUBHAN QULI, KHAN OF BUKHARA, 1684". Proceedings of the Indian History Congress (بالإنجليزية). Indian History Congress. 62. ISSN:2249-1937. Archived from the original on 2024-03-25.{{استشهاد بدورية محكمة}}:  صيانة الاستشهاد: ref duplicates default (link)
- Mukerjee, Soma (2001). Royal Mughal ladies and their contributions (بالإنجليزية). Gyan Publishing House. ISBN:9788121207607. Archived from the original on 2023-10-28.{{استشهاد بكتاب}}:  صيانة الاستشهاد: ref duplicates default (link)
- Chandra, Satish (2002) [First published 1959]. Parties and politics at the Mughal Court, 1707–1740 (بالإنجليزية) (4th ed.). Oxford University Press. ISBN:9780195654448.{{استشهاد بكتاب}}:  صيانة الاستشهاد: ref duplicates default (link)
- Gommans, Jos J. L. (2002). Mughal Warfare: Indian Frontiers and Highroads to Empire, 1500-1700 (بالإنجليزية). Routledge. ISBN:0415239893. Archived from the original on 2024-03-30.{{استشهاد بكتاب}}:  صيانة الاستشهاد: ref duplicates default (link)
- Maddison, Angus (2003). Development Centre Studies The World Economy Historical Statistics: Historical Statistics (بالإنجليزية). Paris: OECD Publishing. ISBN:9264104143. Archived from the original on 2023-03-07.{{استشهاد بكتاب}}:  صيانة الاستشهاد: ref duplicates default (link)
- Markovits, Claude, ed. (2004) [First published 1994 as Histoire de l'Inde Moderne]. A History of Modern India, 1480–1950 (بالإنجليزية) (2nd ed.). London: Anthem Press. ISBN:9781843310044. Archived from the original on 2023-10-02.{{استشهاد بكتاب}}:  صيانة الاستشهاد: ref duplicates default (link)
- Syed, M. H. (2004). History Of The Glorious Mughal Empire (بالإنجليزية). New Delhi: Anmol Publications Pvt. Limited. Vol. 1. ISBN:8126118792. {{استشهاد بكتاب}}: تحقق من التاريخ في: |سنة= (help)
- Krieger-Krynicki, Annie (2005). Captive Princess: Zebunissa, Daughter of Emperor Aurangzeb (بالإنجليزية). Oxford University Press. ISBN:9780195798371.{{استشهاد بكتاب}}:  صيانة الاستشهاد: ref duplicates default (link)
- Roy, Samaren (May 2005). Calcutta: Society and Change 1690–1990 (بالإنجليزية). iUniverse. ISBN:9780595342303. Archived from the original on 2023-04-24. Retrieved 2012-02-25.{{استشهاد بكتاب}}:  صيانة الاستشهاد: ref duplicates default (link)
- Khan, Iqtidar Alam (2006). "The Indian Response to Firearms, 1300-1750". In Buchanan, Brenda J. (ed.). Gunpowder, Explosives And the State: A Technological History (بالإنجليزية). Ashgate Publishing. ISBN:9780754652595.{{استشهاد بكتاب}}:  صيانة الاستشهاد: ref duplicates default (link)
- Singh, Abhay Kumar (2006). Modern World System and Indian Proto-industrialization: Bengal 1650–1800 (بالإنجليزية). New Delhi: Northern Book Centre. Vol. 1. ISBN:9788172112011. Archived from the original on 2023-10-27. Retrieved 2012-09-30.{{استشهاد بكتاب}}:  صيانة الاستشهاد: ref duplicates default (link)
- Singh, Prithi (2006). The history of Sikh gurus (بالإنجليزية). Lotus Press. ISBN:9788183820752.{{استشهاد بكتاب}}:  صيانة الاستشهاد: ref duplicates default (link)
- Turchin, Peter; Adams, Jonathan M.; Hall, Thomas D (Dec 2006). "East-West Orientation of Historical Empires". Journal of World-Systems Research (بالإنجليزية). 12 (2). ISSN:1076-156X. Archived from the original on 2023-09-24. Retrieved 2016-09-12.
- Balasubramaniam, R.; Chattopadhyay, Pranab K. (2007). "Zafarbaksh – The Composite Mughal Cannon of Aurangzeb at Fort William in Kolkata" (PDF). Indian Journal of History of Science (بالإنجليزية). 42. Archived from the original (PDF) on 2015-12-22.
- Eraly, Abraham (2007). The Mughal World: Life in India's Last Golden Age (بالإنجليزية). Penguin Books India. ISBN:9780143102625.{{استشهاد بكتاب}}:  صيانة الاستشهاد: ref duplicates default (link)
- Majumdar, Ramesh Chandra; Pusalker, A. D.; Majumdar, A. K., eds. (2007) [First published 1974]. The History and Culture of the Indian People (بالإنجليزية). Mumbai: Bharatiya Vidya Bhavan. Vol. VII: The Mughal Empire.
- O'Hanlon, Rosalind (2007). "Military Sports and the History of the Martial Body in India". Journal of the Economic and Social History of the Orient (بالإنجليزية). Brill. 50 (4). ISSN:1568-5209. Archived from the original on 2024-03-09.{{استشهاد بدورية محكمة}}:  صيانة الاستشهاد: ref duplicates default (link)
- Andaya, Leonard Y. (2008). Leaves of the Same Tree Trade and Ethnicity in the Straits of Melaka (بالإنجليزية). University of Hawaii Press. ISBN:9780824831899. Archived from the original (Hardcover) on 2024-03-17. Retrieved 2023-12-02.{{استشهاد بكتاب}}:  صيانة الاستشهاد: ref duplicates default (link)
- Eraly, Abraham (2008). The Mughal world: India's tainted paradise (بالإنجليزية) (1st ed.). Weidenfeld & Nicolson. ISBN:9780297852094.{{استشهاد بكتاب}}:  صيانة الاستشهاد: ref duplicates default (link)
- Gupta, R. K.; Bakshi, S. R. (2008). Dalit Literature: Our Response (بالإنجليزية). Sarup & Sons. ISBN:9788176258418. Archived from the original on 2020-07-31. Battle of Raona.
- Malik, Jamal (2008). Islam in South Asia: A Short History (بالإنجليزية). Brill. ISBN:9789004168596. Archived from the original on 2023-10-27.{{استشهاد بكتاب}}:  صيانة الاستشهاد: ref duplicates default (link)
- Jain, Meenakshi (2011). The India They Saw (بالإنجليزية). Prabhat Prakashan. Vol. 3. ISBN:9788184301083. Archived from the original on 2023-04-06.{{استشهاد بكتاب}}:  صيانة الاستشهاد: ref duplicates default (link)
- Dhavan, Purnima (2011). When Sparrows Became Hawks: The Making of the Sikh Warrior Tradition, 1699–1799 (بالإنجليزية). Oxford University Press. ISBN:9780199877171. Archived from the original on 2019-05-04. Retrieved 2018-08-24.{{استشهاد بكتاب}}:  صيانة الاستشهاد: ref duplicates default (link)
- Roy, Kaushik (2011), War, Culture and Society in Early Modern South Asia, 1740–1849 (بالإنجليزية), Taylor & Francis, ISBN:9781136790874{{استشهاد}}:  صيانة الاستشهاد: ref duplicates default (link)
- Matthee, Rudi (2011). Persia in Crisis: Safavid Decline and the Fall of Isfahan (بالإنجليزية). Bloomsbury Academic. ISBN:9781845117450. Archived from the original on 2023-10-27.{{استشهاد بكتاب}}:  صيانة الاستشهاد: ref duplicates default (link)
- Werner, Louis (July/August 2011). "Mughal Maal". Aramco World: Arab and Islamic Cultures and Connections (بالإنجليزية). Vol. 62, no. 4. Archived from the original on 22 February 2016. Retrieved 3 October 2014. {{استشهاد بمجلة}}: تحقق من التاريخ في: |تاريخ= (help)
- Faruqui, Munis D. (2012), The Princes of the Mughal Empire, 1504–1719 (بالإنجليزية), Cambridge University Press, ISBN:9781107022171{{استشهاد}}:  صيانة الاستشهاد: ref duplicates default (link)
- Frank W. Thackeray; John E. Findling, eds. (2012). Events that formed the modern world: from the European Renaissance through the War on Terror (بالإنجليزية). Santa Barbara, Calif.: ABC-CLIO. ISBN:9781598849011.
- Avari, Burjor (2013), Islamic Civilization in South Asia: A History of Muslim Power and Presence in the Indian Subcontinent (بالإنجليزية), Routledge, ISBN:9780415580618, Archived from the original on 2023-06-12{{استشهاد}}:  صيانة الاستشهاد: ref duplicates default (link)
- Copland, Ian; Mabbett, Ian; Roy, Asim; et al. (2013). A History of State and Religion in India (بالإنجليزية). Routledge. ISBN:9781136459504. Archived from the original on 2023-10-27.
- Chapra, Muhammad Umer (2014). Morality and Justice in Islamic Economics and Finance (بالإنجليزية). Edward Elgar Publishing. ISBN:9781783475728.{{استشهاد بكتاب}}:  صيانة الاستشهاد: ref duplicates default (link)
- Roy, Kaushik (2014). Military transition in early modern Asia, 1400-1750: cavalry, guns, governments and ships (بالإنجليزية). Bloomsbury Publishing. ISBN:978-1780938004.
- Laine, James W. (2015). Meta-Religion: Religion and Power in World History (بالإنجليزية). Univ of California Press. ISBN:9780520959996. Archived from the original on 2024-01-14.{{استشهاد بكتاب}}:  صيانة الاستشهاد: ref duplicates default (link)
- Ali, A.; Thiam, I.D.; Talib, Y.A. (2016). The Different aspects of Islamic culture: Islam in the World today; Retrospective of the evolution of Islam and the Muslim world (بالإنجليزية). UNESCO Publishing. ISBN:9789231001321. Archived from the original on 2023-11-03.
- Malekandathil, Pius, ed. (2016). The Indian Ocean in the Making of Early Modern India (بالإنجليزية). Taylor & Francis. ISBN:9781351997461. Archived from the original on 2024-03-17. Retrieved 2023-12-02.{{استشهاد بكتاب}}:  صيانة الاستشهاد: ref duplicates default (link)
- Rubchenko, Maxim (9 Sep 2016). "Russia and India: A civilisational friendship". Russia Beyond (بالإنجليزية). Archived from the original on 2024-03-24. Retrieved 2024-03-24.{{استشهاد ويب}}:  صيانة الاستشهاد: ref duplicates default (link)
- Truschke, Audrey (2017). Aurangzeb: the life and legacy of India's most controversial king (بالإنجليزية). Stanford, California: Stanford University Press. ISBN:9781503602595. OCLC:962025936. Archived from the original on 2023-10-27.{{استشهاد بكتاب}}:  صيانة الاستشهاد: ref duplicates default (link)
- Eaton, Richard M. (2019). India in the Persianate Age : 1000–1765 (بالإنجليزية). University of California Press. ISBN:9780520974234. OCLC:1243310832. Archived from the original on 2023-03-26.{{استشهاد بكتاب}}:  صيانة الاستشهاد: ref duplicates default (link)
- Hasan, Farhat (16 May 2019). "Nationalist representations of the Mughal state: The views of Tilak and Gandhi". Studies in People's History (بالإنجليزية). Sage Publications. 6 (1). DOI:10.1177/2348448919834791. ISSN:2348-4489. S2CID:182002531.{{استشهاد بدورية محكمة}}:  صيانة الاستشهاد: ref duplicates default (link)
- Bhaduri, Saugata (2020). Polycoloniality: European Transactions with Bengal from the 13th to the 19th Century (بالإنجليزية). London: Bloomsbury Publishing. ISBN:9789388271417. Archived from the original on 2024-03-03.{{استشهاد بكتاب}}:  صيانة الاستشهاد: ref duplicates default (link)
- Gandhi, Supriya (2020). The emperor who never was: Dara Shukoh in Mughal India (بالإنجليزية). Cambridge, Massachusetts: Belknap Press. ISBN:9780674987296. OCLC:1112130290. Archived from the original on 2023-10-27.{{استشهاد بكتاب}}:  صيانة الاستشهاد: ref duplicates default (link)
- Sayeed, Ahmed (2020). Negate Fighting Faith (بالإنجليزية). Oxford University Press. ISBN:9789388660792. Archived from the original on 2023-06-27.{{استشهاد بكتاب}}:  صيانة الاستشهاد: ref duplicates default (link)

## وصلات خارجية
- "ترجمة السلطان المغولي "أورنك زيب" وهل كان سلفيَّ العقيدة". الإسلام سؤال وجواب. 20 تشرين الثاني (نوڤمبر) 2011. مؤرشف من الأصل في 30 آذار (مارس) 2024. اطلع عليه بتاريخ 30 آذار (مارس) 2024. {{استشهاد ويب}}: تحقق من التاريخ في: |تاريخ الوصول=، |تاريخ=، و|تاريخ أرشيف= (مساعدة)
- د. أحمد مُوفَّق زيدان (31 أيَّار [مايو] 2022). "أورنكزيب السلطان العادل المنسي". صحيفة الشرق. مؤرشف من الأصل في 30 آذار (مارس) 2024. اطلع عليه بتاريخ 30 آذار (مارس) 2024. {{استشهاد ويب}}: تحقق من التاريخ في: |تاريخ الوصول=، |تاريخ=، و|تاريخ أرشيف= (مساعدة) (طالع نسخة مُؤرشفة من القسم الآخر للمقالة).

| أورنكزيب عالمكيرعاهل آل تيمورولد: ق. 1619 توفي: 20 شُباط (فبراير) 1707 |                            |                        |
| ألقاب ملكية                                                           |                            |                        |
| سبقه شهاب الدين شاهجهان                                               | سُلطان مغول الهند 1658–1707 | تبعه قُطب الدين أعظمشاه |